# Eslovaquia
Eslovaquia (en eslovaco: Slovenskoⓘ), oficialmente República Eslovaca (Slovenská republikaⓘ) es uno de los veintisiete Estados soberanos que forman la Unión Europea. Situado en Europa Central, es un Estado sin salida al mar. Limita al norte con Polonia, al este con Ucrania, al sur con Hungría, al oeste con Austria y al noroeste con la República Checa. Tiene una población a final del año 2024 de 5 419 451 habitantes y su capital es Bratislava, con 479 389 habitantes. Los montes Cárpatos ocupan toda la zona septentrional del país. 
La caída del Bloque del Este en 1989 significó también el fin de Checoslovaquia como tal y la creación de dos Estados sucesores: Eslovaquia y Chequia, los cuales se independizaron el uno del otro el 1 de enero de 1993.

## Historia

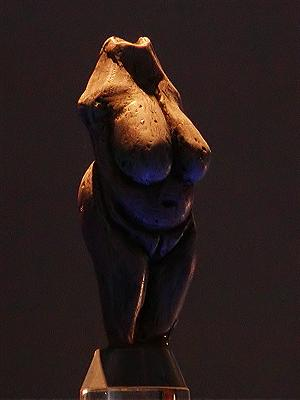
Venus de Moravany, datada en el 22 800 a. C.

El territorio de la moderna Eslovaquia fue ocupado por los celtas alrededor del 450 a. C., quienes construyeron oppida en Bratislava y Liptov. El más antiguo registro escrito de Eslovaquia son una serie de monedas de plata con los nombres de los reyes celtas. A partir del año 6 d. C., el imperio romano estableció y mantuvo varios asentamientos sobre el Danubio. En la zona occidental y central de Eslovaquia entre los años 20 y 50 d. C. existió el reino bárbaro de Vannius, fundado por el pueblo germánico de los cuados.
Los pueblos eslavos se asentaron en el territorio de Eslovaquia en el siglo V. El oeste de Eslovaquia fue el centro del imperio del rey Samo durante el siglo VII. Después, en el siglo VIII, surge el Principado de Nitra, y su primer gobernante —príncipe, en alemán fürst— Pribina hizo consagrar en el año 828 la primera iglesia cristiana en Eslovaquia. A partir del 833, junto con su vecino Moravia, el principado formó el núcleo del Imperio de la Gran Moravia. Su momento de mayor apogeo fue la llegada de los santos Cirilo y Metodio en el 863, durante el reinado del príncipe Rastislav, y la expansión territorial durante el reinado del rey Svätopluk.

### Reino de Hungría
El rey Esteban I el Santo, fundó el Reino de Hungría en el 1000. Los asentamientos eslovacos se extendían por toda la zona septentrional del territorio actual de Hungría, mientras que los húngaros se asentaron en la zona meridional de Eslovaquia. La composición étnica se volvió más diversa con la llegada de los alemanes del Cárpato (en el siglo XIII), los valacos (en el siglo XIV), y los judíos.
La población fue devastada y se contrajo a causa de la invasión mongola en 1241 y la hambruna que la sucedió. Sin embargo, la Eslovaquia renacentista se caracterizaba por sus pueblos burgueses, numerosos castillos construidos en roca, y el desarrollo del arte. En 1467, Matías Corvino fundó la primera universidad en Bratislava, pero la misma tuvo una vida muy corta.
Al comenzar la expansión del Imperio otomano en Hungría y producirse la ocupación de Buda a principios del siglo XVI, el centro del Reino de Hungría se desplazó en 1536 a Pozsony (hoy Bratislava), que se convirtió en la capital del reino. Numerosos húngaros se mudaron a Eslovaquia para escapar de la crueldad del gobierno otomano, con la consecuente reducción de la proporción de eslovacos. Las guerras otomano-húngaras e insurrecciones frecuentes contra la monarquía de los Habsburgo también produjeron grandes daños y destrucción, especialmente en las zonas rurales. Cuando los turcos se retiraron de Hungría en el siglo XVIII, la influencia eslovaca disminuyó dentro del reino, a pesar de que Bratislava siguió siendo la capital de Hungría hasta 1848, cuando se trasladó a Budapest.

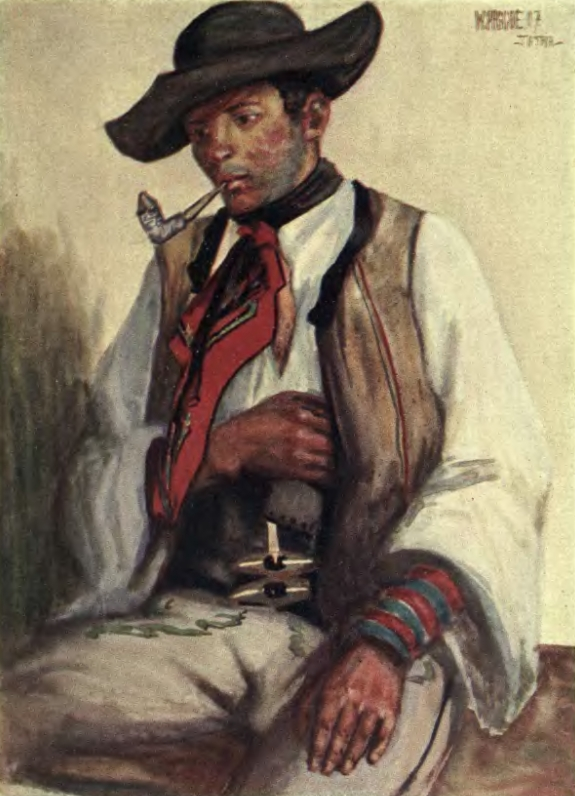
Campesino eslovaco de los montes Tatra hacia comienzos del

Guiados por la idea de escindirse de la administración húngara asociada con la monarquía austríaca, los eslovacos apoyaron a los emperadores Habsburgo contra los húngaros cada vez que hubo un conflicto entre Hungría y los reyes Habsburgo en relación con la autonomía de Hungría. Por esta razón, durante el período del Imperio austrohúngaro, entre 1867 y 1918, los eslovacos sufrieron una represión cultural a través del proceso de magiarización promovido por el gobierno húngaro.
Los eslovacos se encontraban, tras los rutenos, más oprimidos que cualquier otra minoría en Hungría y entre las más pobres, ocupando territorios montañosos y poco fértiles. Constituyendo una población casi completamente rural, el escaso comercio estaba en manos de los judíos, a menudo agentes de la magiarización, lo que conllevó el desarrollo de un antisemitismo de raíces nacionalistas y económicas.

### Checoslovaquia

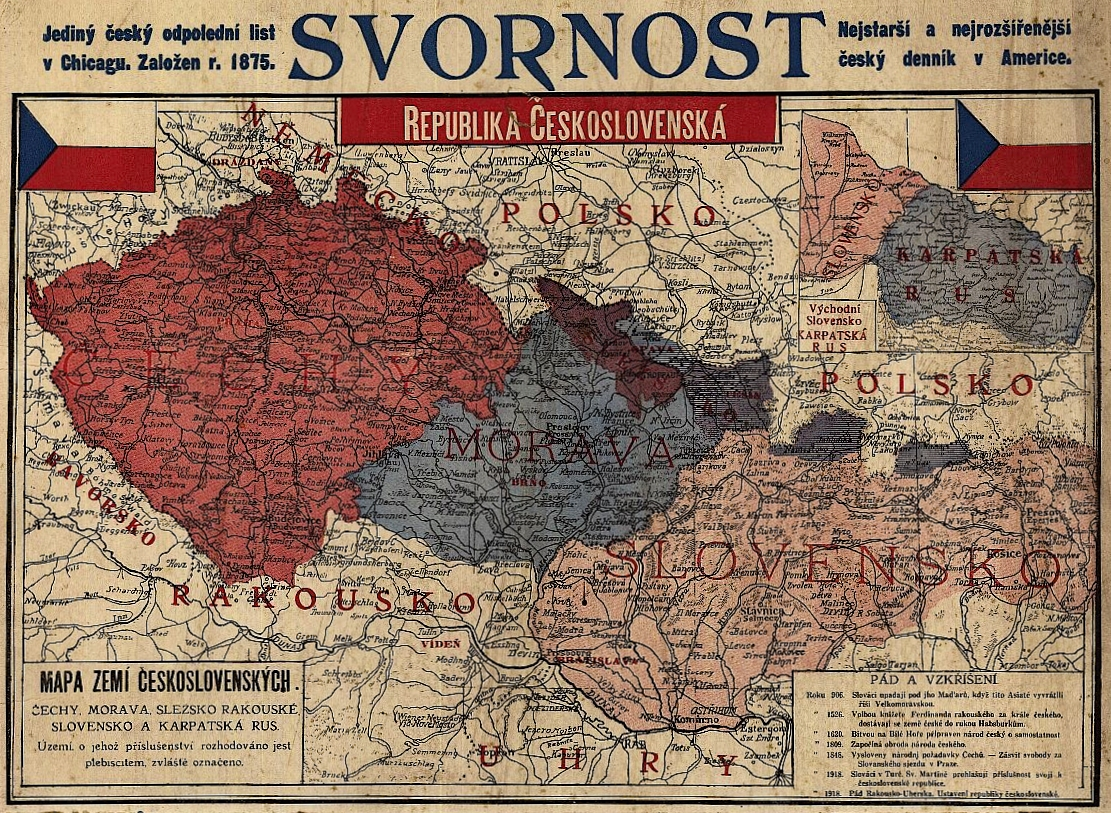
Mapa de Checoslovaquia tras la Primera Guerra Mundial

En 1920 el Tratado de Trianon le otorga el territorio actual ocupado por Eslovaquia a Checoslovaquia, que había sido creada en 1918, y que además incluía a las regiones de Bohemia y su vecina Moravia.
En el caos que siguió al desmembramiento del Imperio austrohúngaro, Eslovaquia fue atacada en 1919 por la República Soviética Húngara provisional y un tercio del área de Eslovaquia se convirtió temporalmente en la República Soviética Eslovaca. Checoslovaquia fue permanentemente amenazada por gobiernos revisionistas de Alemania y Hungría, hasta que fue dividida mediante los Acuerdos de Múnich de 1938. En 1939, Eslovaquia se convirtió en un Estado separado bajo el mando del sacerdote católico Jozef Tiso, que asumió como presidente del país, y de Vojtech Tuka, que asumió como primer ministro. En esta etapa, el gobierno eslovaco adoptó abiertamente la ideología nazi durante el régimen del Partido Popular Eslovaco de Hlinka. El gobierno de Tiso adoptó una rigurosa política antisemita, que llevó al genocidio de la población judía eslovaca, siendo exterminada el 83 % de la misma, aunque estimaciones más recientes aumentan el número. En 1944, el movimiento de resistencia antinazi llevó a cabo una importante insurrección armada, conocida como la Insurrección nacional eslovaca.

### Comunismo
Tras la Segunda Guerra Mundial, Checoslovaquia se reconstituyó y Jozef Tiso fue ejecutado en 1947 por colaborar con los nazis. Más de 80 000 húngaros y 32 000 alemanes fueron obligados a abandonar Eslovaquia, en una serie de traslados de población iniciados por los Aliados en la Conferencia de Potsdam. De los cerca de 130 000 alemanes de los Cárpatos que había en Eslovaquia en 1938, en 1947 solo quedaban unos 20 000. El NKVD soviético detuvo y deportó a Siberia a más de 20 000 personas.
Como resultado de la Conferencia de Yalta, Checoslovaquia pasó a estar bajo la influencia y posteriormente bajo la ocupación directa de la Unión Soviética y su Pacto de Varsovia, tras un golpe de Estado en 1948. Ocho mil doscientas cuarenta personas fueron a parar a campos de trabajo forzado entre 1948 y 1953.
En 1968, tras la Primavera de Praga, el país fue invadido por las fuerzas del Pacto de Varsovia (República Popular de Bulgaria, República Popular de Hungría, República Popular de Polonia y Unión Soviética, con la excepción de la República Socialista de Rumanía y la República Socialista Popular de Albania) en 1968, poniendo fin a un período de liberalización bajo el liderazgo de Alexander Dubček. Durante la ocupación murieron ciento treinta y siete civiles checoslovacos y quinientos resultaron gravemente heridos.
En 1969, Checoslovaquia se convirtió en una federación de la República Socialista Checa y la República Socialista Eslovaca. Checoslovaquia se convirtió en un Estado títere de la Unión Soviética. Sin embargo, la República Socialista Checoslovaca nunca formó parte de la Unión Soviética y se mantuvo hasta cierto punto independiente.
Las fronteras con el llamado Occidente estaban protegidas por el Telón de Acero. Cerca de seiscientas personas (hombres, mujeres y niños) fueron asesinadas en la frontera checoslovaca con Austria y la Alemania Occidental entre 1948 y 1989.

### República Eslovaca
El fin del régimen comunista en Checoslovaquia en 1989, durante la pacífica Revolución de Terciopelo, fue seguido de nuevo por la disolución del país, esta vez en dos Estados sucesores. La palabra «socialista» se eliminó en los nombres de las dos repúblicas, y la República Socialista Eslovaca pasó a llamarse República Eslovaca. El 17 de julio de 1992, Eslovaquia, dirigida por el primer ministro Vladimír Mečiar, se declaró Estado soberano, lo que significaba que sus leyes tenían prioridad sobre las del gobierno federal. A lo largo del otoño de 1992, Mečiar y el primer ministro checo Václav Klaus negociaron los detalles de la disolución de la federación. En noviembre, el parlamento federal votó la disolución oficial del país el 31 de diciembre de 1992.
La República Eslovaca y la República Checa se separaron el 1 de enero de 1993, un acontecimiento que a veces se denomina el divorcio de Terciopelo. No obstante, Eslovaquia ha seguido siendo un socio cercano de Chequia. Ambos países cooperan con Hungría y Polonia en el Grupo Visegrado. Eslovaquia se convirtió en miembro de la OTAN el 29 de marzo de 2004 y de la Unión Europea el 1 de mayo de 2004. El 1 de enero de 2009, Eslovaquia adoptó el euro como moneda nacional. En 2019, Zuzana Čaputová se convirtió en la primera mujer en ocupar el cargo de presidente de Eslovaquia.

## Gobierno y política

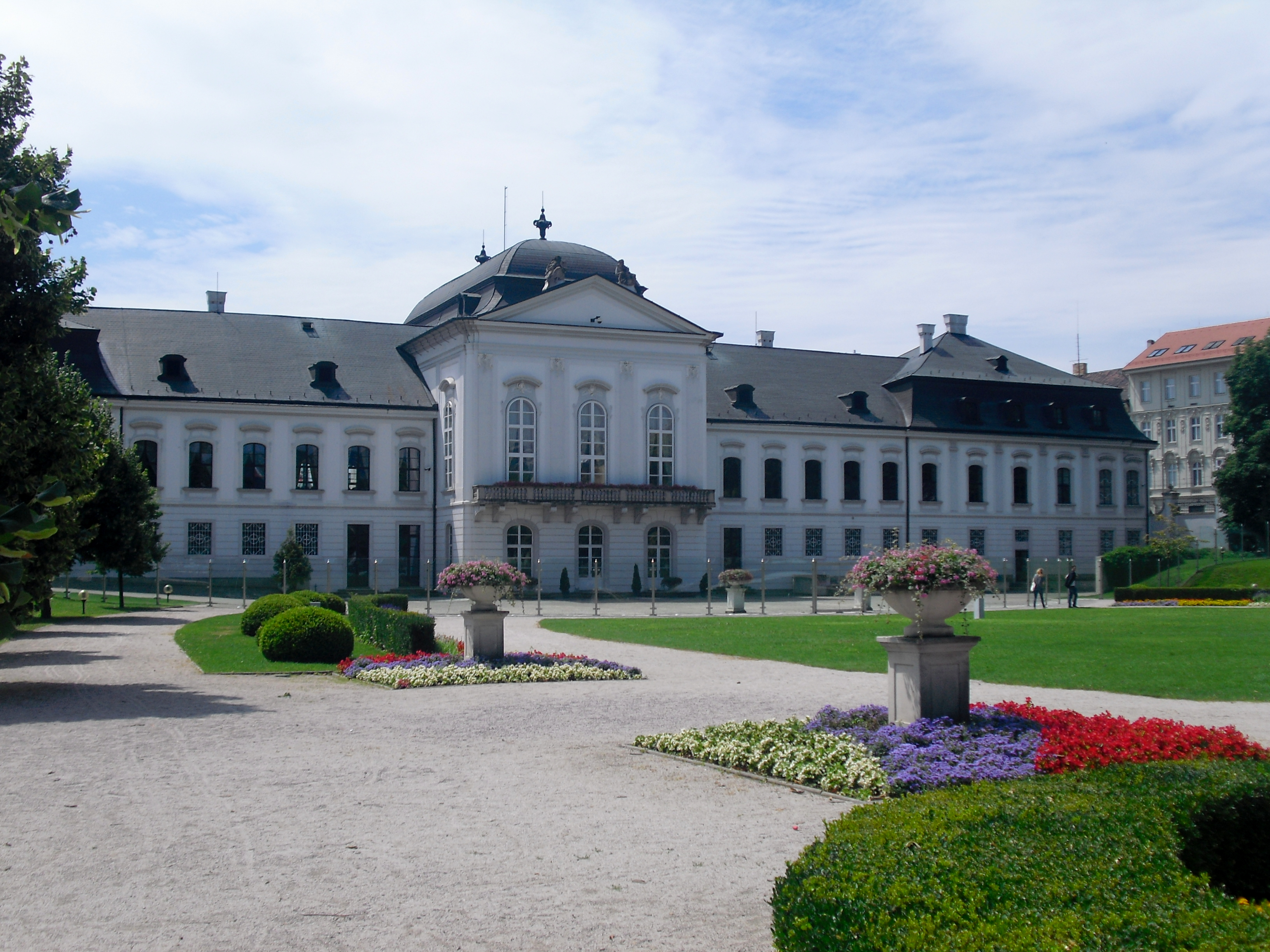
Palacio de Grassalkovich, residencia del Presidente de Eslovaquia

Eslovaquia es una república democrática parlamentaria con un sistema multipartidista.
El jefe de Estado desde junio de 2024 es el presidente Peter Pellegrini, elegido mediante voto popular directo por un período de cinco años. La mayoría de las decisiones del Gobierno se concentran en el jefe del gobierno, el primer ministro Robert Fico (2023 hasta la actualidad), quien por lo general es el líder del partido político que gana las últimas elecciones y debe formar una coalición con mayoría en el Parlamento para poder gobernar.
El más alto órgano legislativo eslovaco es el Consejo Nacional de la República Eslovaca (Národná rada), de carácter unicameral, que tiene ciento cincuenta integrantes. Los diputados son electos por un período de cuatro años mediante un sistema de representación proporcional. El órgano judicial de más alta jerarquía es la Corte Constitucional (Ústavný súd), que entiende de asuntos constitucionales. La Corte posee trece miembros que son designados por el presidente a partir de una lista de candidatos presentados por el Parlamento.

### Poder ejecutivo
El gobierno está compuesto por ministros surgidos de partidos políticos que han formado una coalición mayoritaria con mayoría simple, es decir, que cuenta con más de setenta y cinco miembros en el pleno del Consejo Nacional de la República Eslovaca. El gobierno está dirigido por el primer ministro, que no tiene agenda ministerial propia. Su función es redactar leyes, emitir reglamentos gubernamentales y establecer declaraciones políticas. Se requiere la llamada mayoría absoluta para la aprobación de las leyes, y una gran mayoría de 3/5 para modificar la constitución eslovaca. El gobierno está dirigido actualmente por Robert Fico.

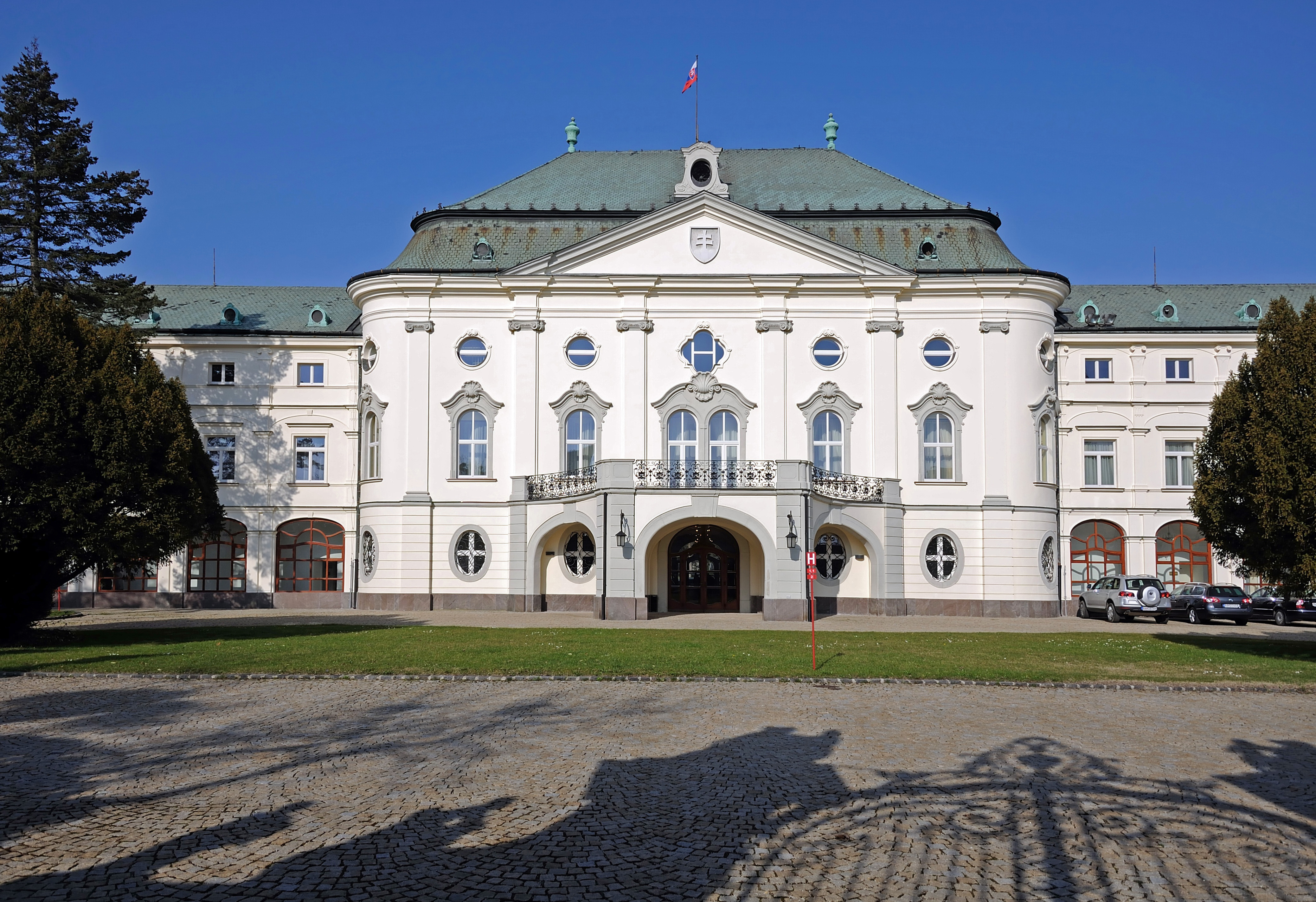
Palacio de Verano del Arzobispo (Letný arcibiskupský palác), Sede del Gobierno Eslovaco

El presidente de Eslovaquia, junto con el primer ministro y el presidente del Parlamento, es el más alto funcionario constitucional del país. El presidente es el jefe de Estado y tiene un estatus especial. Es elegido en elecciones directas por cinco años. El cargo de presidente es bastante representativo. Sus poderes incluyen, por ejemplo, autorizar al próximo primer ministro a formar un gobierno, que luego nombra. También tiene lo que se conoce como un «pequeño veto», que significa que puede devolver una ley al Consejo Nacional para que la reconsidere. El presidente es el comandante en jefe de las fuerzas armadas, además de firmar tratados internacionales, nombrar jueces constitucionales, designar y destituir al parlamento, convocar un referéndum o conceder una amnistía. La actual presidentea de la República es Zuzana Čaputová.
El presidente designa al primer ministro. El resto de los miembros del gabinete son nombrados por el presidente siguiendo la recomendación del primer ministro.

### Poder legislativo
El Parlamento (la Asamblea Nacional o Národná rada Slovenskej republiky) es el órgano legislativo supremo del país. Determina las normas de conducta de todo el Estado. Tiene ciento cincuenta miembros, diputados elegidos en elecciones democráticas que se celebran (excepto en el caso de las elecciones anticipadas) cada cuatro años. El sistema electoral para las elecciones al Consejo Nacional es proporcional, por lo que los resultados de las elecciones y la redistribución de los votos para los escaños parlamentarios siguen en gran medida la proporción de los votos electorales. Los diputados ganan sus escaños como individuos en una papeleta, por lo que no pueden ser privados de sus escaños si sus opiniones divergen de la línea del partido, es decir, no hay un mandato imperativo. Eslovaquia tiene un parlamento unicameral. Sus poderes básicos incluyen la promulgación de la constitución y las leyes, el debate de la declaración del programa de gobierno, el control de las actividades del gobierno, la aprobación del presupuesto del Estado y la elección y destitución de los jueces

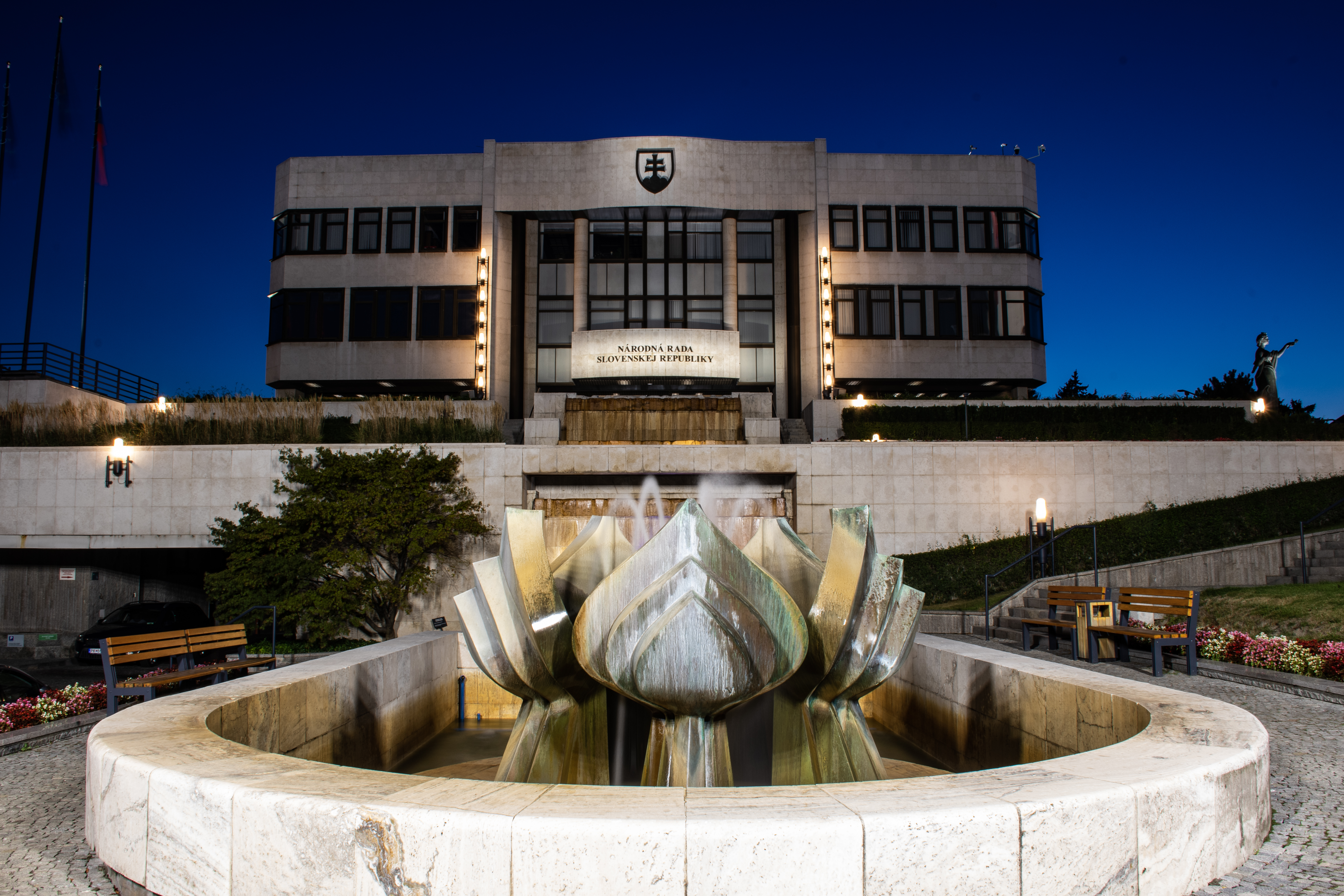
Sede del Parlamento Eslovaco (Národná rada Slovenskej republiky)

### Relaciones Exteriores
El Ministerio de Asuntos Exteriores y Europeos (eslovaco: Ministerstvo zahraničných vecí a európskych záležitostí) es responsable de mantener las relaciones exteriores de Eslovaquia y de la gestión de sus misiones diplomáticas internacionales. El director del ministerio es Ivan Korčok. El ministerio supervisa los asuntos de Eslovaquia con entidades extranjeras, incluidas las relaciones bilaterales con naciones individuales y su representación en organizaciones internacionales.
Eslovaquia ingresó en la Unión Europea y en la OTAN en 2004 y en la eurozona en 2009.
Eslovaquia es miembro de las Naciones Unidas (desde 1993) y participa en sus organismos especializados. El 10 de octubre de 2005, el país fue elegido para un mandato de dos años en el Consejo de Seguridad de la ONU, de 2006 a 2007. También es miembro del espacio Schengen, del Consejo de Europa (CdE), de la Organización para la Seguridad y la Cooperación en Europa (OSCE), de la Organización Mundial del Comercio (OMC), de la Organización para la Cooperación y el Desarrollo Económico (OCDE), de la Unión por el Mediterráneo (UpM), de la Organización Europea para la Investigación Nuclear (CERN) y forma parte del Grupo Visegrád (V4: Eslovaquia, Hungría, República Checa y Polonia).

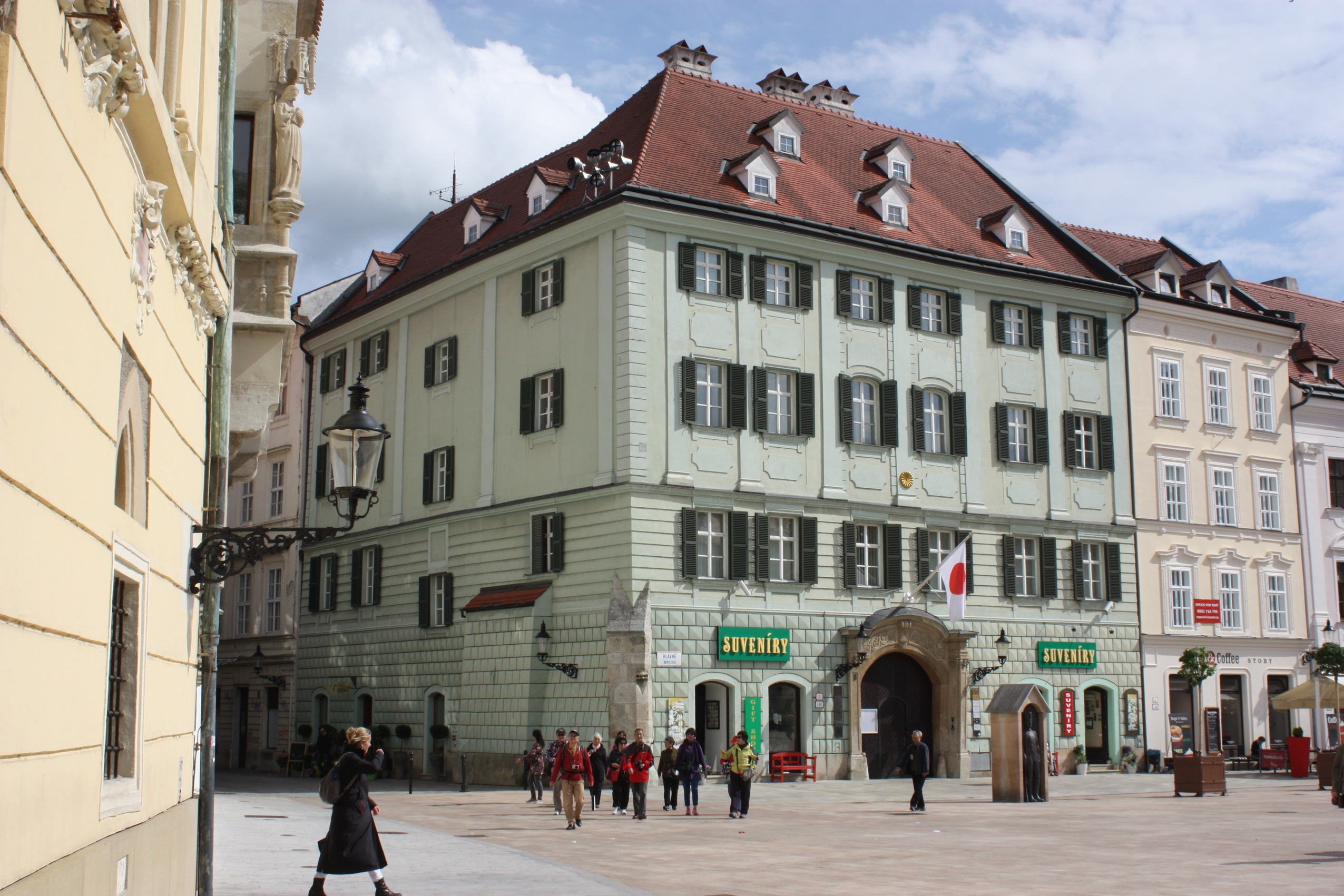
Embajada de Japón en Eslovaquia

En 2022, los ciudadanos eslovacos tenían acceso sin visado o con visado de llegada a ciento ochenta y dos países y territorios, lo que sitúa al pasaporte eslovaco en el noveno lugar del mundo.
Eslovaquia mantiene relaciones diplomáticas con 134 países, principalmente a través de su Ministerio de Asuntos Exteriores. En diciembre de 2013, Eslovaquia mantenía noventa misiones en el extranjero, incluidas sesenta y cuatro embajadas, siete misiones ante organizaciones multilaterales, nueve consulados generales, una oficina consular, una oficina económica y cultural eslovaca y ocho institutos eslovacos. En Bratislava hay cuarenta y cuatro embajadas y treinta y cinco consulados honorarios.
Eslovaquia y Estados Unidos mantienen fuertes lazos diplomáticos y cooperan en el ámbito militar y policial. Los programas del Departamento de Defensa de Estados Unidos han contribuido significativamente a las reformas militares eslovacas. Alrededor de un millón de estadounidenses tienen sus raíces en Eslovaquia, y muchos conservan fuertes lazos culturales y familiares con la República Eslovaca. El presidente Woodrow Wilson y los Estados Unidos desempeñaron un papel importante en el establecimiento del estado checoslovaco original el 28 de octubre de 1918.

### Defensa
El presidente es formalmente el comandante en jefe de las fuerzas armadas eslovacas.

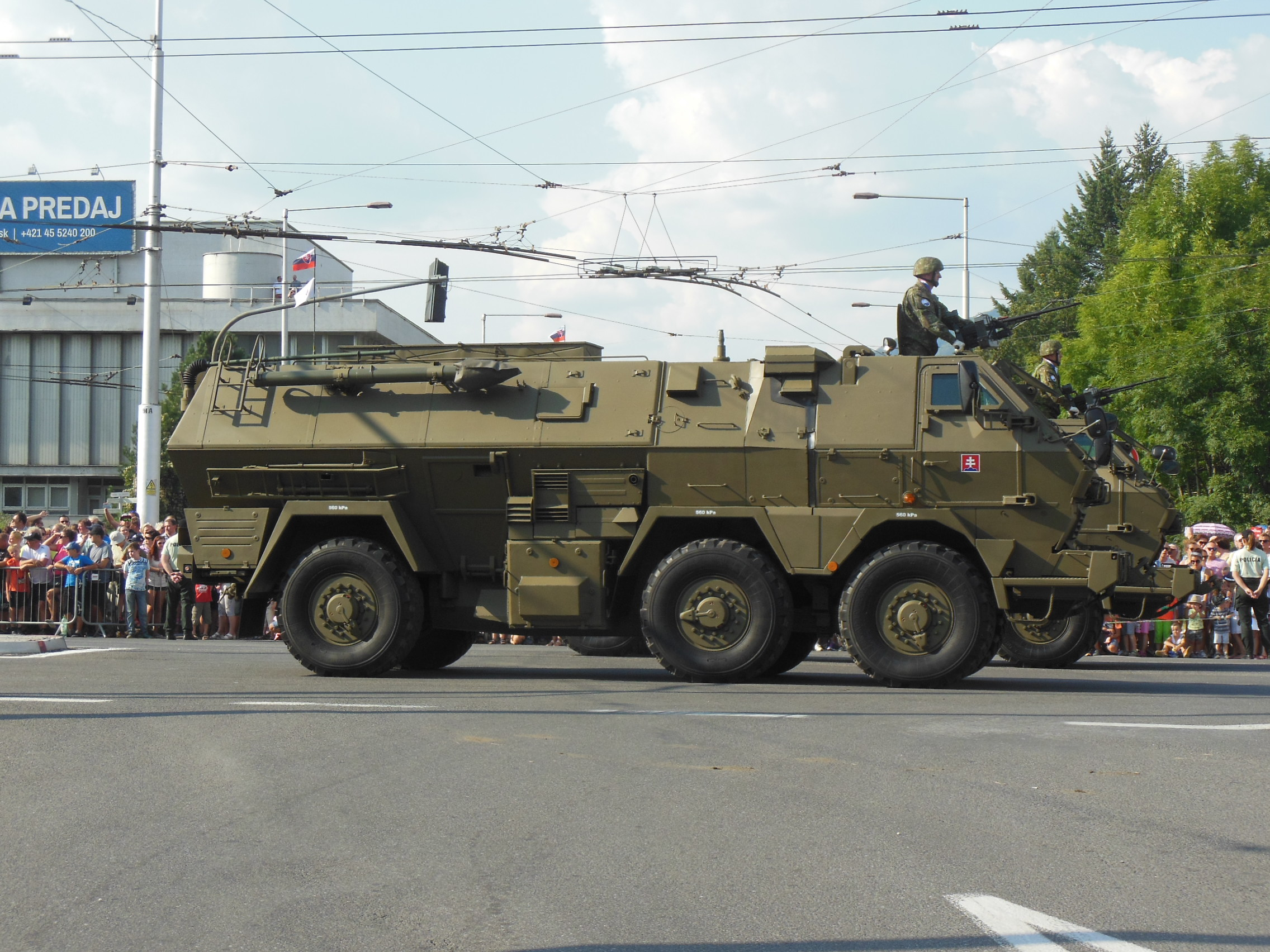
El vehículo militar Tatrapan fabricado por la empresa eslovaca VYVOJ Martin

Eslovaquia ingresó en la OTAN en marzo de 2004. A partir de 2006, el ejército se transformó en una organización totalmente profesional y se suprimió el servicio militar obligatorio. Las Fuerzas Armadas de la República Eslovaca cuentan con 14.000 efectivos uniformados.
El país ha participado activamente en acciones militares dirigidas por Estados Unidos y la OTAN y ha intervenido en muchas misiones militares de mantenimiento de la paz de las Naciones Unidas: UNPROFOR en Yugoslavia (1992-1995), UNOMUR en Uganda y Ruanda (1993-1994), UNAMIR en Ruanda (1993-1996), UNTAES en Croacia (1996-1998), UNOMIL en Liberia (1993-1997), MONUA en Angola (1997-1999), SFOR en Bosnia y Herzegovina (1999-2003), misión de la OSCE en Moldavia (1998-2002), misión de la OSCE en Albania (1999), KFOR en Kosovo (1999-2002), UNGCI en Irak (2000-2003), UNMEE en Etiopía y Eritrea (2000-2004), UNMISET en Timor Oriental (2001), EUFOR Concordia en Macedonia del Norte (2003), UNAMSIL en Sierra Leona (1999-2005), acción de apoyo de la UE a la Unión Africana en Darfur (2006), Operación Libertad Duradera en Afganistán (2002-2005), Operación Libertad Iraquí en Irak (2003-2007) y UNDOF en las fronteras de Israel y Siria (1998-2008).
A partir de 2021, Eslovaquia tiene ciento sesenta y nueve militares desplegados en Chipre para las operaciones de apoyo a la paz dirigidas por las Naciones Unidas UNFICY y cuarenta y un efectivos desplegados en Bosnia y Herzegovina para EUFOR Althea

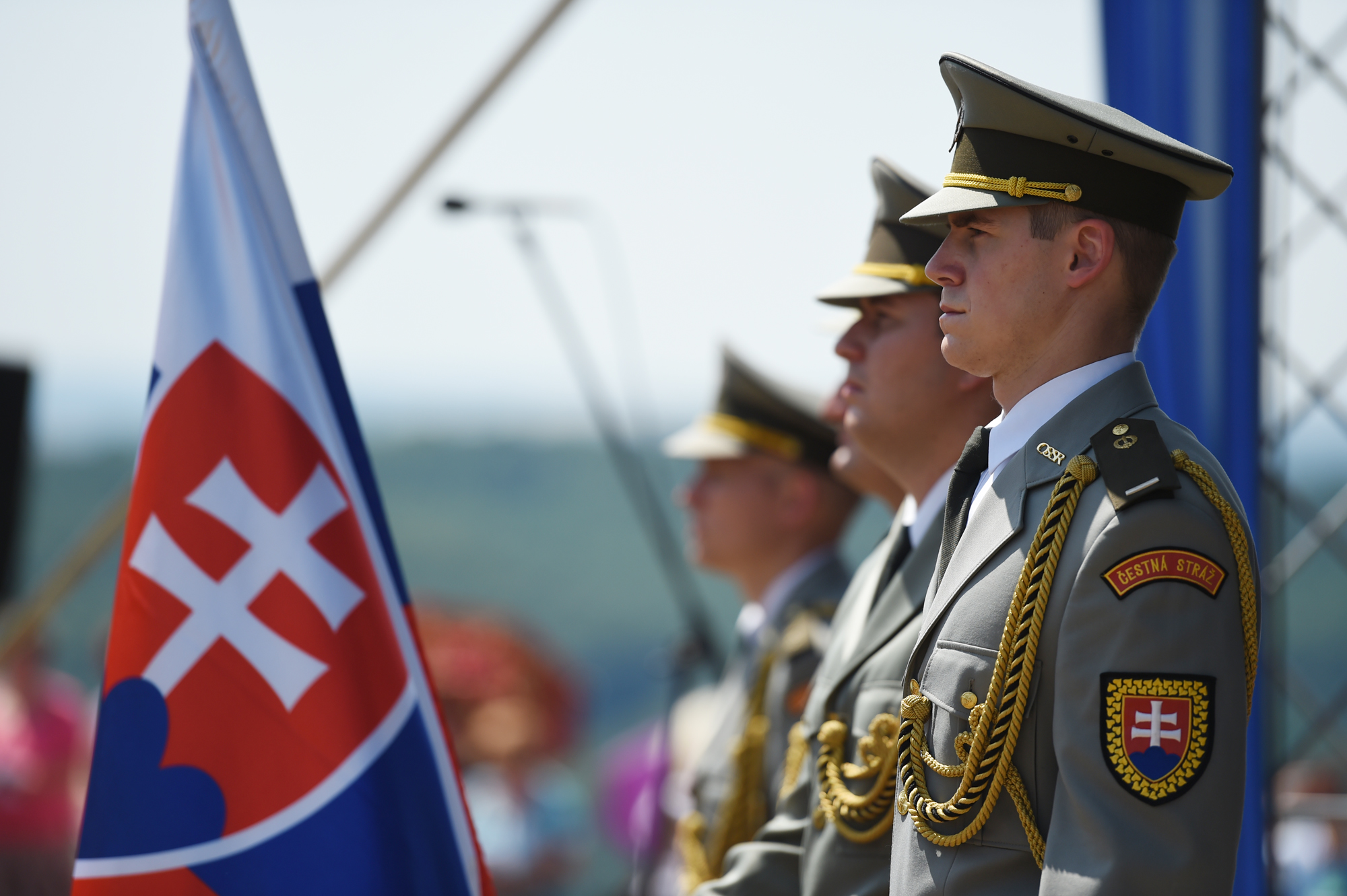
Oficiales del Ejército Eslovaco

Las fuerzas terrestres eslovacas están formadas por dos brigadas de infantería mecanizada en activo. Las Fuerzas Aéreas y de Defensa Aérea comprenden un ala de cazas, un ala de helicópteros utilitarios y una brigada de SAM. Las fuerzas de entrenamiento y apoyo comprenden un Elemento de Apoyo Nacional (Batallón Multifuncional, Batallón de Transporte, Batallón de Reparación), una fuerza de guarnición de la capital Bratislava, así como un batallón de entrenamiento, y varias bases logísticas y de comunicación e información. Entre las fuerzas diversas bajo el mando directo del Estado Mayor se encuentra el 5.º Regimiento de Fuerzas Especiales.

### Derechos humanos
En materia de derechos humanos, respecto a la pertenencia a los siete organismos de la Carta Internacional de Derechos Humanos, que incluyen al Comité de Derechos Humanos (HRC), Eslovaquia ha firmado o ratificado:
| Eslovaquia | Tratados internacionales | Tratados internacionales | Tratados internacionales | Tratados internacionales | Tratados internacionales | Tratados internacionales | Tratados internacionales | Tratados internacionales | Tratados internacionales | Tratados internacionales | Tratados internacionales | Tratados internacionales | Tratados internacionales  | Tratados internacionales    | Tratados internacionales | Tratados internacionales  | Tratados internacionales    | Tratados internacionales    |
| --- | ------------------------ | ------------------------ | --- | ------------------------ | ------------------------ | --- | ------------------------ | --- | ------------------------ | --- | ------------------------ | --- | ------------------------- | --------------------------- | ------------------------ | ------------------------- | --------------------------- | --------------------------- |
| Eslovaquia | CESCR                    | CESCR                    | CCPR | CCPR                     | CCPR                     | CERD | CED                      | CEDAW | CEDAW                    | CAT | CAT                      | CRC | CRC                       | CRC                         | CRC                      | MWC                       | CRPD                        | CRPD                        |
| Eslovaquia | CESCR                    | CESCR-OP                 | CCPR | CCPR-OP1                 | CCPR-OP2-DP              | CERD | CED                      | CEDAW | CEDAW-OP                 | CAT | CAT-OP                   | CRC | CRC-OP-AC                 | CRC-OP-SC                   | CRC-OP-CP                | MWC                       | CRPD                        | CRPD-OP                     |
| Pertenencia | Sin información.         | Sin información.         | Eslovaquia ha reconocido la competencia de recibir y procesar comunicaciones individuales por parte de los órganos competentes. | Firmado y ratificado.    | Firmado y ratificado.    | Eslovaquia ha reconocido la competencia de recibir y procesar comunicaciones individuales por parte de los órganos competentes. | Sin información.         | Eslovaquia ha reconocido la competencia de recibir y procesar comunicaciones individuales por parte de los órganos competentes. | Firmado y ratificado.    | Eslovaquia ha reconocido la competencia de recibir y procesar comunicaciones individuales por parte de los órganos competentes. | Sin información.         | Eslovaquia ha reconocido la competencia de recibir y procesar comunicaciones individuales por parte de los órganos competentes. | Ni firmado ni ratificado. | Firmado pero no ratificado. | Sin información.         | Ni firmado ni ratificado. | Firmado pero no ratificado. | Firmado pero no ratificado. |
| Firmado y ratificado, firmado, pero no ratificado, ni firmado ni ratificado, sin información, ha accedido a firmar y ratificar el órgano en cuestión, pero también reconoce la competencia de recibir y procesar comunicaciones individuales por parte de los órganos competentes. |                          |                          | |                          |                          | |                          | |                          | |                          | |                           |                             |                          |                           |                             |                             |

## Organización territorial
Desde 1949 (excepto en el período 1990-1996) Eslovaquia ha estado subdividida en ocho kraje (singular, kraj), generalmente traducido en español como «regiones», que toman el nombre de su ciudad principal. Su número, fronteras y funciones han cambiado varias veces a lo largo de la historia.
Los kraje están subdivididos a su vez en okresy (singular, okres), generalmente traducidos en español como «distritos». Existen actualmente setenta y nueve distritos en Eslovaquia.
| N.º | Región                    | Eslovaco             | Capital         |
| --- | ------------------------- | -------------------- | --------------- |
| 1   | Región de Bratislava      | Bratislavský kraj    | Bratislava      |
| 2   | Región de Trnava          | Trnavský kraj        | Trnava          |
| 3   | Región de Trenčín         | Trenčiansky kraj     | Trenčín         |
| 4   | Región de Nitra           | Nitriansky kraj      | Nitra           |
| 5   | Región de Žilina          | Žilinský kraj        | Žilina          |
| 6   | Región de Banská Bystrica | Banskobystrický kraj | Banská Bystrica |
| 7   | Región de Prešov          | Prešovský kraj       | Prešov          |
| 8   | Región de Košice          | Košický kraj         | Košice          |

## Geografía

Mapa topográfico de Eslovaquia.

Eslovaquia es un Estado centroeuropeo interior (no tiene costa), miembro de la Unión Europea. La capital y ciudad más poblada es Bratislava, con una población de 430 000 habitantes. Otras ciudades importantes son Košice, Prešov, Žilina, Nitra, Banská Bystrica, Trnava y Martin.
El paisaje eslovaco se destaca por sus montañas, los Cárpatos, que se extienden a todo lo ancho de la zona septentrional del país. En dicha zona se encuentran los montes Tatras; las Altas Tatras es muy popular para esquiar y alberga hermosos paisajes con lagos y valles, así como el punto más alto de Eslovaquia, el Gerlachovský štít con 2 655 metros sobre el nivel del mar.
Entre los principales ríos destacan el Danubio, el Váh, el Nitra y el Hron. El clima en Eslovaquia es templado, con veranos relativamente cálidos e inviernos fríos, nublados y húmedos. WWF divide el territorio de Eslovaquia entre dos ecorregiones: el bosque montano de los Cárpatos en las montañas del norte y el bosque mixto de Panonia en las tierras bajas del sur.
Junto con sus vecinos húngaro y checo, Eslovaquia se encuentra en la región con el nivel más alto de contaminación atmosférica y acidez de la lluvia de Europa. Esto se debe al tránsito vehicular y a las plantas de procesamiento de químicos y alimentos. En 2013, unos 250.000 eslovacos sufrieron enfermedades relacionadas con esta contaminación.

### Relieve
La superficie de Eslovaquia es mayoritariamente montañosa: las montañas y las tierras altas cubren aproximadamente tres quintas partes del territorio. La extensa cordillera de los Cárpatos está repleta de sierras y cuencas. Los distintos grupos de cordilleras se diferencian según su origen y las rocas que las componen. Alrededor del curso medio del río Hron hay un grupo de montañas volcánicas: las Kremnické vrchy, Vtáčnik, Poľana, Javorie, Štiavnické vrchy y otras. Las montañas Slanské y Vihorlatské, en el este, también son de origen volcánico. Las bandas de montañas de surco se extienden desde los Pequeños Cárpatos, en el suroeste, por el centro y el norte de Eslovaquia. Las montañas más altas son Mala Fatra, Veľká Fatra, Nízke Tatry y Vysoké Tatry. En los montes Tatra, el pico más alto de Eslovaquia -el Gerlachovský štít (pico Gerlach)- se eleva 2 655 m sobre el nivel del mar. Otros picos conocidos son el Lomnický štít (2632 m), el símbolo de Eslovaquia Kriváň (2492 m) y el Rysy (2499 m). La mayor cadena montañosa es la de los Montes Metálicos eslovacos.

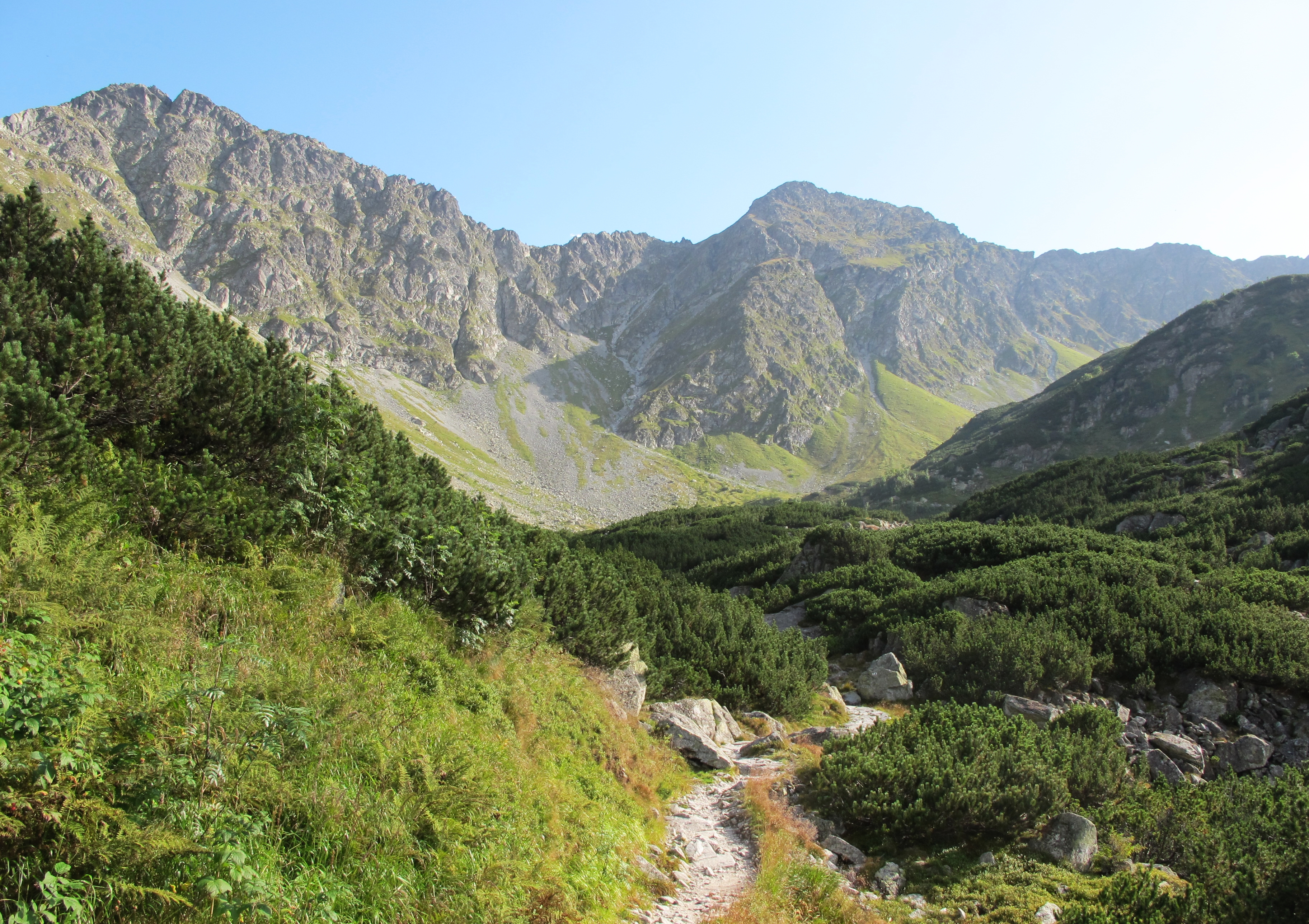
Valle de Smutna (Smutna dolina) en Eslovaquia

Las distintas cordilleras están separadas por valles y cuencas fluviales. Las más grandes son las de Košice, Juhoslovenská, Hornonitrianská, Turčianská, Žilinská y otras. Las tierras bajas se extienden por el suroeste, el sur y el este. Pertenecen a las vastas tierras bajas de la cuenca panónica. La más grande y fértil es la Tierra Baja del Danubio. Su parte sur, con la isla de Žitný ostrov, donde se encuentran las mayores reservas de agua subterránea, es la llanura del Danubio. Al norte, se adentra en la meseta del Danubio, dividida por el curso inferior de los ríos Váh, Nitra, Žitava, Hron e Ipeľ. La segunda más grande es la zona baja de Eslovaquia oriental. La atraviesan varios ríos - Topľa, Ondava, Laborec, Uh, Latorica, cuyas aguas son drenadas por Bodrog y Tisa. Entre los Pequeños Cárpatos y el río Morava se encuentra la llanura de Záhorská más pequeña en términos de superficie.

### Clima
El clima eslovaco se sitúa entre las zonas climáticas templada y continental, con veranos relativamente cálidos e inviernos fríos, nublados y húmedos. Las temperaturas extremas se sitúan entre -41 y 40,3 °C, aunque son raras las temperaturas inferiores a -30 °C. El clima difiere desde el norte montañoso hasta las llanuras del sur.

La región más cálida es Bratislava y el sur de Eslovaquia, donde las temperaturas pueden alcanzar los 30 °C (86 °F) en verano, ocasionalmente hasta 39 °C (102 °F) en Hurbanovo. Durante la noche, las temperaturas descienden hasta los 20 °C (68 °F). Las temperaturas diarias en invierno oscilan entre -5 °C y 10 °C. Durante la noche puede haber heladas, pero no suelen bajar de los -10 °C (14 °F).

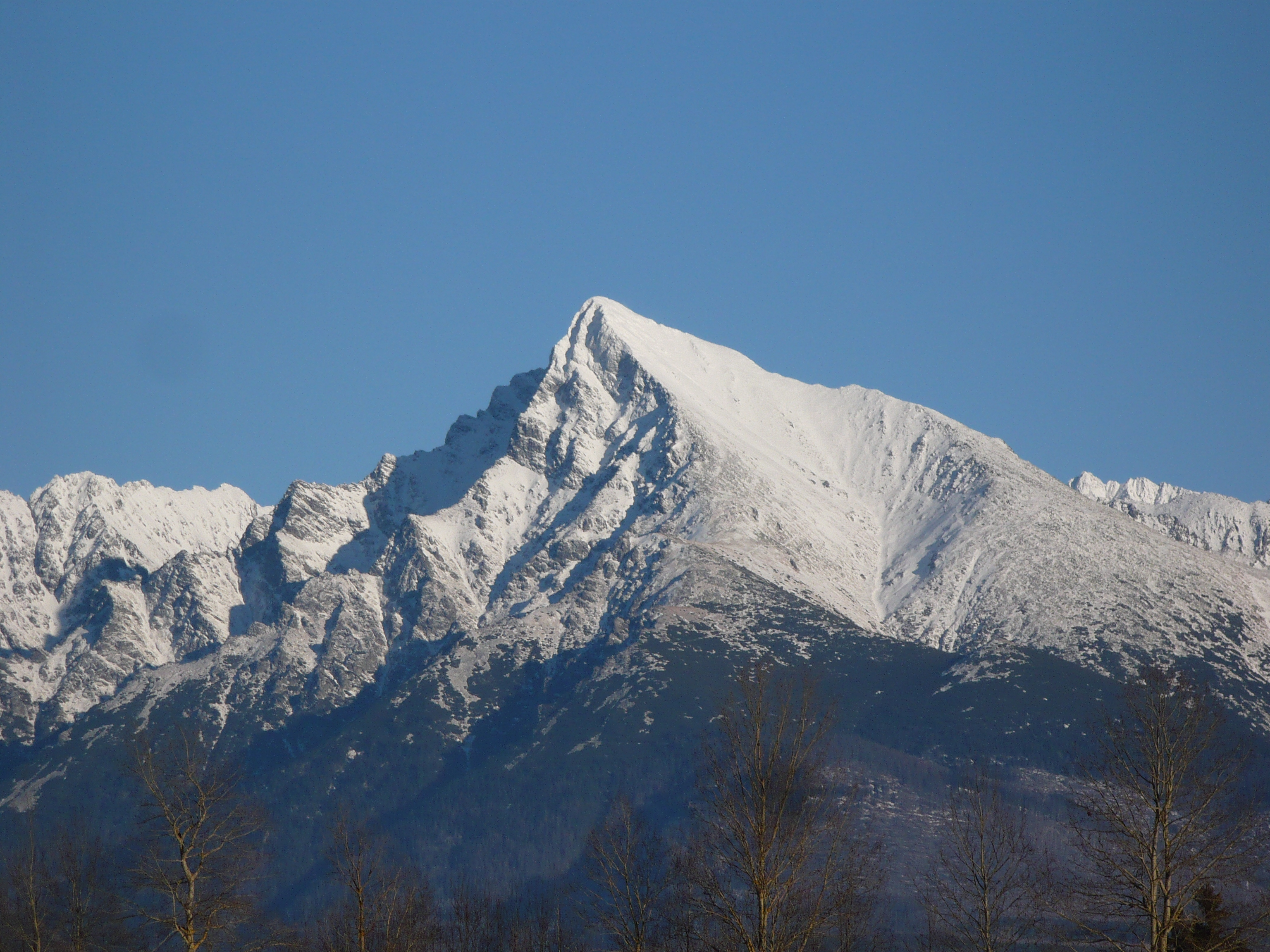
El Monte Kriváň en invierno

En Eslovaquia hay cuatro estaciones, cada una de las cuales (primavera, verano, otoño e invierno) dura tres meses. El aire continental seco trae el calor del verano y las heladas del invierno. Por el contrario, el aire oceánico trae las lluvias y reduce las temperaturas del verano. En las tierras bajas y los valles suele haber niebla, sobre todo en invierno.
La primavera comienza el 21 de marzo y se caracteriza por un clima más frío, con una temperatura media diaria de 9 °C (48 °F) en las primeras semanas y unos 14 °C (57 °F) en mayo y 17 °C (63 °F) en junio. En Eslovaquia, el tiempo y el clima en primavera son muy inestables.
El verano comienza el 22 de junio y suele caracterizarse por el calor, con temperaturas diarias que superan los 30 °C (86 °F). El mes de julio es el más cálido, con temperaturas de hasta 37 a 40 °C (99 a 104 °F), especialmente en las regiones del sur de Eslovaquia, en la zona urbana de Komárno, Hurbanovo o Štúrovo. Pueden producirse chubascos o tormentas debido al monzón de verano llamado Medardova kvapka (gota de Medard - 40 días de lluvia). El verano en el norte de Eslovaquia suele ser suave, con temperaturas que rondan los 25 °C (77 °F) (menos en las montañas).
El otoño en Eslovaquia comienza el 23 de septiembre y se caracteriza sobre todo por el tiempo húmedo y el viento, aunque las primeras semanas pueden ser muy cálidas y soleadas. La temperatura media en septiembre es de unos 14 °C (57 °F), y en noviembre de 3 °C (37 °F). A finales de septiembre y principios de octubre es una época seca y soleada (el llamado verano indio).

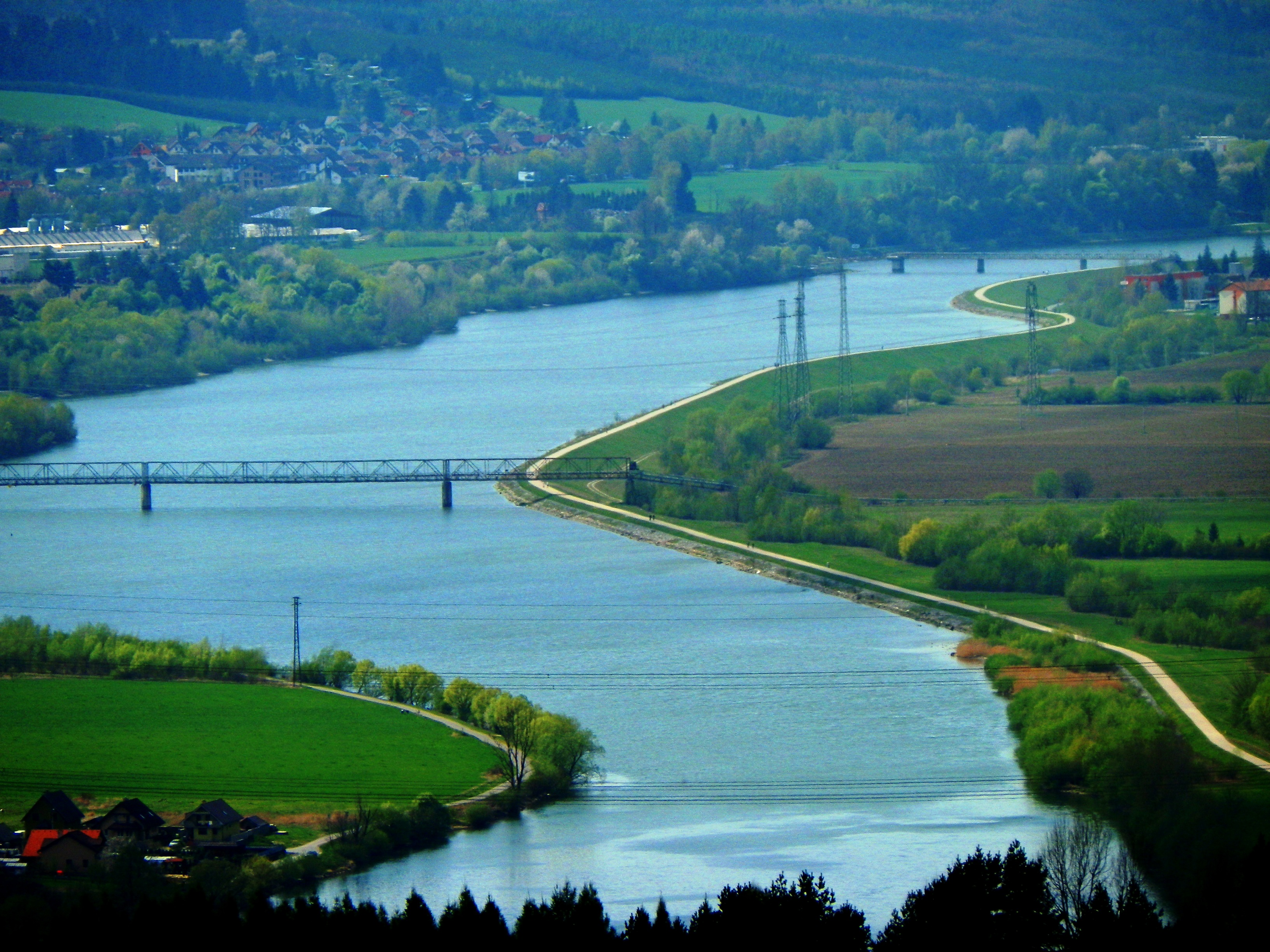
El Río Váh en Eslovaquia

El invierno comienza el 21 de diciembre con temperaturas de entre -5 y -10 °C (23 a 14 °F). En diciembre y enero suele nevar, son los meses más fríos del año. En las altitudes más bajas, la nieve no permanece todo el invierno, sino que se transforma en deshielo y escarcha. Los inviernos son más fríos en las montañas, donde la nieve suele durar hasta marzo o abril y las temperaturas nocturnas descienden hasta los -20 °C (-4 °F) y más frías.

### Ríos
La mayoría de los ríos nacen en las montañas eslovacas. Algunos solo pasan por Eslovaquia, mientras que otros hacen de frontera natural con los países vecinos (más de 620 kilómetros [390 mi]). Por ejemplo, el Dunajec (17 kilómetros) al norte, el Danubio (172 kilómetros) al sur o el Morava (119 kilómetros) al oeste. La longitud total de los ríos en territorio eslovaco es de 49.774 kilómetros.
El río más largo de Eslovaquia es el Váh (403 kilómetros), el más corto es el Čierna voda. Otros ríos importantes y grandes son el Myjava, el Nitra (197 kilómetros), el Orava, el Hron (298 kilómetros), el Hornád (193 kilómetros), el Slaná (110 kilómetros), el Ipeľ (232 kilómetros, formando la frontera con Hungría), el Bodrog, el Laborec, el Latorica y el Ondava.
El mayor caudal de los ríos eslovacos se produce durante la primavera, cuando la nieve se derrite de las montañas. La única excepción es el Danubio, cuya descarga es mayor durante el verano, cuando la nieve se derrite en los Alpes. El Danubio es el mayor río que atraviesa Eslovaquia.

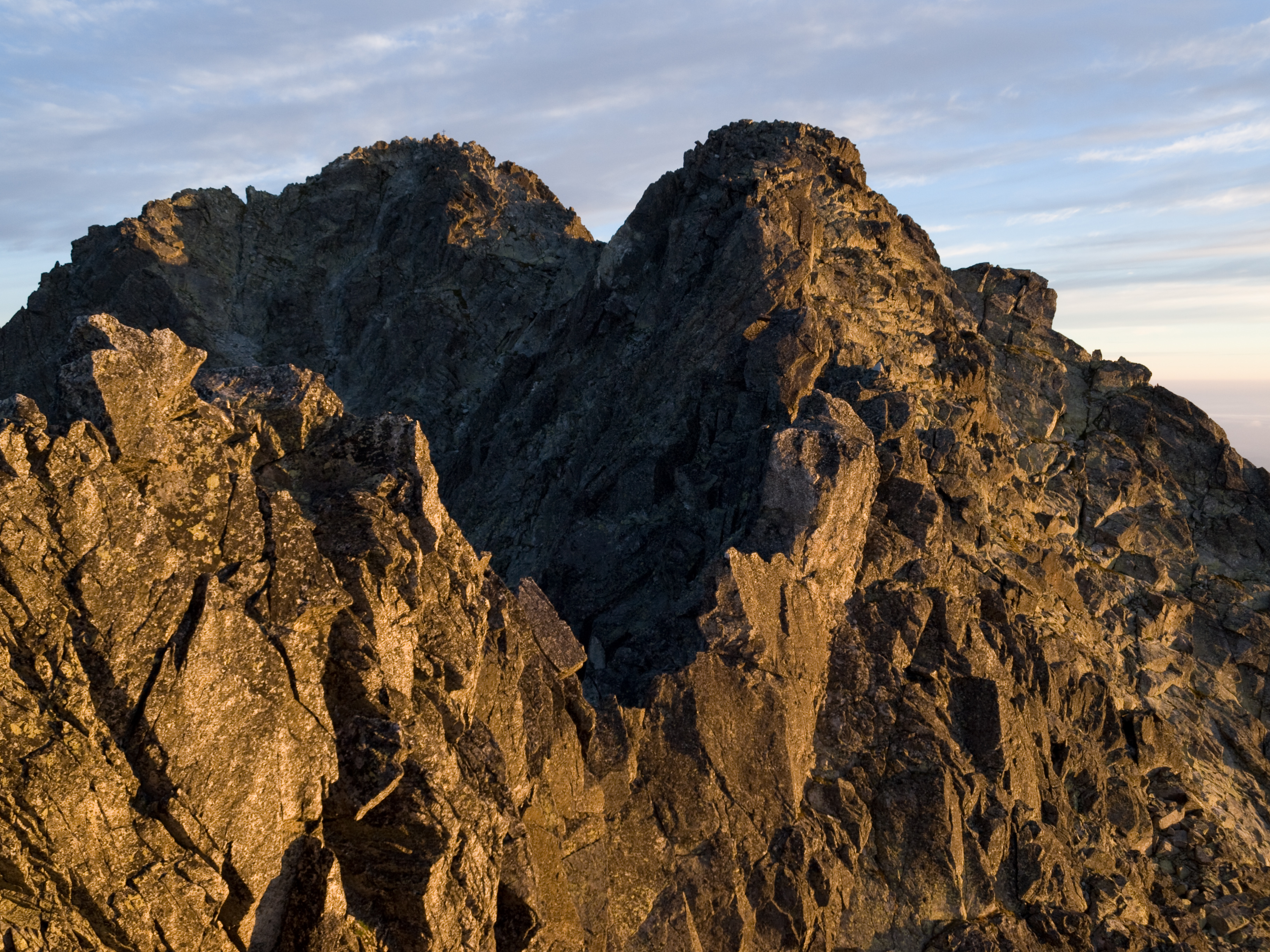
Gerlachovský štít, el punto más alto de Eslovaquia

### Montañas
Los Montes Tatras, con 29 picos de más de 2.000 metros de altura, son la cadena montañosa más alta de los Cárpatos. Los Tatras ocupan una superficie de 750 km², de los cuales la mayor parte, 600 km², se encuentra en Eslovaquia. Están divididos en varias partes.
Al norte, cerca de la frontera polaca, se encuentran los Altos Tatras, que son un destino popular para el senderismo y el esquí y albergan muchos lagos y valles pintorescos, así como el punto más alto de Eslovaquia, el Gerlachovský štít, con 2.655 metros, y la montaña Kriváň, de gran valor simbólico para el país. Al oeste se encuentran los Tatras Occidentales, con su pico más alto, el Bystrá, de 2.248 metros, y al este los Tatras Belianos, los más pequeños en superficie.
Separados de los Tatras propiamente dichos por el valle del río Váh están los Bajos Tatras, con su pico más alto de Ďumbier a 2.043 metros.
La cordillera de los Tatras está representada como una de las tres colinas del escudo de Eslovaquia.

### Biodiversidad
Eslovaquia firmó el Convenio de Río sobre la Diversidad Biológica el 19 de mayo de 1993 y se adhirió a él el 25 de agosto de 1994. Posteriormente, elaboró una Estrategia Nacional de Biodiversidad y un Plan de Acción, que fueron recibidos por el Convenio el 2 de noviembre de 1998.
La biodiversidad de Eslovaquia comprende animales (como anélidos, artrópodos, moluscos, nematodos y vertebrados), hongos (Ascomycota, Basidiomycota, Chytridiomycota, Glomeromycota y Zygomycota), microorganismos (incluyendo Mycetozoa) y plantas. La posición geográfica de Eslovaquia determina la riqueza de la diversidad de la fauna y la flora. Se han descrito más de 11 000 especies vegetales en todo su territorio, casi 29 000 especies animales y más de 1000 especies de protozoos. La biodiversidad endémica también es frecuente.

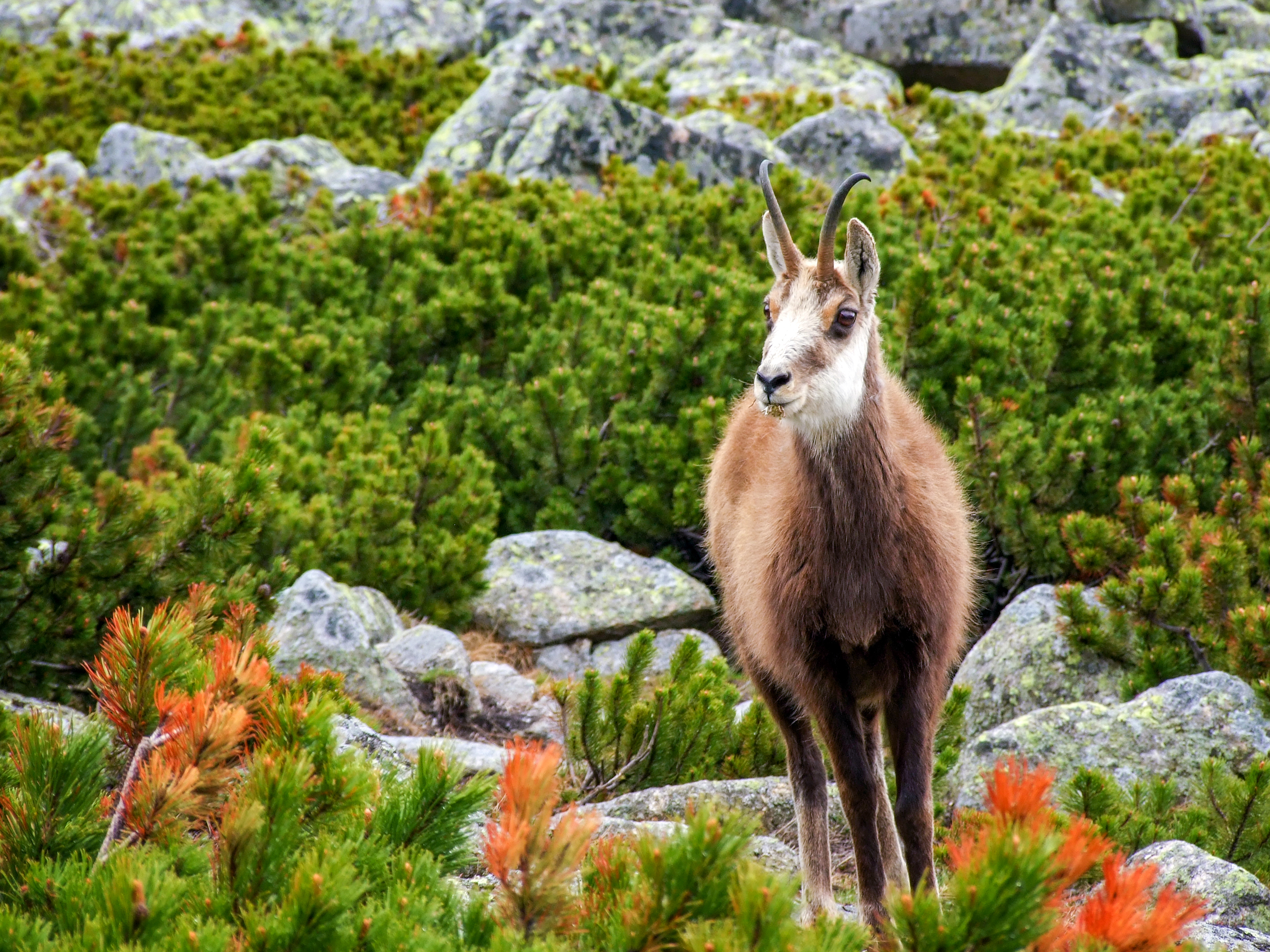
Un Rebeco o Rupicapra rupicapra tatrica en los Montes Tatra en Eslovaquia

Eslovaquia se encuentra en el bioma de los bosques templados de hoja ancha y mixtos y en las ecorregiones terrestres de los bosques mixtos de Panonia y los bosques montanos de coníferas de los Cárpatos. A medida que cambia la altitud, las asociaciones de vegetación y las comunidades animales van formando niveles de altura (roble, haya, abeto, pino de matorral, praderas alpinas y subsuelo). Los bosques cubren el 44% del territorio de Eslovaquia. El país obtuvo en 2019 una puntuación media del Índice de Integridad del Paisaje Forestal de 4,34/10, lo que lo sitúa en el puesto 129 del ranking mundial de 172 países. En cuanto a las masas forestales, el 60% son frondosas y el 40% son coníferas. La presencia de especies animales está fuertemente relacionada con los tipos de asociaciones vegetales y biotopos adecuados.
Se han registrado más de 4.000 especies de hongos en Eslovaquia. De ellas, casi 1.500 son especies formadoras de líquenes. Algunos de estos hongos son sin duda endémicos, pero no se sabe lo suficiente como para decir cuántos. De las especies formadoras de líquenes, cerca del 40% han sido clasificadas como amenazadas de alguna manera. Alrededor del 7% están aparentemente extinguidas, el 9% están en peligro, el 17% son vulnerables y el 7% son raras. El estado de conservación de los hongos no formadores de líquenes en Eslovaquia no está bien documentado, pero existe una lista roja para sus hongos más grandes.

### Conservación de la Naturaleza
En Eslovaquia, 9 parques nacionales y 14 zonas paisajísticas protegidas (PPA) proporcionan una protección de la naturaleza a gran escala. El más antiguo y el más grande en términos de superficie es el parque nacional de los Tatras. Otros parques nacionales son el parque nacional de Pieniny, los Bajos Tatras, el Paraíso Eslovaco, el Karst Eslovaco, Mala Fatra, Veľká Fatra, Poloniny y el parque nacional de Muránska Planina. En Eslovaquia se han declarado un total de 1 098 pequeñas zonas protegidas, 41 zonas de aves protegidas y 642 zonas de importancia europea. Las áreas protegidas cubren alrededor del 23% de la superficie del país.

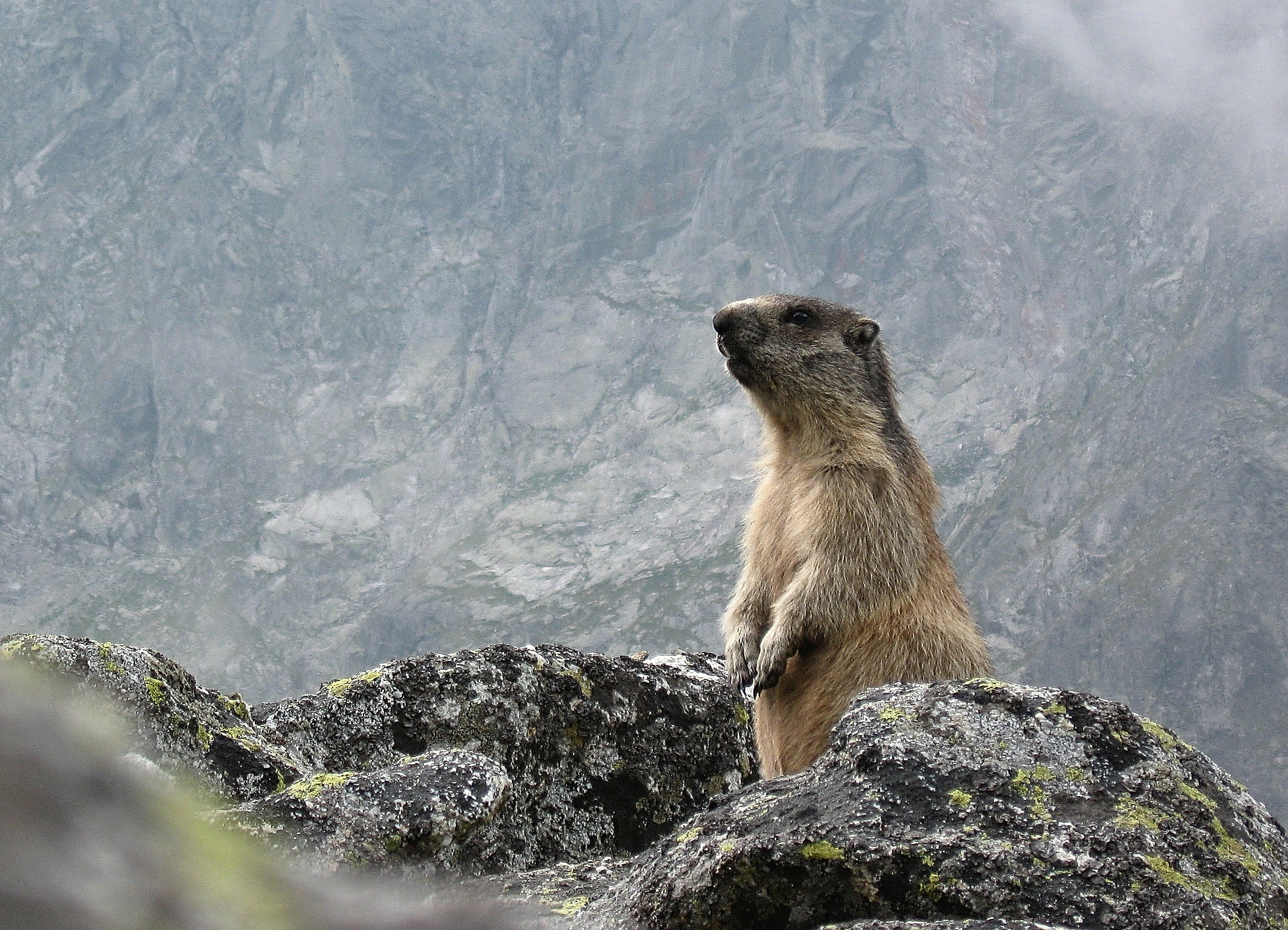
Marmota marmota latirostris endémica del valle Veľká Studená, en el parque nacional Tatra

Los problemas medioambientales han aumentado en los últimos años. Los eslovacos están cambiando el entorno tanto de forma favorable como desfavorable con sus acciones. Las centrales térmicas y otras plantas de calefacción que queman combustibles sólidos, las industrias metalúrgicas y químicas y el transporte de automóviles son los principales responsables de la contaminación atmosférica. Emiten mayores cantidades de contaminantes al aire, provocando lluvia ácida y, en condiciones de ausencia de viento, smog urbano.
La naturaleza eslovaca también se ve perjudicada por las tormentas, las calamidades de la nieve, los corrimientos de tierra, las plagas, los incendios, las inundaciones y las talas no autorizadas (incluso en los parques nacionales). Las aguas residuales de fábricas y urbanizaciones contaminan las aguas superficiales y subterráneas. En todas las ciudades hay problemas con la eliminación de residuos. Sin embargo, la recogida selectiva de materiales de desecho (plásticos, vidrio, papel, metales, textiles, etc.) y su reprocesamiento y reutilización -reciclaje- se está realizando gradualmente. Una parte de los residuos no procesados se incinera y el resto se concentra en vertederos.

### Geología
Eslovaquia pertenece al sistema montañoso alpino, que se formó en el Mesozoico tardío y el Cenozoico. También participaron en la formación rocas de origen paleozoico y posiblemente proterozoico. Hasta el Mesozoico tardío, la mayor parte de la zona de la actual Eslovaquia estaba por debajo del nivel del mar. El núcleo de los últimos Cárpatos occidentales está formado por granito, gneis y esquistos de mica formados por metamorfismo y cubiertos por rocas calizas y dolomitas formadas por rocas sedimentarias. 

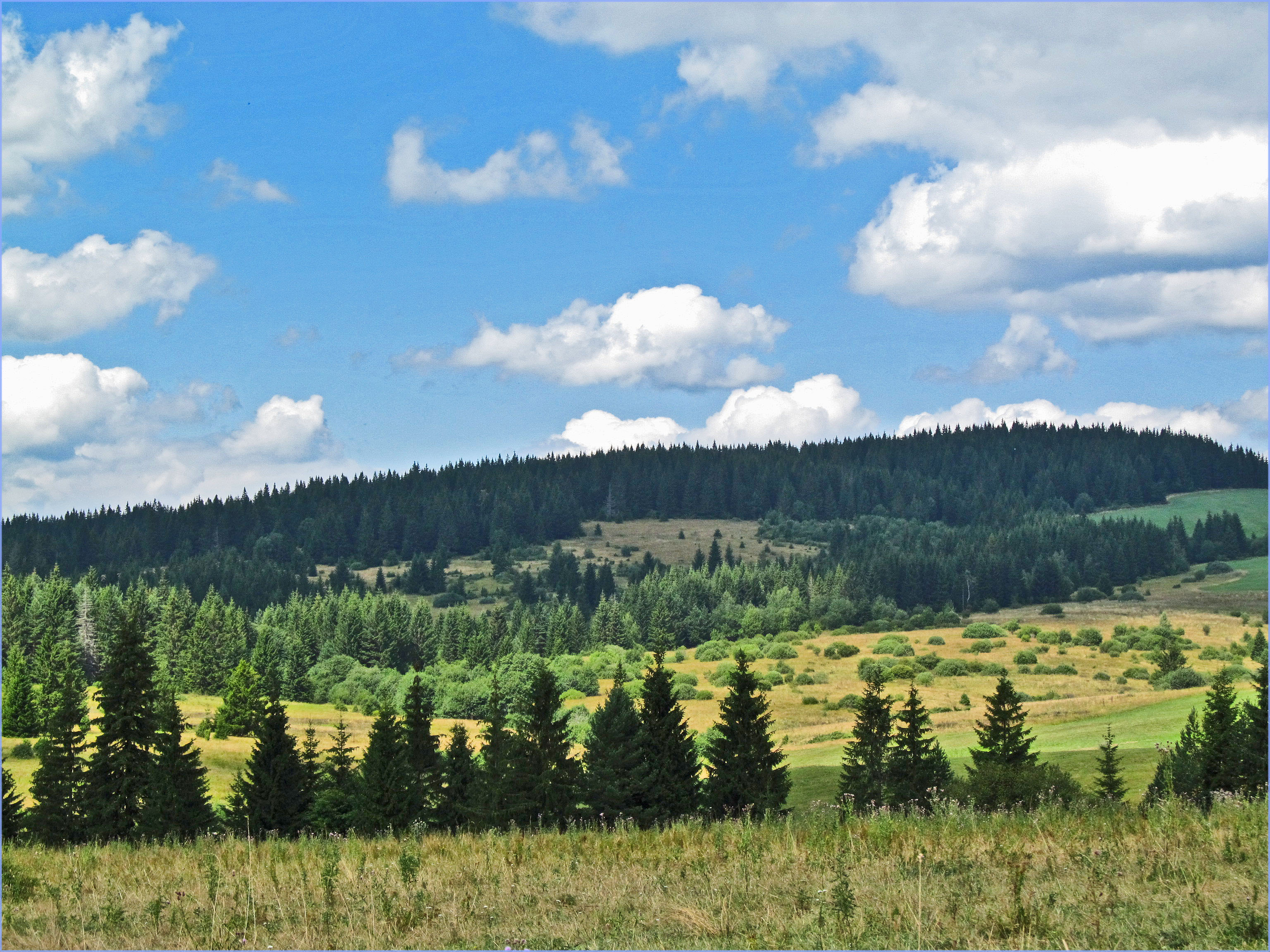
La meseta de Svorad

Hacia el final del Mesozoico y en el Cenozoico, se produjeron cambios significativos en la estructura de la corteza terrestre mediante el plegamiento y la orogénesis. En el Terciario tardío, las montañas actuales se formaron a partir de témpanos elevados, de cuencas hundidas y de tierras bajas, que se formaron en cuencas molasas en el Mioceno y el Plioceno. La construcción de la montaña continuó mediante la elevación gradual de la zona. En el sur de Eslovaquia central y oriental hubo actividad volcánica, a partir de la cual se formaron las actuales montañas volcánicas. Hacia el final del Neógeno, cuando las últimas partes del mar y los lagos desaparecieron de Eslovaquia, se formó el actual sistema fluvial. El relieve actual también se formó por la actividad glaciar del Cuaternario y la erosión.
La estructura geológica de Eslovaquia es diversa. La zona del flysch incluye los Cárpatos exteriores occidentales y orientales en el norte y noreste de Eslovaquia, que están separados de los Cárpatos interiores por el cinturón rocoso de Pieniny. A continuación vienen las zonas paleógenas del interior de los Cárpatos, en el lado interior (sur) del cinturón rocoso, que incluyen cuencas, montañas bajas y zonas montañosas desde Žilina hasta aproximadamente Prešov, con un espolón hasta la zona de Humenné. Las montañas del núcleo pertenecen a la llamada zona de Fatra-Tatra, formada por granito, gneis y esquistos de mica en el núcleo y caliza y dolomitas en la cima, y se extienden en dos zonas desde los Pequeños Cárpatos y los Montes Tribeč hasta los Tatras y los Bajos Tatras. 

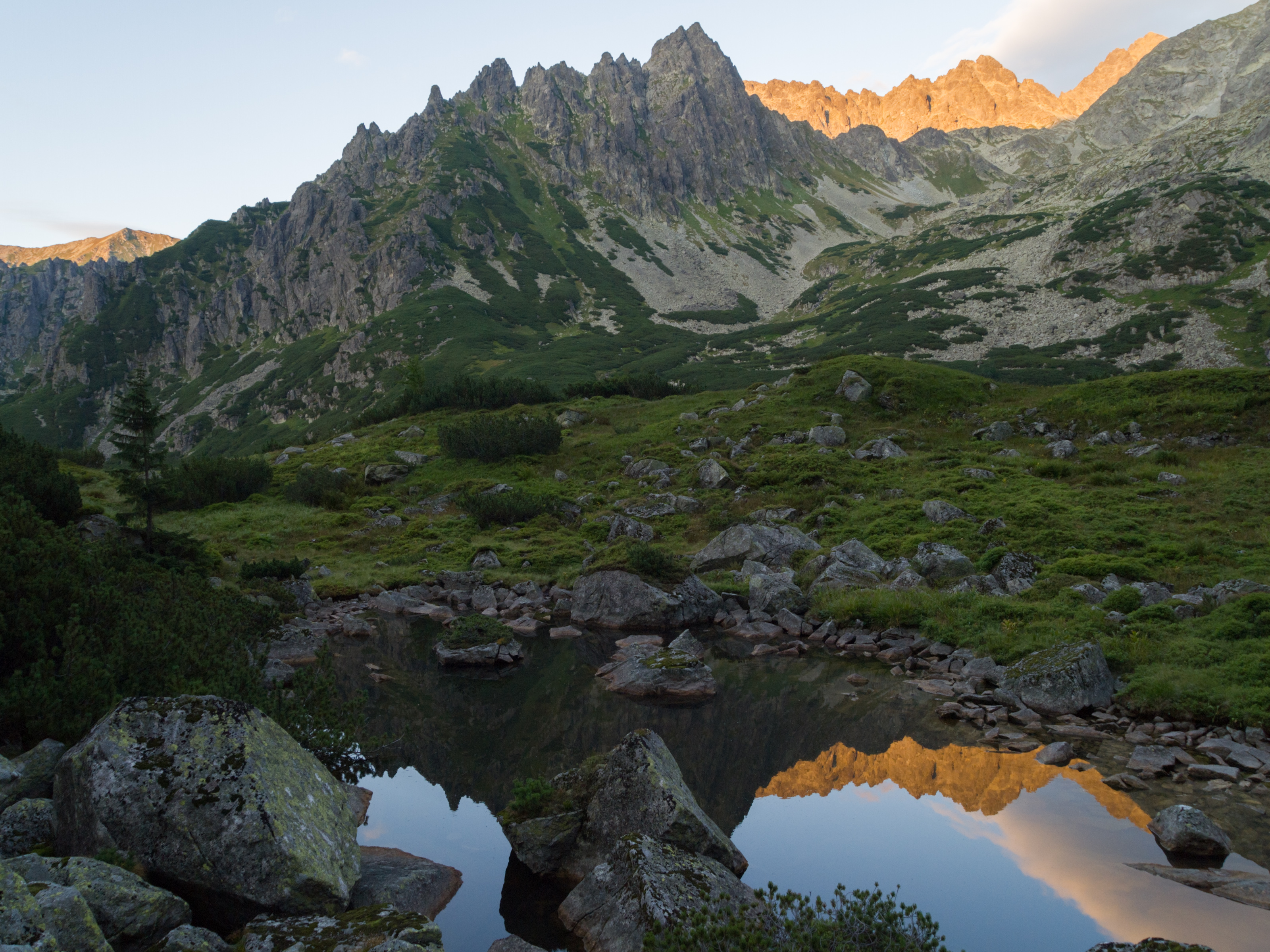
Jelenie pliesko, Eslovaquia

Las montañas volcánicas están situadas al sur de las montañas centrales y forman esencialmente las Tierras Altas Centrales de Eslovaquia; otras montañas volcánicas son el Slanské vrchy y el Vihorlat en el este y las Pequeñas Montañas Burda cerca de Štúrovo. Los Montes Metálicos eslovacos constan de dos zonas independientes, a saber, la zona de Vepor en el oeste y la cordillera de Čierna hora en el este, así como la zona de Gemer con otras submontañas orientales. Algunos autores incluyen las pequeñas montañas de Zemplínske vrchy como una unidad tectónica independiente (véase también el mapa de la derecha), mientras que otros las incluyen entre las montañas volcánicas.
Eslovaquia se encuentra en la placa euroasiática y tiene varias zonas sísmicamente activas. Entre ellas se encuentran la zona de Komárno, los Pequeños Cárpatos (especialmente en los alrededores de Dobrá Voda), la zona de Trenčín a Žilina, la zona de Banská Bystrica, los Altos Tatras y los Zips del Norte (con continuación en el Podhale polaco) y el paisaje de Zemplín. Los terremotos más fuertes registrados se produjeron en Eslovaquia central en 1443, en Žilina en 1613 y en Komárno en 1763 y en Dobrá Voda en 1906.

### Cuevas
Debido a las condiciones geológicas, en Eslovaquia se han formado muchas cuevas kársticas y un número menor de cuevas de origen no kárstico (por ejemplo, andesita, basalto, granito, esquisto). La mayoría de las cuevas kársticas se formaron en calizas mesozoicas del Triásico Medio, y en menor medida en travertinos o rocas aisladas menos solubles. Incluyendo las cuevas cortas de transición, en Eslovaquia se conocen más de 7.100 cuevas y constantemente se descubren otras nuevas. La mayoría de ellos se encuentran en el Karst eslovaco, la Muránska planina, la Gran Fatra, así como en todas las submontañas de los Tatras.

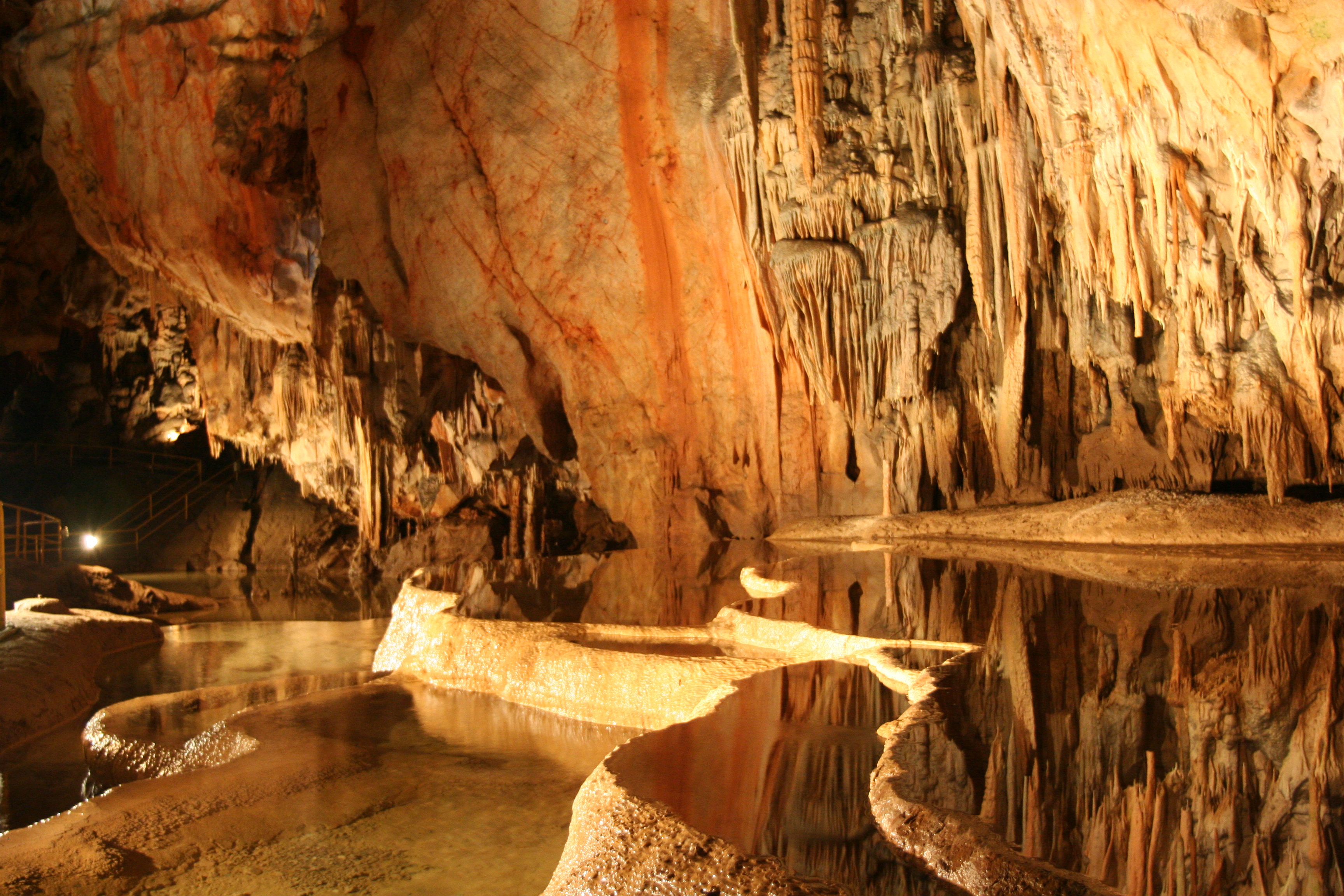
Cueva de Domica

Unas 20 cuevas son explotadas como cuevas de exhibición, 13 de ellas por la Administración Estatal de Cuevas de Eslovaquia (Slovenská správa jaskýň, abreviado SSJ). Entre ellas se encuentran cinco cuevas incluidas en el Patrimonio Mundial de la UNESCO "Cuevas del Karst de Aggtelek y Eslovaquia": Domica, la Jasovská jaskyňa, la Gombasecká jaskyňa, la Ochtinská aragonitová jaskyňa y la Dobšinská ľadová jaskyňa. En el sistema de cuevas de Demänová, la Demänovská jaskyňa Slobody y la Demänovská ľadová jaskyňa están abiertas al público.
Las otras cuevas explotadas por la SSJ son la Belianska jaskyňa, la Brestovská jaskyňa, la Bystrianska jaskyňa, Driny, la Harmanecká jaskyňa y la Važecká jaskyňa. Otras cuevas de exhibición fuera de la red de la SSJ son la Bojnická hradná jaskyňa en Bojnice, la Jaskyňa mŕtvych netopierov en los Bajos Tatras, la Krásnohorská jaskyňa en el Karst eslovaco y la Zlá diera en las montañas de Bachureň
Las tres cuevas más largas están en el sistema de cuevas de Demänová en los Bajos Tatras (41 kilómetros), Mesačný tieň en los Altos Tatras (32 kilómetros) y Stratenská diera en el Paraíso Eslovaco (22 kilómetros). Las cuevas más profundas son Hipmanove jaskyne en los Bajos Tatras (495 metros), Mesačný tieň (451 metros) y Javorinka (374 metros) en los Altos Tatras.

## Economía
Mientras que entre 1970 y 1985 los ingresos de la población aumentaron en un 50 %, en la década de 1990 disminuyeron fuertemente. El producto interno bruto no volvió al nivel de 1989 hasta 2007.
Eslovaquia ha sorteado con éxito la difícil transición desde un sistema de economía de planificación centralizada a uno de economía moderna de mercado. Ya por el 2001 el gobierno eslovaco mostraba importantes avances en la estabilización de la macroeconomía y la implementación de reformas estructurales. Se ha llevado a cabo un importante conjunto de privatizaciones, el sistema bancario está casi en su totalidad en manos de la banca extranjera, y los niveles de inversión extranjera han crecido. El crecimiento económico de Eslovaquia superó las expectativas en los primeros años de la década del 2000, a pesar de la recesión existente en algunos de sus mercados de exportación más relevantes.

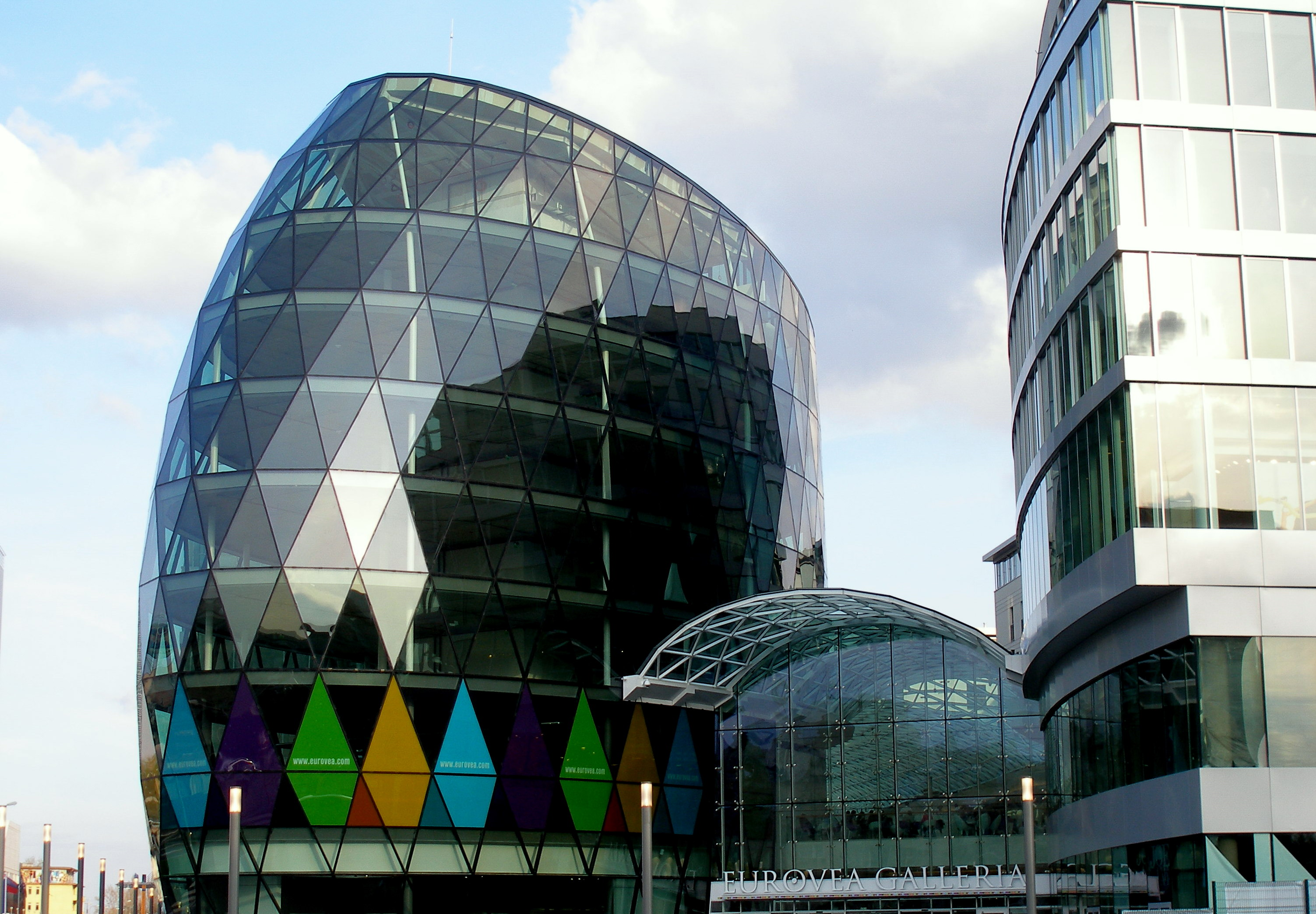
Torre con oficinas en Bratislava

Eslovaquia pertenece a la Unión Europea desde el 1 de mayo de 2004, lo que ha facilitado que muchas empresas y fábricas de origen alemán, francés y español, entre otras, se hayan instalado en el país, especialmente de la industria automovilística. Ello ha repercutido en el gran ritmo de crecimiento económico que ha tenido en los últimos años (6,1 % en 2005). Su economía es una de las que han experimentado un crecimiento más rápido en Europa. En 2007, 2008 y 2010 (con un crecimiento del PIB del 10,5 %, 6 % y 4 % retrospectivamente). En 2016, más del 86 % de las exportaciones eslovacas se destinaron a la Unión Europea, y más del 50 % de las importaciones eslovacas provinieron de otros Estados miembros de la Unión Europea.
El desempleo, que alcanzó un máximo de 19 % a fines de 1999, disminuyó a 5,95 % a fines de 2017, la tasa más baja registrada en la historia reciente eslovaca.
A partir del 1 de enero de 2009, Eslovaquia se unió a la eurozona y adoptó el euro como moneda oficial, lo que ya habían hecho con anterioridad quince países.
En 2014, más del 10 % de la población activa trabaja en el extranjero.

### Turismo

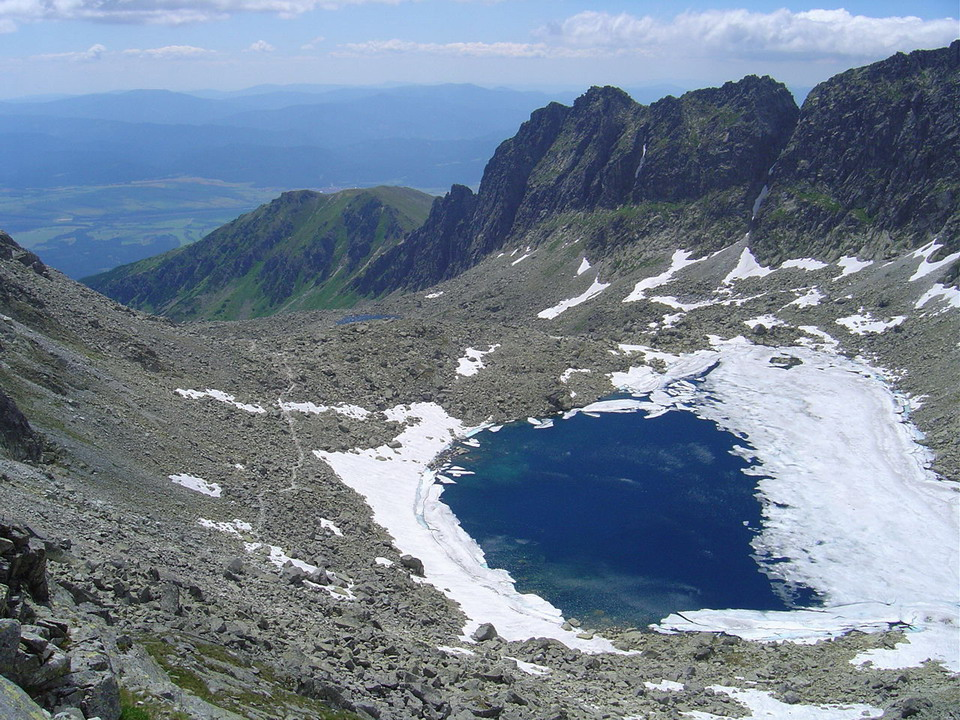
La cadena montañosa de Altos Tatras posee las montañas más altas de Eslovaquia

Eslovaquia posee varias características que la hacen un país atractivo desde el punto de vista del turismo. Posee numerosos centros de deportes de invierno, ciudades históricas, pintorescos castillos, cuevas, únicas iglesias de madera, parques nacionales y otras riquezas y paisajes naturales.
Aproximadamente el 40 % de Eslovaquia está cubierto por bosques. Los bosques de Eslovaquia poseen una rica fauna, que incluye osos pardos, lobos, linces, zorros, jabalíes salvajes, conejos, ardillas, turones, castores y ratas almizcleras. En las zonas montañosas se pueden observar gamuzas y marmotas alpinas. Al ser una de las pocas zonas cuyo medio ambiente no fue dañado por la intervención humana, Eslovaquia posee un altísimo porcentaje de parques nacionales y otras áreas protegidas.
Una de las principales atracciones de Eslovaquia son los montes Tatras (que se dividen en los Altos Tatras y los Bajos Tatras), que son la zona más elevada de los Cárpatos. Allí se pueden observar interesantes especies autóctonas de fauna y flora, además de ofrecer numerosas opciones para la práctica del esquí, caminatas por la montaña y escalada en roca.
Es muy popular la práctica de navegación en kayaks y canoas en los ríos y arroyos de Eslovaquia. También existe una larga tradición de uso de balsas, especialmente en el río Dunajec.

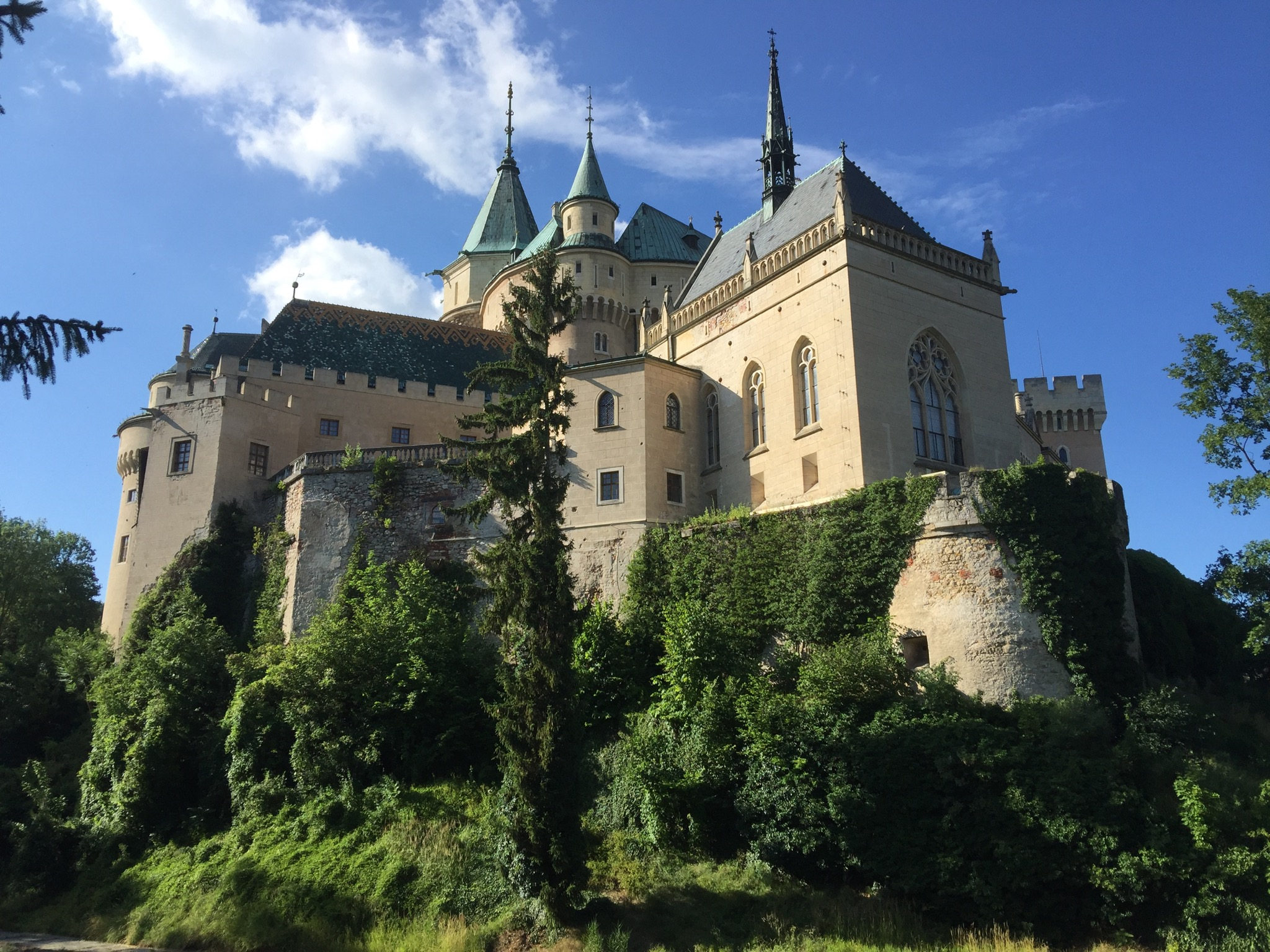
Castillo de Bojnice

La posición de Eslovaquia en Europa y el pasado del país (parte del Reino de Hungría, la monarquía de los Habsburgo y Checoslovaquia) hicieron que muchas ciudades y pueblos se asemejaran a las ciudades de la República Checa (como Praga), Austria (como Salzburgo) o Hungría (como Budapest). En muchas ciudades se conserva un centro histórico con al menos una plaza. Hay grandes centros históricos en Bratislava, Trenčín, Košice, Banská Štiavnica, Levoča y Trnava. Los centros históricos han sido objeto de una restauración en los últimos años.
Se pueden encontrar iglesias históricas en prácticamente todos los pueblos y ciudades de Eslovaquia. La mayoría de ellas están construidas en estilo barroco, pero también hay muchos ejemplos de arquitectura románica y gótica, por ejemplo en Banská Bystrica, Bardejov y Spišská Kapitula. La Basílica de Santiago en Levoča, con el altar tallado en madera más alto del mundo, y la Iglesia del Espíritu Santo en Žehra, con frescos medievales, son Patrimonio de la Humanidad de la UNESCO. La Concatedral de San Martín, en Bratislava, fue la iglesia de la coronación del Reino de Hungría. Los edificios sacros más antiguos de Eslovaquia proceden del periodo de la Gran Moravia, en el siglo IX.
Unas estructuras muy valiosas son las iglesias de madera completas del norte y el noreste de Eslovaquia. La mayoría fueron construidas a partir del siglo XV por católicos, luteranos y miembros de iglesias de rito oriental.

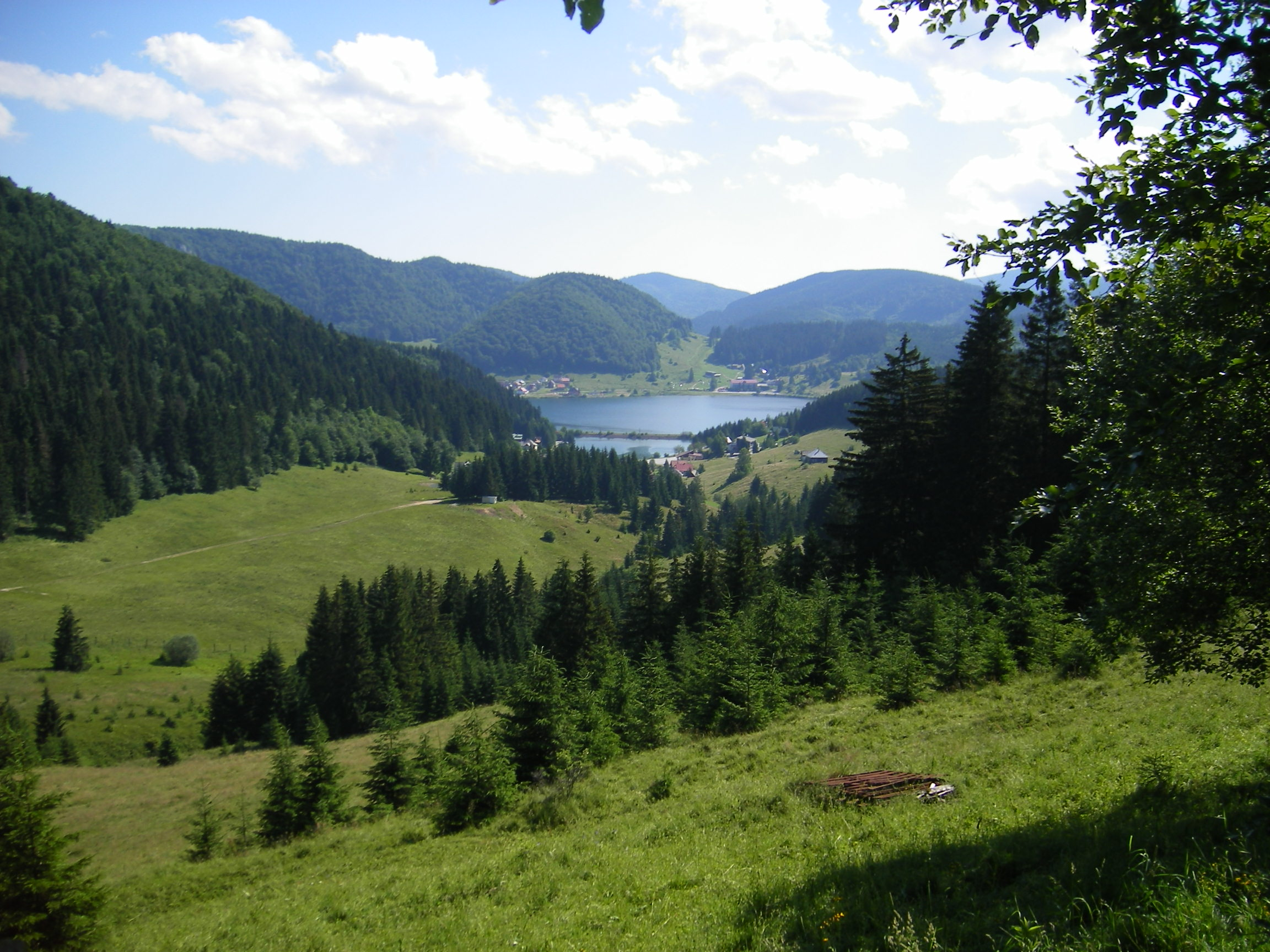
Parque nacional del Paraíso Eslovaco

El turismo es uno de los principales sectores de la economía eslovaca, aunque todavía está poco atendido. Se basa en el turismo interno, ya que la mayoría de los turistas son los nacionales y residentes eslovacos que viajan por ocio dentro del país. Bratislava y los Altos y Bajos Tatras son las paradas turísticas más concurridas. Otros destinos turísticos populares son las ciudades y pueblos de Košice, Banská Štiavnica o Bardejov, y numerosos parques nacionales, como el parque nacional Pieniny Malá y Veľká Fatra, el parque nacional Poloniny o el parque nacional Paraíso Eslovaco, entre otros.
Hay muchos castillos repartidos por todo el país. Entre los turistas, algunos de los más populares son el Castillo de Bojnice, el Castillo de Spiš, el Castillo de Stará Ľubovňa, el Castillo de Krásna Hôrka, el Castillo de Orava (donde se rodaron muchas escenas de Nosferatu), el Castillo de Trenčín y el Castillo de Bratislava, y también castillos en ruinas, como el Castillo de Beckov, el Castillo de Devín, el Castillo de Šariš, el Castillo de Považie y el Castillo de Strečno (donde se rodó Dragonheart).
Las cuevas abiertas al público se encuentran principalmente en el norte de Eslovaquia. Driny es la única cueva situada en el oeste de Eslovaquia que está abierta al público. La Cueva de Hielo de Dobšiná, la Cueva de Hielo de Demänovská, la Cueva de la Libertad de Demänovská, la Cueva de Belianska o la Cueva de Domica son algunas de las paradas turísticas más populares. La cueva de aragonito de Ochtinská, situada en el centro de Eslovaquia, es una de las tres únicas cuevas de aragonito del mundo. En Eslovaquia hay miles de cuevas, trece de las cuales están abiertas al público.
Eslovaquia también es conocida por sus numerosos balnearios. Piešťany es la ciudad balneario más grande y concurrida del país, y atrae a muchos visitantes de los países del Golfo, sobre todo de los Emiratos Árabes Unidos, Catar, Kuwait y Baréin. Bardejov, Trenčianske Teplice, Turčianske Teplice y Rajecké Teplice son otras ciudades balnearias importantes. Algunas ciudades y pueblos balnearios menores conocidos son Štós, Číž, Dudince, Kováčová, Nimnica, Smrdáky, Lúčky y Vyšné Ružbachy, entre otros.

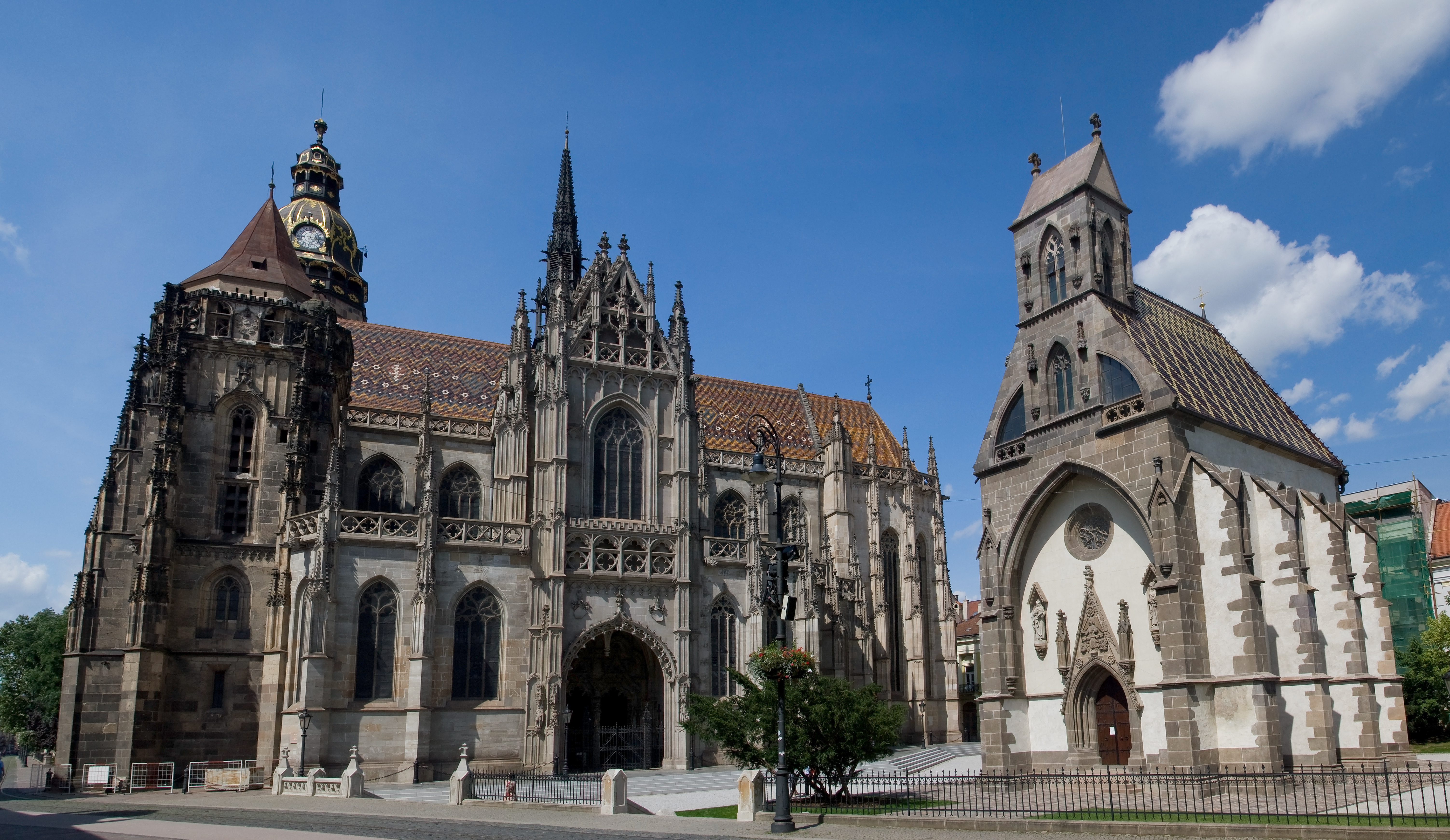
Catedral de Santa Isabel en Kosice

Los recuerdos típicos de Eslovaquia son las muñecas vestidas con trajes típicos, los objetos de cerámica, el cristal, las figuras de madera tallada, los črpáks (cántaros de madera), las fujaras (instrumento folclórico inscrito en la lista de la UNESCO) y las valaškas (hachas folclóricas decoradas) y, sobre todo, los productos fabricados con hojas de maíz y alambre, especialmente las figuras humanas. Se pueden comprar recuerdos en las tiendas de la organización estatal ÚĽUV (Ústredie ľudovej umeleckej výroby-Centro de Producción de Arte Popular). La cadena de tiendas Dielo vende obras de artistas y artesanos eslovacos. Estas tiendas se encuentran sobre todo en pueblos y ciudades.
Los precios de los productos importados suelen ser los mismos que en los países vecinos, mientras que los precios de los productos y servicios locales, sobre todo de los alimentos, suelen ser más bajos.

### Industria
Aunque el PIB de Eslovaquia procede principalmente del sector terciario (servicios), el sector industrial también desempeña un papel importante en su economía. Los principales sectores industriales son la fabricación de automóviles y la ingeniería eléctrica. Desde 2007, Eslovaquia es el mayor productor de automóviles per cápita del mundo, con un total de 1.090.000 autos fabricados en el país solo en 2018. 275.000 personas están empleadas directa e indirectamente por la industria del automóvil. Actualmente hay cuatro plantas de montaje de automóviles: La de Volkswagen en Bratislava (modelos: Volkswagen Up, Volkswagen Touareg, Audi Q7, Audi Q8, Porsche Cayenne, Lamborghini Urus), la de PSA Peugeot Citroën en Trnava (modelos: Peugeot 208, Citroën C3 Picasso), la de Kia Motors en Žilina (modelos: Kia Cee'd, Kia Sportage, Kia Venga) y la de Jaguar Land Rover en Nitra (modelo: Land Rover Discovery). Hyundai Mobis en Žilina es el mayor proveedor de la industria del automóvil en Eslovaquia.

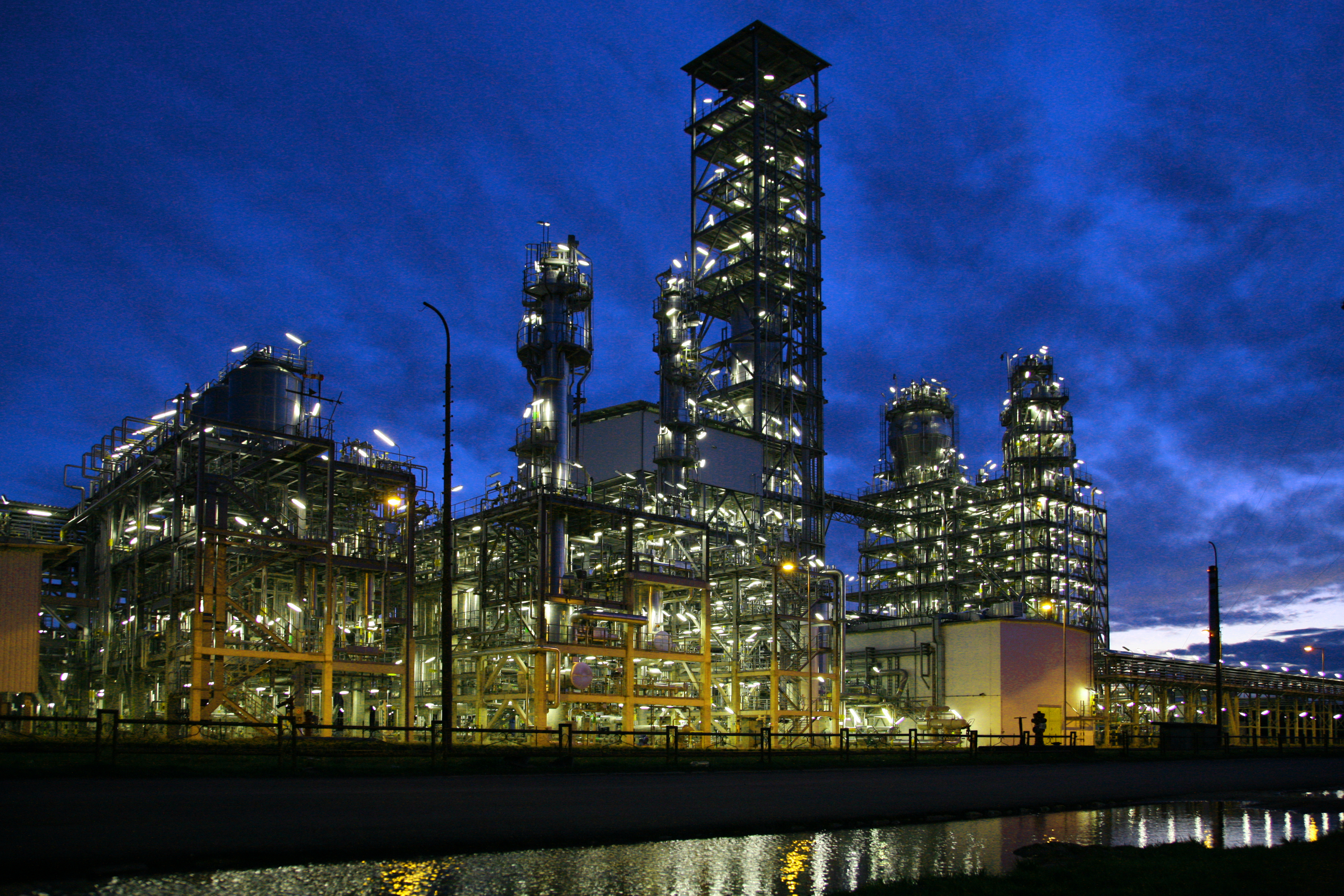
Planta de polipropileno de la empresa eslovaca Slovnaft

De las empresas de ingeniería eléctrica, Foxconn tiene una fábrica en Nitra para la fabricación de televisores LCD, Samsung en Galanta para la fabricación de monitores de ordenador y televisores. Slovnaft, con sede en Bratislava y 4 000 empleados, es una refinería de petróleo con una capacidad de procesamiento de entre 5,5 y 6 millones de toneladas de crudo al año. El productor de acero U. S. Steel, con sede en Košice, es el mayor empleador del este de Eslovaquia, con 12 000 trabajadores.
ESET es una empresa de seguridad informática de Bratislava con más de 1 000 empleados en todo el mundo en la actualidad. Sus sucursales están en Estados Unidos, Irlanda, Reino Unido, Argentina, República Checa, Singapur y Polonia. En los últimos años, las empresas de servicios y orientadas a la alta tecnología han prosperado en Bratislava. Muchas empresas mundiales, como IBM, Dell, Lenovo, AT&T, SAP y Accenture, han construido aquí centros de subcontratación y de servicios. Las razones de la afluencia de empresas multinacionales incluyen la proximidad a Europa Occidental, la mano de obra cualificada y la alta densidad de universidades e instalaciones de investigación. Otras grandes empresas y empleadores con sede en Bratislava son Amazon, Slovak Telekom, Orange Slovensko, Slovenská sporiteľňa, Tatra banka, Doprastav, Hewlett-Packard Slovakia, Henkel Slovensko, Slovenský plynárenský priemysel, Microsoft Slovakia, Mondelez Slovakia, Whirlpool Slovakia y Zurich Insurance Group Slovakia.
La posición geográfica de Bratislava en Europa Central la ha convertido desde hace tiempo en una encrucijada para el tráfico comercial internacional. Varias rutas comerciales antiguas, como la ruta del ámbar y la vía fluvial del Danubio, han atravesado el territorio de la actual Bratislava. Hoy en día, Bratislava es un centro de carreteras, ferrocarriles, vías fluviales y aéreas.

### Agricultura

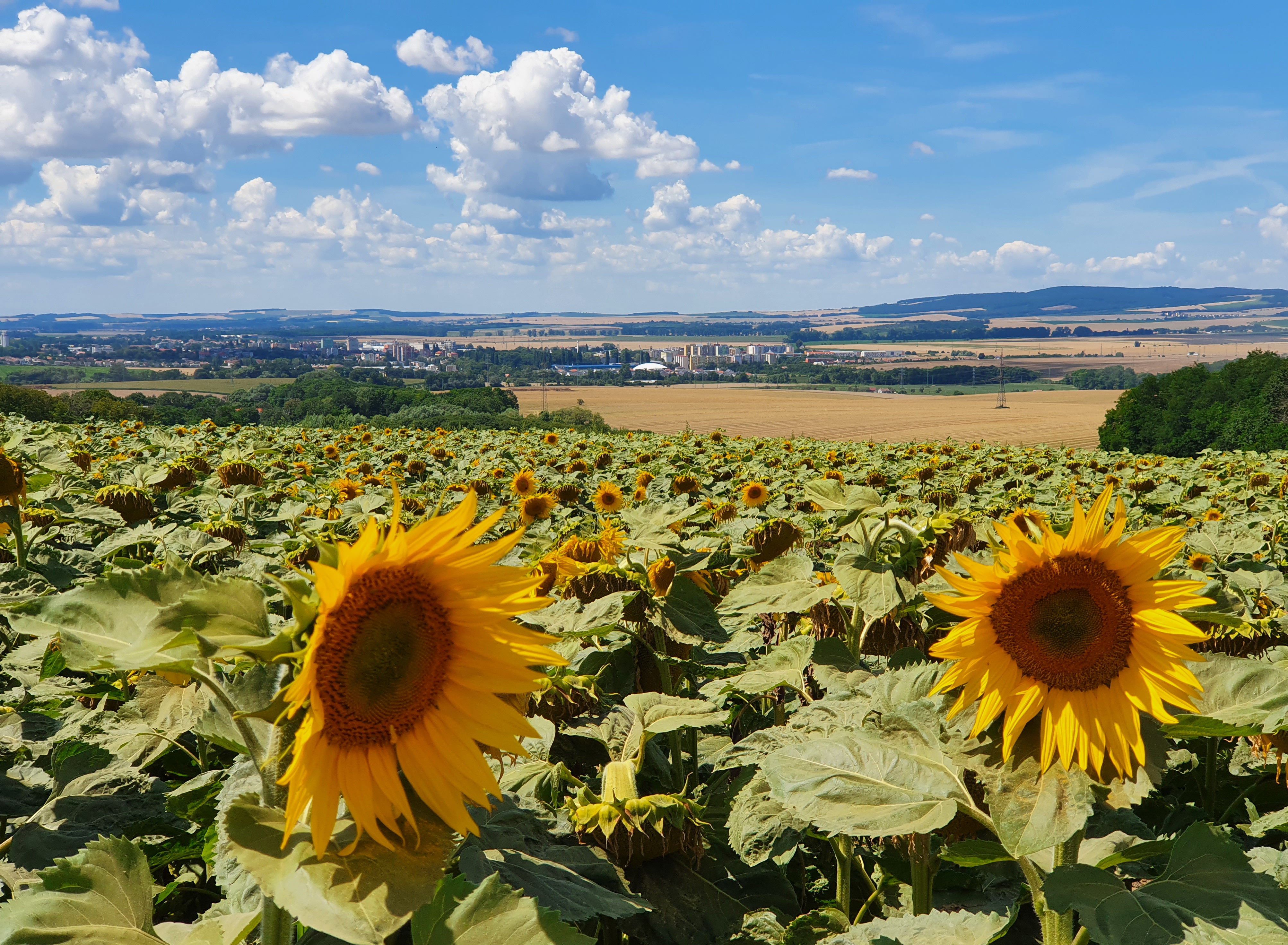
Campo de girasoles en el distrito de Senica, Eslovaquia

Eslovaquia cuenta con un sector agrícola bien desarrollado, que utiliza 19 350 km² de tierras de cultivo (el 39,5 % de la superficie del país). A principios del siglo XX, empleaba al 60 % de la población. En la actualidad, la agricultura, la caza y las industrias relacionadas emplean a cerca del 4,9 % de la población económicamente activa (unos 100 050 empleados). Los suelos fértiles son adecuados para la producción de cultivos. Los cereales ocupan las mayores superficies (más de la mitad), principalmente el trigo, el maíz y la cebada. Las hortalizas, las legumbres y las semillas oleaginosas (girasol, colza) están en expansión. En las cuencas altas se cultivan patatas, centeno y cultivos forrajeros anuales o perennes. Eslovaquia tiene una larga tradición de fruticultura y viticultura, cuyos productos son bien conocidos en el extranjero. La mayor parte de las uvas y otras frutas se cultivan en el oeste de Eslovaquia (Modra, Pezinok) y en las tierras bajas del este del país (región de Tokaj)
En la producción ganadera, el número de cabezas de ganado está disminuyendo gradualmente. El número de cerdos y de bovinos es el que más disminuye. La cría de ovejas ya está permanentemente baja. Las poblaciones de aves de corral son las más numerosas. La mayor parte de la producción ganadera se concentra en las tierras bajas, donde hay suficientes fuentes de forraje. Los pastos y prados de montaña también se utilizan con frecuencia para la cría de ganado vacuno y ovino. La pesca sigue siendo solo de importancia local, realizándose principalmente en los ríos y embalses locales.

## Demografía

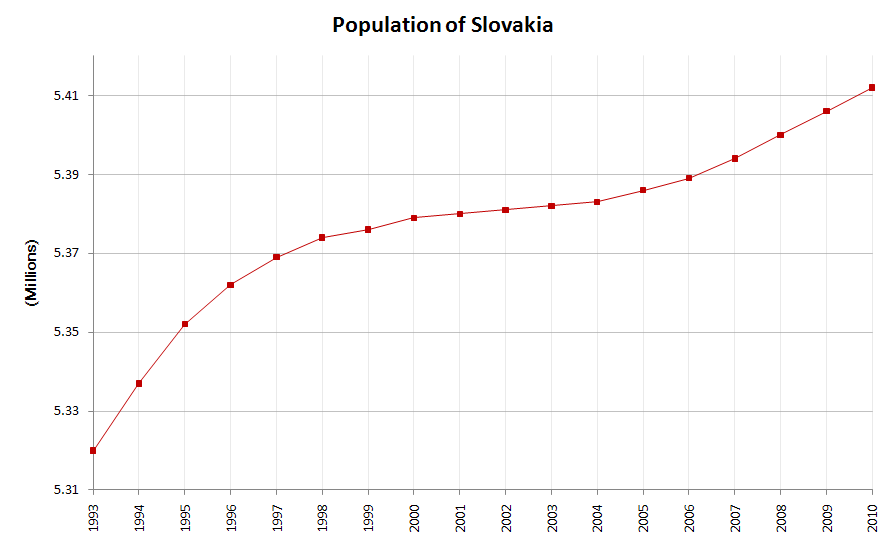
Evolución de la población entre 1993 y 2010.

Al año 2011, Eslovaquia tiene una población de 5 397 036 habitantes. La esperanza de vida es de 76 años. El 99,6 % de la población está alfabetizada. El promedio de hijos por mujer es de tan solo 1,4.
La mayoría de los habitantes de Eslovaquia son étnicamente eslovacos (80,7 %). Los húngaros son la minoría étnica más grande (8,5 %) y están concentrados en la región sur del país. Otros grupos étnicos incluyen a los checos (0,6 %), a los rutenos (0,6 %), y a los ucranianos, alemanes, moravos y polacos que representan el 1 % cada uno. El porcentaje de población romaní es de 2 % según el último censo (que está basada en estimaciones propias de organizaciones gitanas); pero alrededor del 5,6 % basado en datos aportados por autoridades municipales (que computan solo la población permanente). Sin embargo, nótese que en el caso del 5,6 %, los porcentajes de húngaros y eslovacos son más bajos por 4 puntos porcentuales.
El idioma oficial del Estado es el eslovaco, que pertenece a la familia de las lenguas eslavas, pero el húngaro (9,4 %) es ampliamente hablado en el sur y disfruta de un estatus cooficial en algunas regiones. También cabe destacar el romaní, que es utilizado como lengua materna por el 2,3 % de la población.
La constitución eslovaca garantiza la libertad de culto. La mayoría de los ciudadanos eslovacos (66,0 %) pertenece a la Iglesia católica distribuida entre el catolicismo de rito romano 62 % y 3,8 % que practica el catolicismo de rito griego ambos grupos en comunión con el papa en Roma; el 5,9 % se adhiere a diversas ramas del luteranismo; el 3,8 % ; un 1,8 % profesa el calvinismo, y un 0,9 % es ortodoxo oriental. Por otra parte el 13,4 % de la población se declara sin religión, y el 10,6 % no se define en materia religiosa. De una población estimada de ciento veinte mil judíos antes de la Segunda Guerra Mundial, alrededor de dos mil trescientos judíos permanecen en el país.
La esperanza de vida de los romaníes es 11 años menor que la media eslovaca para los hombres y 14 años menor para las mujeres (en 2017).

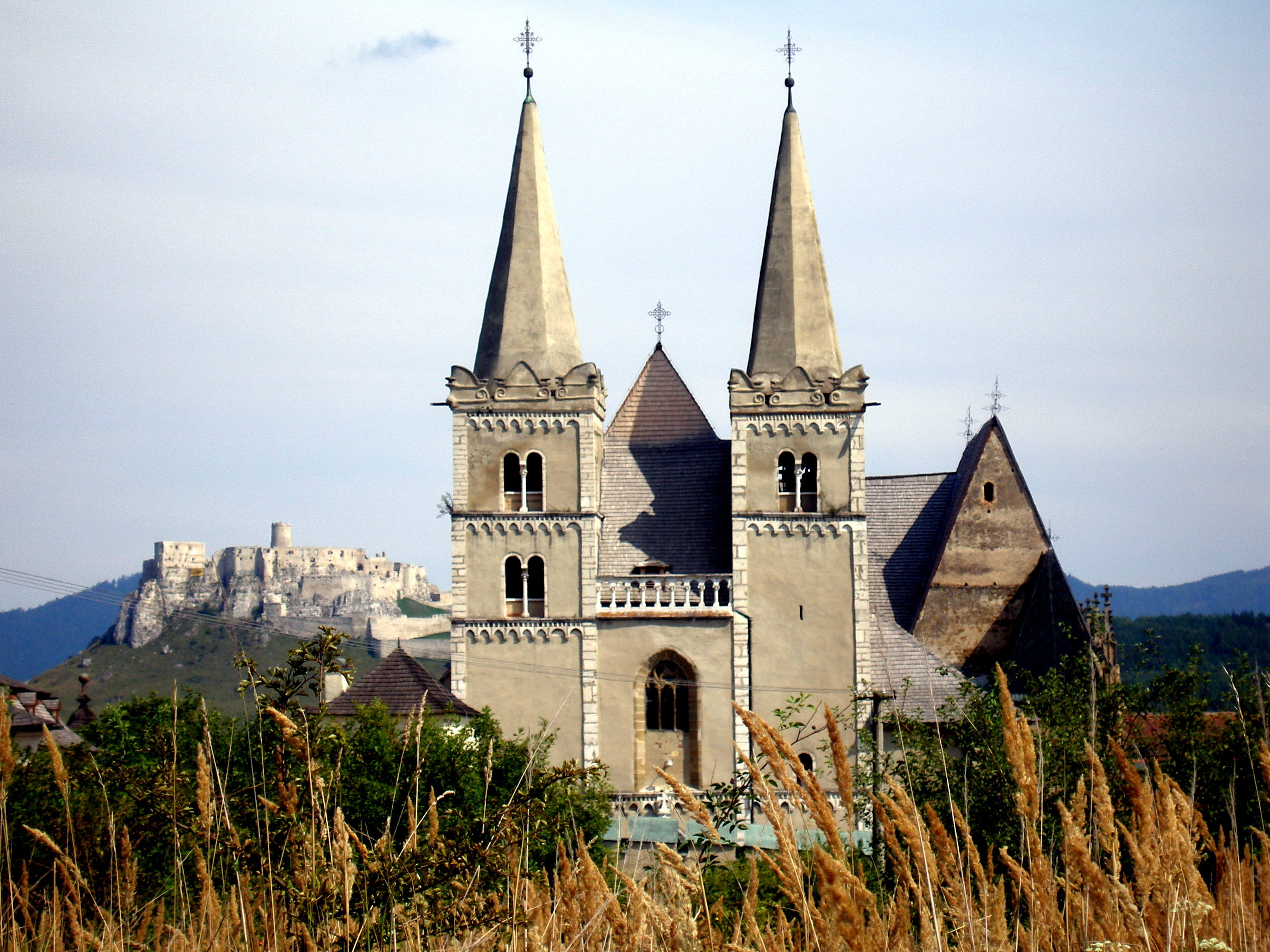
Catedral de San Martín, Spišské Podhradie

### Religión

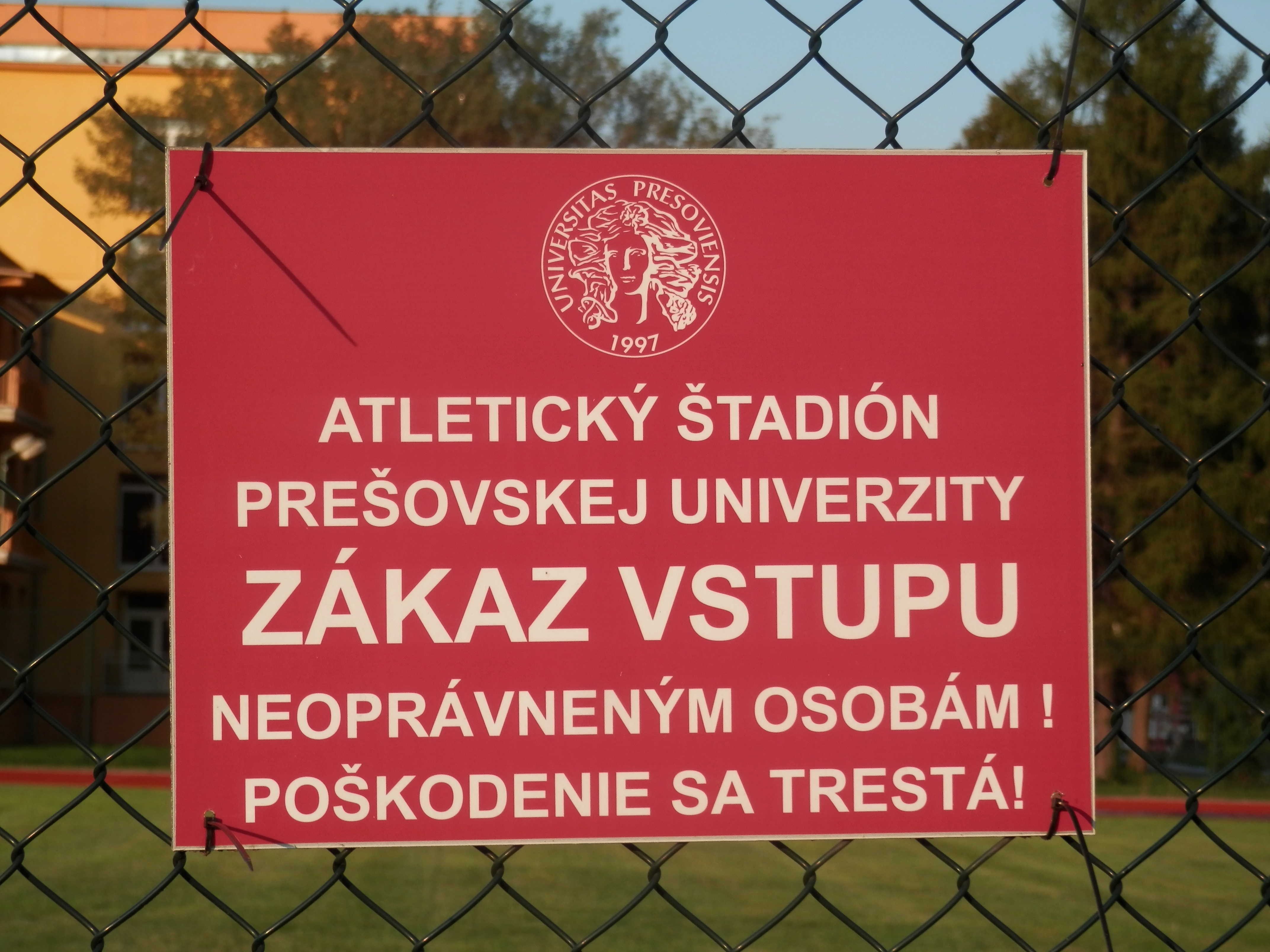
Cartel escrito en eslovaco en la Universidad de Presov

El cristianismo es la religión predominante en Eslovaquia. La mayoría (62 %) de los eslovacos profesa el catolicismo y siguen el rito latino; a los que suman un 4 % de greco católicos (que siguen el rito bizantino), todos los católicos de ambos ritos en comunión con el papa en Roma representan el 66 % de la población eslovaca. Los miembros de las diversas denominaciones protestantes, principalmente luteranos o de iglesias reformadas, representan en su conjunto el 9 %. Los miembros de otras iglesias, incluidos los no registrados, representan el 1.1 % de la población. Los cristianos ortodoxos orientales se encuentran principalmente en áreas rutenas (rusas). La Iglesia católica divide el país en ocho diócesis, incluyendo tres arquidiócesis en dos provincias diferentes. La Iglesia greco-católica eslovaca es una Iglesia metropolitana sui iuris (una Iglesia autónoma dentro de la Iglesia católica) con tres eparquías en Eslovaquia y una en Canadá. En general, alrededor de un tercio de los miembros de la Iglesia asisten regularmente a los servicios religiosos. La situación religiosa es dramáticamente diferente a la de la vecina República Checa, que es notable por su mayoría atea o irreligiosa.
Otras religiones practicadas en Eslovaquia incluyen la fe bahá'í, el hinduismo, el islam y el judaísmo. Hay 18 iglesias y religiones registradas. Se estima que había un 0,2 % de musulmanes en Eslovaquia en 2010. Si bien el país tenía una población judía de la Segunda Guerra Mundial estimada en 90 000, solo unos 2300 judíos permanecen en la actualidad. En 2010, se estimaba que 5000 musulmanes en Eslovaquia representaban menos del 0,1 % de la población del país.
En 2016, el parlamento eslovaco aprobó un proyecto de ley que exige que todos los movimientos religiosos y organizaciones tengan un mínimo de 50 000 miembros practicantes verificados para poder ser reconocidos por el estado. El proyecto de ley ha sido bien recibido, como un método para frenar nuevos movimientos religiosos potencialmente peligrosos y abusivos y criticado por favorecer el cristianismo y violar el ideal del secularismo estatal.

### Lenguas
La lengua oficial es el eslovaco, de la familia de las lenguas eslavas. El húngaro está muy extendido en las regiones del sur, y el rusino se utiliza en algunas partes del noreste. Las lenguas minoritarias son cooficiales en los municipios en los que la población minoritaria alcanza el umbral legal del 15% en dos censos consecutivos.
Eslovaquia se encuentra entre los primeros países de la UE en cuanto a conocimiento de lenguas extranjeras. En 2007, el 68% de la población de 25 a 64 años afirmaba hablar dos o más lenguas extranjeras, lo que supone el segundo puesto de la Unión Europea. La lengua extranjera más conocida en Eslovaquia es el checo que el comparte muchas similitudes. El informe de Eurostat también muestra que el 98,3% de los estudiantes eslovacos de la enseñanza secundaria superior se hacen con dos lenguas extranjeras, situándose muy por encima de la media del 60,1% de la Unión Europea. Según una encuesta del Eurobarómetro de 2012, el 26% de la población tiene conocimientos de inglés a nivel de conversación, seguido del alemán (22%) y el ruso (17%).
La comunidad de sordos utiliza la lengua de signos eslovaca. Aunque el checo y el eslovaco hablados son similares, la lengua de signos eslovaca no es especialmente parecida a la lengua de signos checa.

### Educación

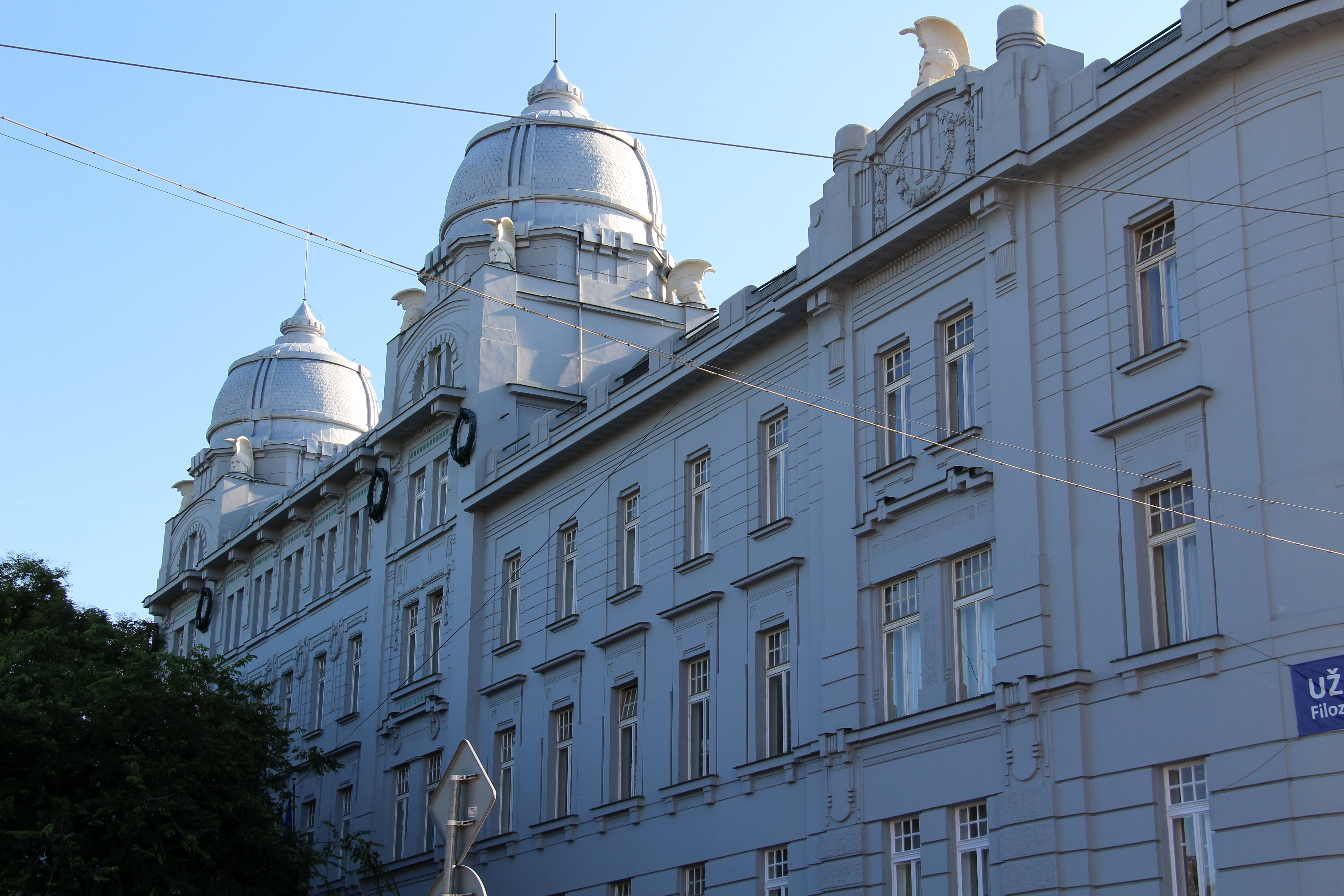
Facultad de Filosofía de la Universidad Comenius

El Programa para la Evaluación Internacional de Alumnos, coordinado por la OCDE, sitúa actualmente a la educación secundaria eslovaca en el puesto 30 del mundo (situándola justo por debajo de Estados Unidos y por encima de España) La educación en Eslovaquia es obligatoria de los 6 a los 16 años. El sistema educativo consiste en la escuela primaria, que se divide en dos partes, el primer grado (de 6 a 10 años) y el segundo grado (de 10 a 15 años), que se finaliza con la realización de unas pruebas a nivel nacional llamadas Monitor, en eslovaco y matemáticas. Los padres pueden solicitar ayuda social para un niño que estudia en la escuela primaria o en el instituto. Si se aprueba, el Estado proporciona las necesidades básicas de estudio para el niño. Las escuelas proporcionan libros a todos sus alumnos, con las excepciones habituales de los libros para el estudio de una lengua extranjera y los libros que requieren tomar notas en ellos, que están presentes sobre todo en el primer grado de la escuela primaria.
Al terminar la escuela primaria, los alumnos están obligados a cursar un año de secundaria.
Al terminar la educación secundaria, los estudiantes pueden ir a la universidad y se les anima a hacerlo. Eslovaquia cuenta con una amplia gama de universidades. La mayor universidad es la Universidad Comenius, creada en 1919. Aunque no es la primera universidad establecida en territorio eslovaco, es la más antigua que sigue funcionando. La mayoría de las universidades de Eslovaquia se financian con fondos públicos, a los que cualquiera puede acceder. Todos los ciudadanos tienen derecho a la educación gratuita en las escuelas públicas.
En Eslovaquia hay varias universidades financiadas con fondos privados, pero las universidades públicas obtienen sistemáticamente mejores resultados en la clasificación que sus homólogas privadas. Las universidades tienen diferentes criterios para aceptar a los estudiantes. Cualquiera puede solicitar plaza en cualquier universidad.

### Inmigración y emigración

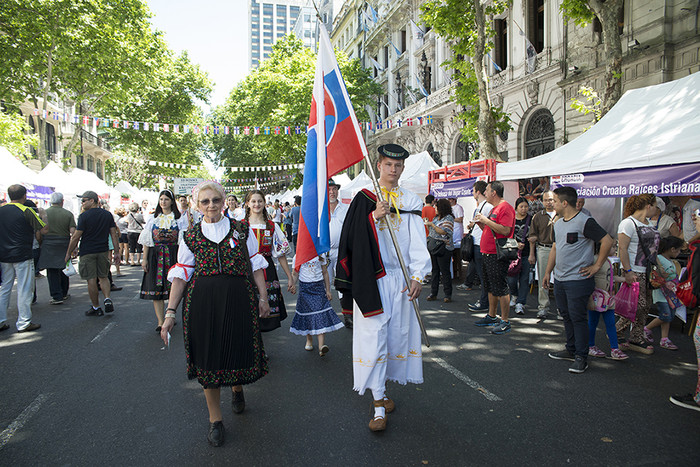
Diáspora Eslovaca en Argentina

Eslovaquia no es uno de los países tradicionales de destino de los inmigrantes y, según la Organización Internacional para las Migraciones (OIM), es un "país culturalmente homogéneo" que no se ha visto afectado por el espectacular aumento de la migración en el siglo XX. Hasta hace poco, Eslovaquia se veía afectada casi exclusivamente por la emigración, cuyos ciudadanos abandonaban el país por muy diversos motivos. A principios del siglo XX, el territorio de Eslovaquia era una de las zonas del mundo con mayor emigración. Antes de la Primera Guerra Mundial, unos 600.000 eslovacos emigraron solo a Estados Unidos, y en el periodo de entreguerras otros 200.000 habitantes abandonaron el país, principalmente por motivos económicos. Tras la llegada al poder de los comunistas en 1948, muchos habitantes emigraron principalmente por razones políticas. Se calcula que el número de emigrantes de toda Checoslovaquia fue de unos 440.000 entre 1948 y 1989. La emigración masiva tuvo muchas consecuencias negativas para el país: la disminución del número de jóvenes y, en algunos casos, la emigración de muchos residentes especialmente instruidos.
La adhesión de Eslovaquia a la Unión Europea y al espacio Schengen cambió esta situación. Desde entonces, el número de inmigrantes ilegales en particular ha disminuido, mientras que el de los inmigrantes legales se ha triplicado. Aunque Eslovaquia registró el segundo mayor aumento del número de extranjeros entre todos los Estados de la UE entre 2004 y 2008, la proporción de extranjeros en la población sigue siendo baja. En 2015, la proporción de extranjeros en el total de la población eslovaca era del 1,56%, la sexta más baja entre todos los países de la UE. De ellos, el 42% procede de los países vecinos de la República Checa, Hungría, Polonia, Austria y Ucrania. El siguiente grupo más numeroso de ciudadanos extranjeros en Eslovaquia son las personas con ciudadanía de Europa del Sureste y Rusia (20,5%). El 8 % de los extranjeros en Eslovaquia son de origen asiático. Del total de 58.321 solicitudes de asilo presentadas hasta 1993, se concedió asilo a 653 personas y a 672 se les concedió protección subsidiaria como otra forma de protección internacional. En 2015, se presentaron 330 solicitudes de asilo en Eslovaquia, de las cuales se concedió asilo a un total de 8 personas.

## Infraestructura

### Energía

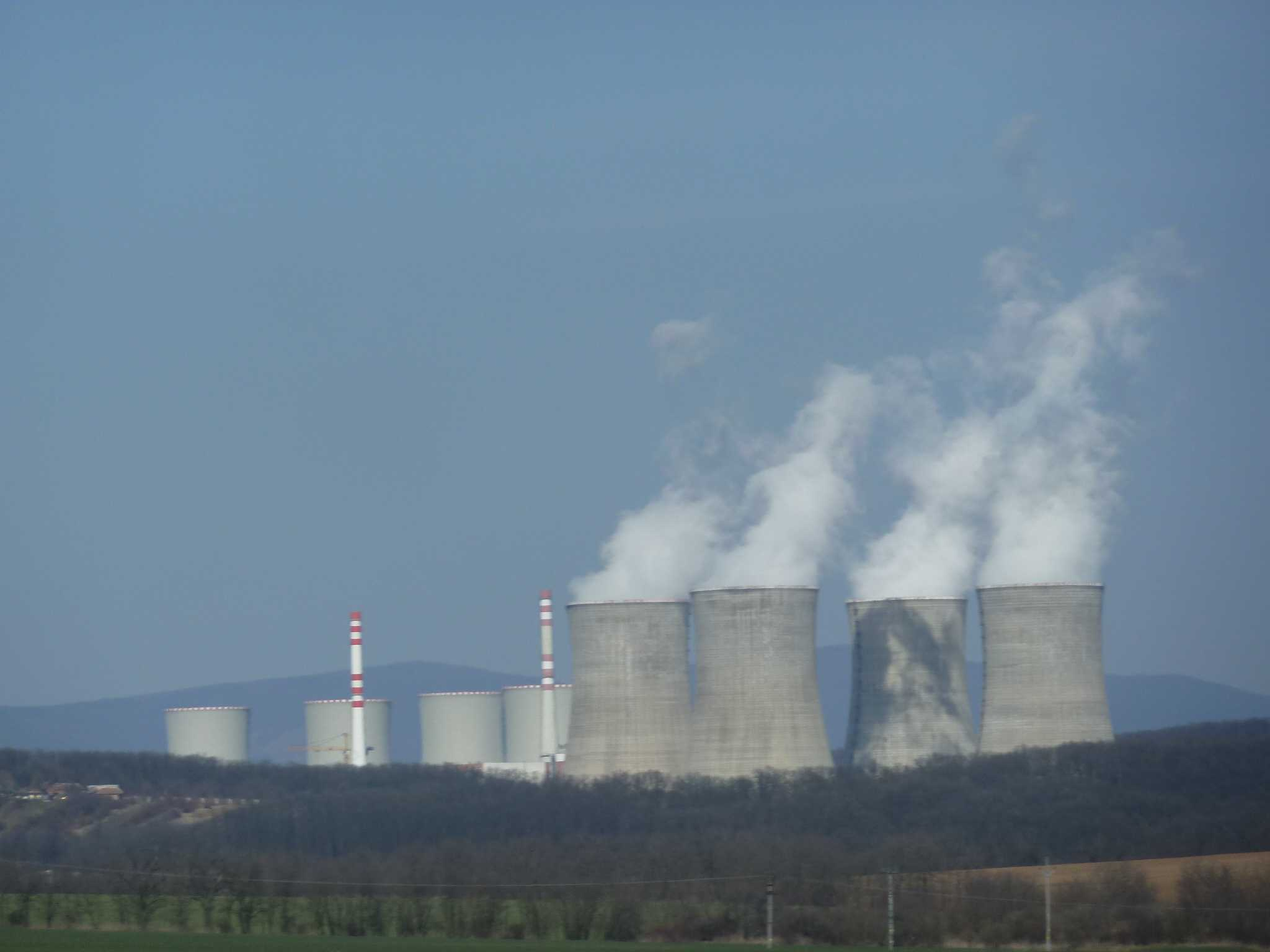
Central Nuclear de Mochovce

En 2012, Eslovaquia produjo un total de 28.393 GWh de electricidad, mientras que al mismo tiempo consumió 28.786 GWh. El nivel de consumo ligeramente superior a la capacidad de producción (- 393 GWh) hizo que el país no fuera autosuficiente en el abastecimiento de energía. Eslovaquia importó electricidad principalmente de la República Checa (9.961 GWh - 73,6% del total de las importaciones) y exportó principalmente a Hungría (10.231 GWh - 78,2% del total de las exportaciones).
La energía nuclear representa el 53,8% de la producción total de electricidad en Eslovaquia, seguida del 18,1% de energía térmica, el 15,1% de energía hidráulica, el 2% de energía solar, el 9,6% de otras fuentes y el 1,4% restante es importado.
Las dos centrales nucleares de Eslovaquia se encuentran en Jaslovské Bohunice y Mochovce, cada una de ellas con dos reactores en funcionamiento. Antes de la adhesión de Eslovaquia a la UE en 2004, el gobierno acordó apagar el bloque V1 de la central de Jaslovské Bohunice, incorporado en 1978. Tras desactivar el último de los dos reactores del bloque V1 en 2008, Eslovaquia dejó de ser autosuficiente en la producción de energía. Actualmente existe otro bloque (V2) con dos reactores activos en Jaslovské Bohunice. Su desmantelamiento está previsto para 2025. En la central de Mochovce se están construyendo dos nuevos reactores. La producción de energía nuclear en Eslovaquia llama ocasionalmente la atención de los activistas austriacos de la energía verde, que organizan protestas y bloquean las fronteras entre ambos países.

### Transporte
En el territorio eslovaco hay cuatro autopistas principales, de la D1 a la D4, y ocho vías rápidas, de la R1 a la R8. Muchas de ellas están aún en construcción.

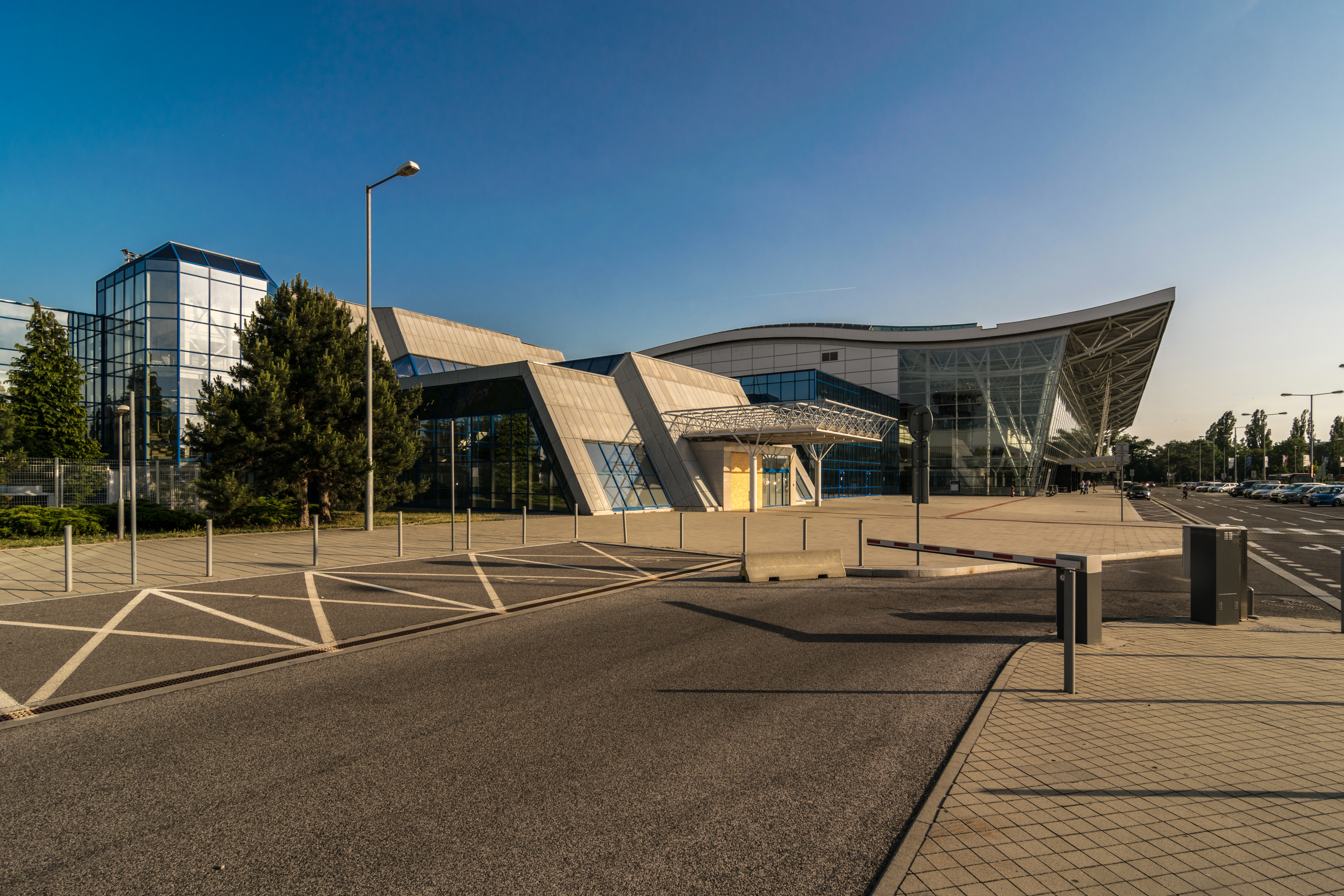
Aeropuerto Internacional de Bratislava

La autopista D1 conecta Bratislava la capital nacional con Trnava, Nitra, Trenčín, Žilina y más allá, mientras que la autopista D2 la conecta con Praga, Brno y Budapest en dirección norte-sur. Para 2020 se inauguró una gran parte de la autopista D4 (una circunvalación exterior), con el fin de aliviar la presión sobre la red de carreteras de Bratislava. La autopista A6 a Viena conecta Eslovaquia directamente con la red de autopistas austriaca y se inauguró el 19 de noviembre de 2007.
Eslovaquia cuenta con cuatro aeropuertos internacionales. El aeropuerto M. R. Štefánik de Bratislava es el principal y mayor aeropuerto internacional. Está situado a 9 kilómetros (5,6 millas) al noreste del centro de la ciudad. Presta servicio a vuelos civiles y gubernamentales, regulares y no regulares, nacionales e internacionales. Las pistas actuales admiten el aterrizaje de todos los tipos de aeronaves habituales en la actualidad. El aeropuerto ha disfrutado de un rápido crecimiento del tráfico de pasajeros en los últimos años; sirvió a 279.028 pasajeros en 2000 y a 2.292.712 en 2018.
El Aeropuerto Internacional de Košice es un aeropuerto que sirve a Košice. Es el segundo aeropuerto internacional más grande de Eslovaquia. El aeropuerto de Poprad-Tatry es el tercer aeropuerto más concurrido, el aeropuerto está situado a 5 km al oeste-noroeste de la ciudad de la estación de esquí de Poprad. Es un aeropuerto con una de las mayores elevaciones de Europa Central, con 718 m, lo que supone 150 m más que el aeropuerto de Innsbruck, en Austria. El aeropuerto de Sliač es el más pequeño de los aeropuertos internacionales y, en la actualidad, solo opera con vuelos chárter de verano a populares destinos turísticos marítimos.

#### Transporte fluvial
El transporte por agua en Eslovaquia se realiza en los ríos Danubio (172 km), Váh (78,8 km), Bodrog (7,8 km) y Topľa (20 km). El transporte fluvial es el modo de transporte más barato y ecológicamente ventajoso, el inconveniente es su lentitud y la dependencia del nivel de agua de los ríos. El transporte acuático de pasajeros se utiliza principalmente para el ocio y las excursiones, mientras que el transporte de mercancías es importante para el comercio exterior. Los puertos fluviales se encuentran en Bratislava y Komárno.
Otras zonas acuáticas se utilizan principalmente para la navegación recreativa y tecnológica. El proyecto de la vía navegable del Vážska, de importancia internacional, está parcialmente ejecutado y debería conectar el Danubio, a través del Váh, con los ríos Oder y Vístula.74 Hay unos 60 barcos con bandera eslovaca, ninguno de los cuales es propiedad de Eslovaquia.

#### Transporte ferroviario

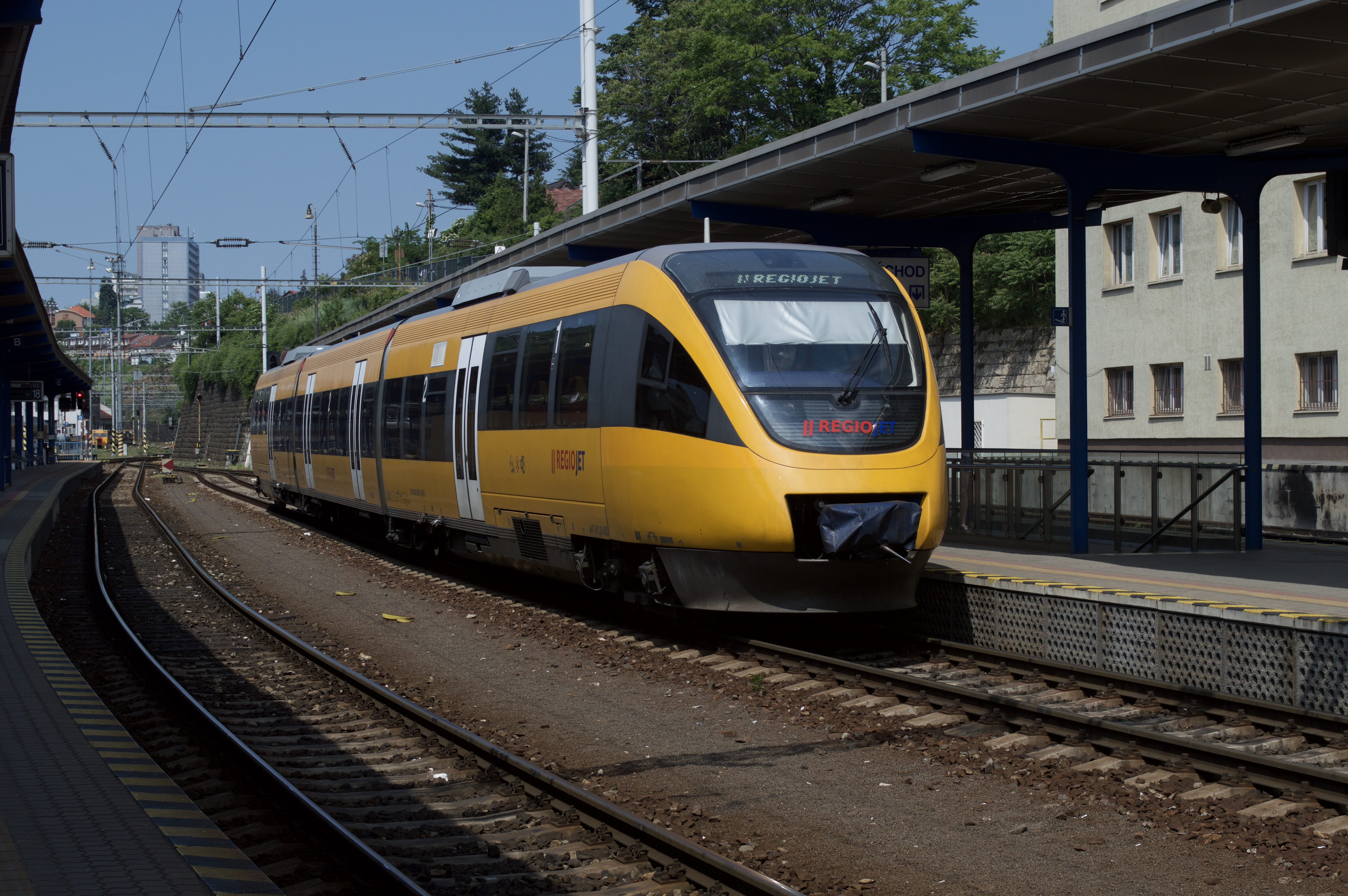
Tren de pasajeros en Eslovaquia

Los ferrocarriles también se enfrentan a un periodo de modernización radical. Su longitud, al igual que la de la red de carreteras, es superior a la media.  En el transporte ferroviario predomina el transporte de mercancías sobre el de pasajeros. En Eslovaquia, el transporte de pasajeros por ferrocarril corre a cargo de Železničná spoločnosť Slovensko (ZSSK) y de las compañías privadas RegioJet y Leo Expres. El ŽSR gestiona 3.690 kilómetros (2007)[73] de líneas de vía normal, ancha y estrecha. También gestionan 1.159 cruces señalizados, 8.773 agujas, 76 túneles con una longitud de 43,3 km, 2.283 puentes con una longitud de 46,7 km y 2.344 pasos a nivel. De acuerdo con la ley, ŽSR es el operador de los ferrocarriles en Eslovaquia.
Los nudos ferroviarios más importantes son Bratislava, Trnava, Galanta, Žilina, Vrútky, Košice, Zvolen, Leopoldov y Nové Zámky. El túnel ferroviario más largo de Eslovaquia y también de la antigua Checoslovaquia es el túnel Čremošniansky con una longitud de 4 697 m, que se encuentra en la línea ferroviaria n.º 170 Vrútky - Turčianske Teplice - Banská Bystrica - Zvolen de pasajeros.
El transporte ferroviario tiene una larga tradición en Eslovaquia. Entre los monumentos técnicos se encuentran el ferrocarril de Čiernohronská, en Čierny Balog, y el ferrocarril forestal de Kysucko-oravská, en Vychylovka, que estuvo en funcionamiento entre 1926 y 1971, y del que hoy una parte sirve de atracción turística. La ciudad de Čierna nad Tisou (estación fronteriza en la frontera con Ucrania, que sirve de punto de transbordo para los trenes de mercancías) tiene una posición especial en el transporte ferroviario. Las deficiencias del transporte ferroviario son su lentitud y su infraestructura anticuada.

## Telecomunicaciones

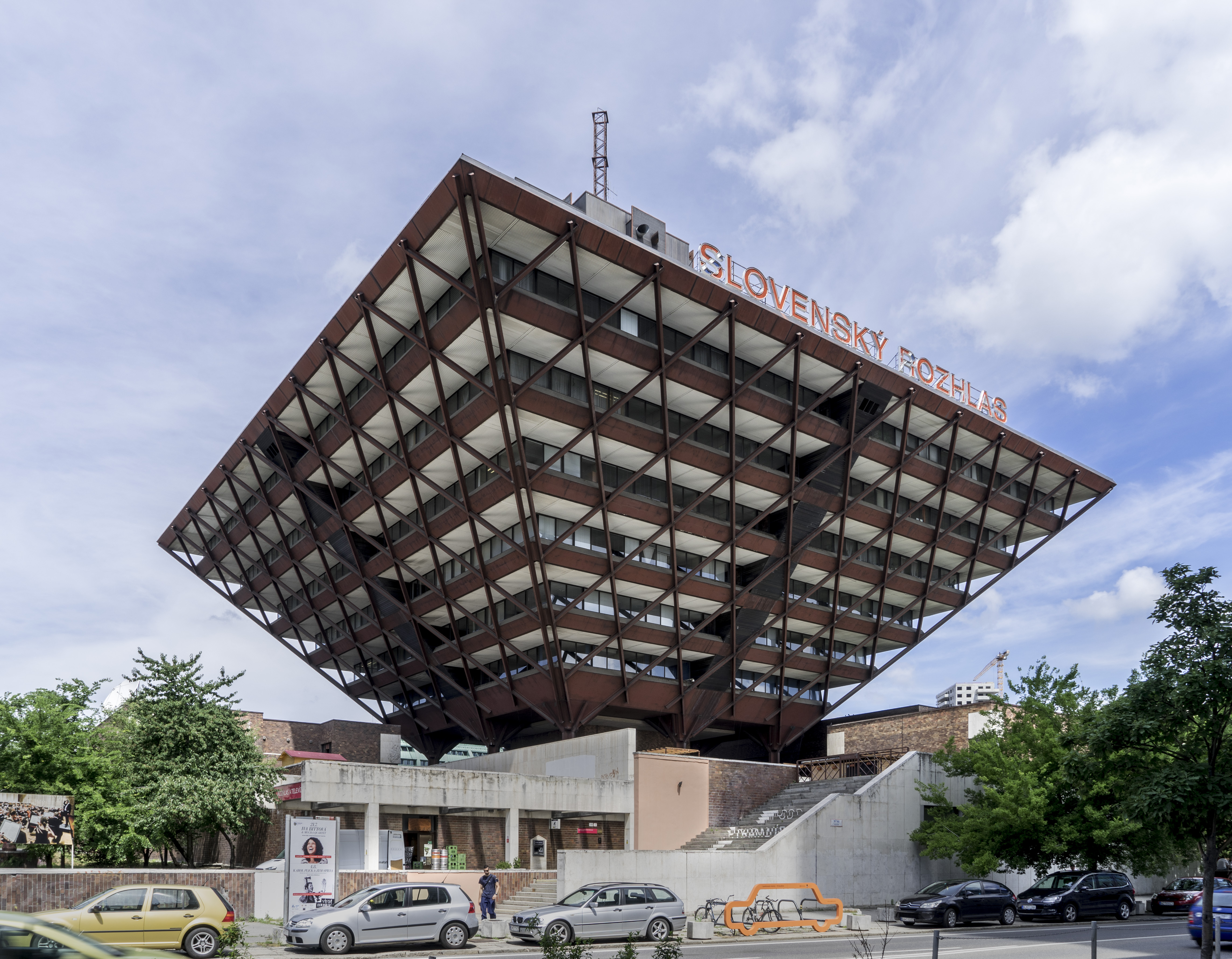
Pirámide invertida que funciona como sede de la Radio Pública Eslovaca (Sídlo Slovenského rozhlasu)

Desde el comienzo del nuevo milenio, las telecomunicaciones se han modernizado y desarrollado considerablemente, especialmente el uso de los teléfonos móviles o celulares. En 2009, había un total de 5,9 millones de teléfonos móviles en uso en el país, y más de 4 millones de personas utilizaban Internet. En general, la penetración de estos servicios es comparable a la de otros países de la región.
En Eslovaquia emiten unos 40 canales de televisión nacionales, regionales y locales, en su mayoría de propiedad privada. Bajo la bandera de Rozhlas a televízia Slovenska, creada en enero de 2011, se emiten tres canales de televisión nacionales. Tiene dos componentes organizativos, la Radio Eslovaca y la Televisión Eslovaca, que funcionaban de forma independiente antes de la creación de RTVS. Hay unos 20 programas de radio en Eslovaquia. A pesar de ello, el país sigue utilizando un sistema analógico y está pasando gradualmente a la radiodifusión digital. También se está introduciendo el uso de la fibra óptica.

### Radio
Las radios más escuchadas en Eslovaquia son (3.er Trimestre de 2017) Rádio Expres (19,25 %), Rádio Slovensko (SRo 1, 17,03 %), Fun rádio (11 %), Rádio Jemné (7,3 %), Evropa 2 (6, 86 %), Rádio Regina (SRo 4, 6,26 %), Rádio Vlna (5,34 %), Rádio Anténa Rock (2,97 %), Rádio FM (SRo 3, 2,56 %) y Rádio Lumen (2,5 %).
La Radio Pública Eslovaca lleva más de 85 años emitiendo y cuenta con 9 circuitos. Rádio Slovensko, Rádio Regina, Rádio Devín, Rádio FM, Rádio Patria y Radio Eslovaquia Internacional emiten por vía terrestre. Emite digitalmente a través de Internet y desde 2015 también en la red digital DAB+: Rádio Klasika, Rádio Litera y Rádio Júnior. La sede de la Radio Eslovaca está en la calle Mýtna de Bratislava.

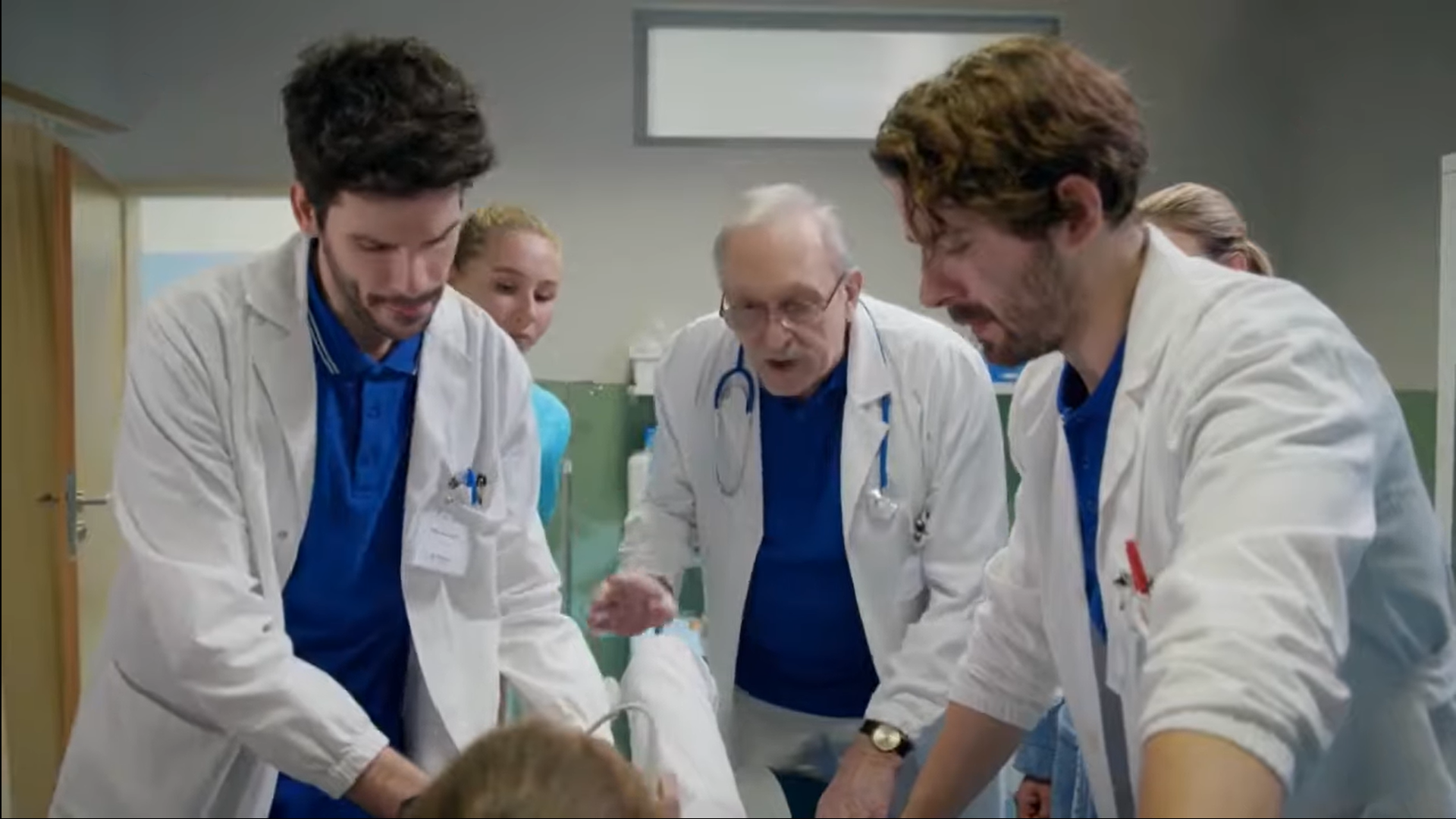
Nemocnica una serie de televisión dramática eslovaca del ámbito médico, que se emite en TV JOJ desde agosto de 2021.

### Televisión
Las emisiones de televisión cubren todo el territorio de Eslovaquia. Se trata de medios de comunicación públicos y privados con diferente alcance regional. Desde la desaparición de la Televisión Checo-Eslovaca, emite en Eslovaquia la STVR, que cuenta con cuatro canales, Jednotka, Dvojka, ŠPORT y :24. Desde 1956, Jednotka (hasta 2004 STV 1) emite una programación general, películas, series, programas y noticias. Dvojka (hasta 2004 STV 2) emite desde 1970 principalmente documentales eslovacos, deportes, programas infantiles y películas eslovacas y extranjeras no comerciales. :ŠPORT emite deportes desde 2021 y :24 emite noticias desde 2022. También existía otro canal, Trojka comenzó a emitir en 2008 como canal deportivo hasta 2011. Reanudó sus emisiones en 2019 y emitía películas y programas de su archivo, cesando emisiones en 2022.
En 1996, la televisión comercial Markíza, que es el canal de televisión más visto, también comenzó a emitir. Su director es Matthias Settele. Lanzó un segundo canal, Markíza Doma, para mujeres, un tercero, para hombres, llamado Markíza Dajto, un cuarto canal, Markíza Krimi, y un quinto canal, Markíza Klasik.
Global Television se convirtió en TV JOJ en 2002, que lanzó un segundo canal, JOJ Plus, y dos canales más, JOJ WAU y TV Senzi, en 2013. Posteriormente, se añadieron los canales infantiles Ťuki TV y TV RiK. Se lanzó JOJ FAMILY para la República Checa y el canal de estreno JOJ CINEMA para Eslovaquia. El director general es Marcel Grega.

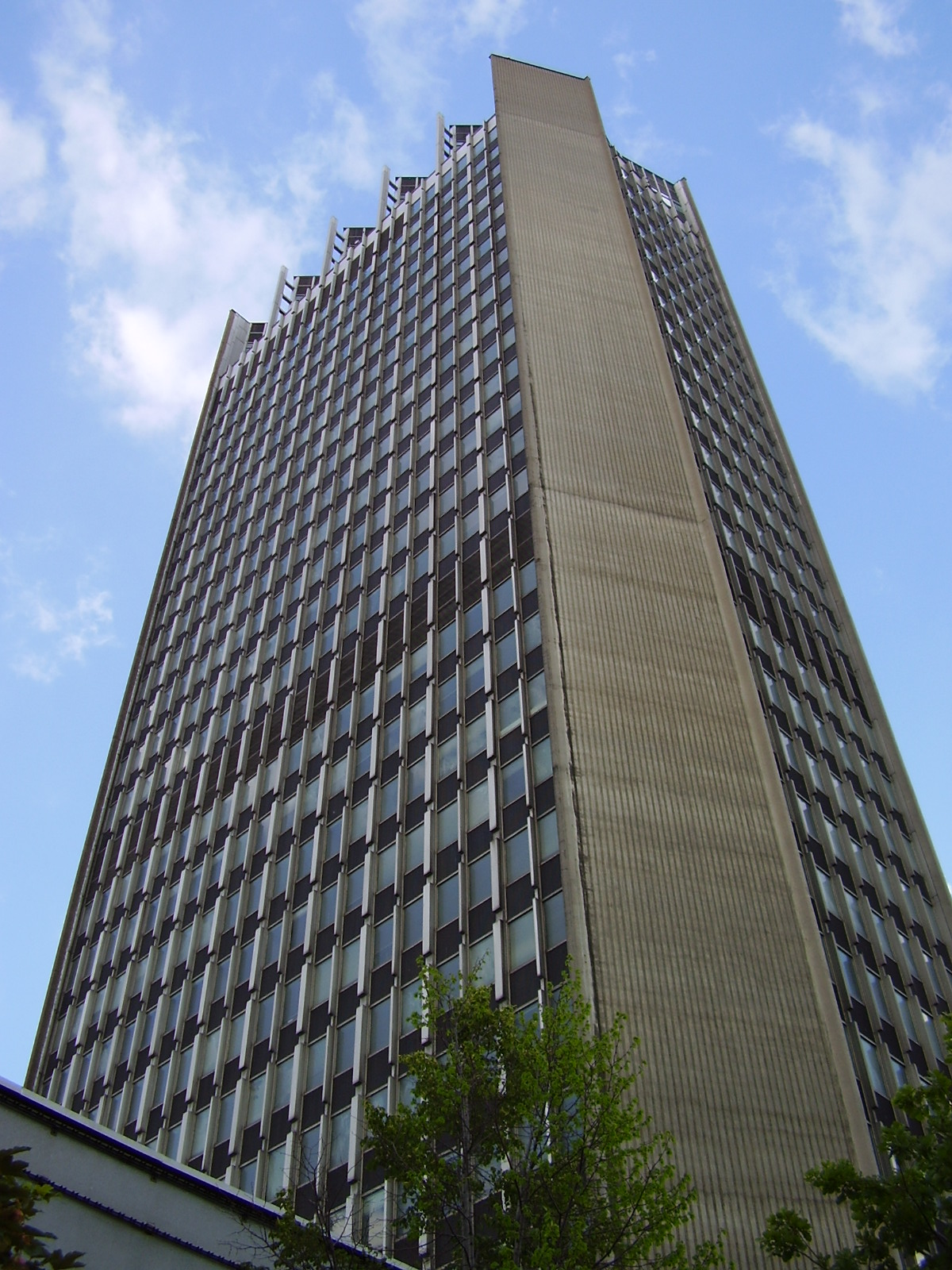
Torre de la STV (Televisión Eslovaca o Slovenskej televízie)

Además de estas emisoras terrestres, también están la televisión de noticias TA3, la monotemática TVA (noticias de negocios), Nautik TV (originalmente mundo submarino, ahora principalmente programas interactivos), Music Box (emisora de música), así como otras televisiones locales y de ámbito local en Eslovaquia. TV Markiza (19,5%), TV JOJ (16,2%), Jednotka (10,1%), TV Doma (4%), TV Dajto (3,1%), Plus (3%), TV WAU (2,8%), Dvojka (2,2%) y TA3 (1,6%).
La televisión es un importante fenómeno social en la Eslovaquia actual, es un medio de comunicación de masas, tiene una importancia estratégica para la economía y también es culturalmente formativa. Actúa directamente sobre los sentidos y éste es uno de los indicadores básicos de su función comunicativa. Ofrece a sus oyentes instrucción y entretenimiento, información, experiencia estética, educación y formación. El amplio abanico de actividades de la televisión conforma el estilo de vida general de los eslovacos. Los programas de televisión comenzaron a emitirse regularmente en Eslovaquia en 1953.

## Ciencia y tecnología
La Academia Eslovaca de Ciencias es la institución científica y de investigación más importante del país desde 1953. Los eslovacos han realizado notables contribuciones científicas y técnicas a lo largo de la historia. Actualmente, Eslovaquia está en proceso de negociación para convertirse en miembro de la Agencia Espacial Europea. El estatus de observador se concedió en 2010, cuando Eslovaquia firmó el Acuerdo General de Cooperación en el que se compartía información sobre los programas de educación en curso y se invitaba a Eslovaquia a diversas negociaciones de la ESA.
En 2015, Eslovaquia firmó el Acuerdo de Estado Cooperante Europeo, según el cual Eslovaquia se comprometió a financiar el programa de entrada denominado PECS (Plan para los Estados Cooperantes Europeos), que sirve de preparación para la adhesión plena. Las organizaciones eslovacas de investigación y desarrollo pueden solicitar la financiación de proyectos relacionados con el avance de las tecnologías espaciales. Se espera que Eslovaquia sea miembro de pleno derecho de la ESA en 2020, tras la firma del Convenio de la ESA. Eslovaquia estará obligada a establecer un presupuesto estatal que incluya la financiación de la ESA. Eslovaquia ocupó el puesto 33 en el Índice Global de Innovación, a cargo de la Organización Mundial de la Propiedad Intelectual, en 2021;mientras que en 2023, ocupó el lugar 45 y el 46 en 2024.

## Cultura

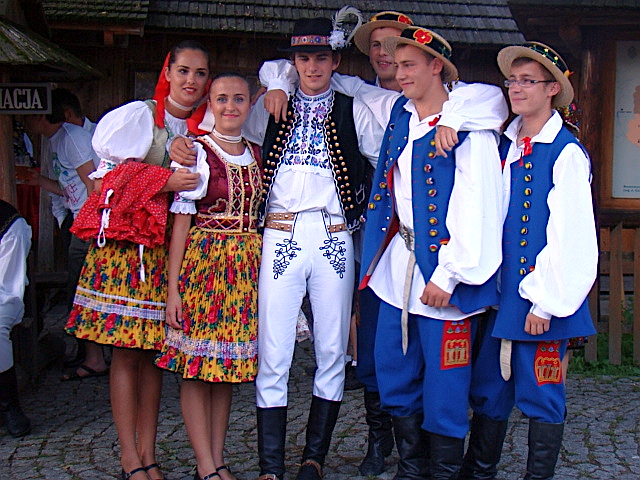
Eslovacos con trajes tradicionales

Una curiosidad turística rara e interesante en Eslovaquia oriental es la gran cantidad de iglesias en las zonas rurales construidas de madera, que poseen algunas similitudes con las stavkirke de Noruega.

### Folclore
La tradición folclórica está muy arraigada en Eslovaquia y se refleja en la literatura, la música, la danza y la arquitectura. El principal ejemplo es el himno nacional eslovaco, "Nad Tatrou sa blýska", que se basa en una melodía de la canción folclórica "Kopala studienku".
La manifestación de la cultura folclórica eslovaca es el Festival de Folclore "Východná". Se trata del mayor y más antiguo festival nacional con participación internacional, que se celebra anualmente en Východná. Eslovaquia suele estar representada por muchos grupos, pero principalmente por el SĽUK (Slovenský ľudový umelecký kolektív-Colectivo de arte popular eslovaco). El SĽUK es el mayor grupo de arte folclórico eslovaco, que trata de preservar la tradición folclórica.
Un ejemplo de la arquitectura folclórica de madera en Eslovaquia puede verse en el bien conservado pueblo de Vlkolínec, que es Patrimonio de la Humanidad de la UNESCO desde 1993. La región de Prešov conserva las iglesias folclóricas de madera más notables del mundo. La mayoría de ellas están protegidas por la legislación eslovaca como patrimonio cultural, pero algunas de ellas también figuran en la lista de la UNESCO, en Bodružal, Hervartov, Ladomirová y Ruská Bystrá.

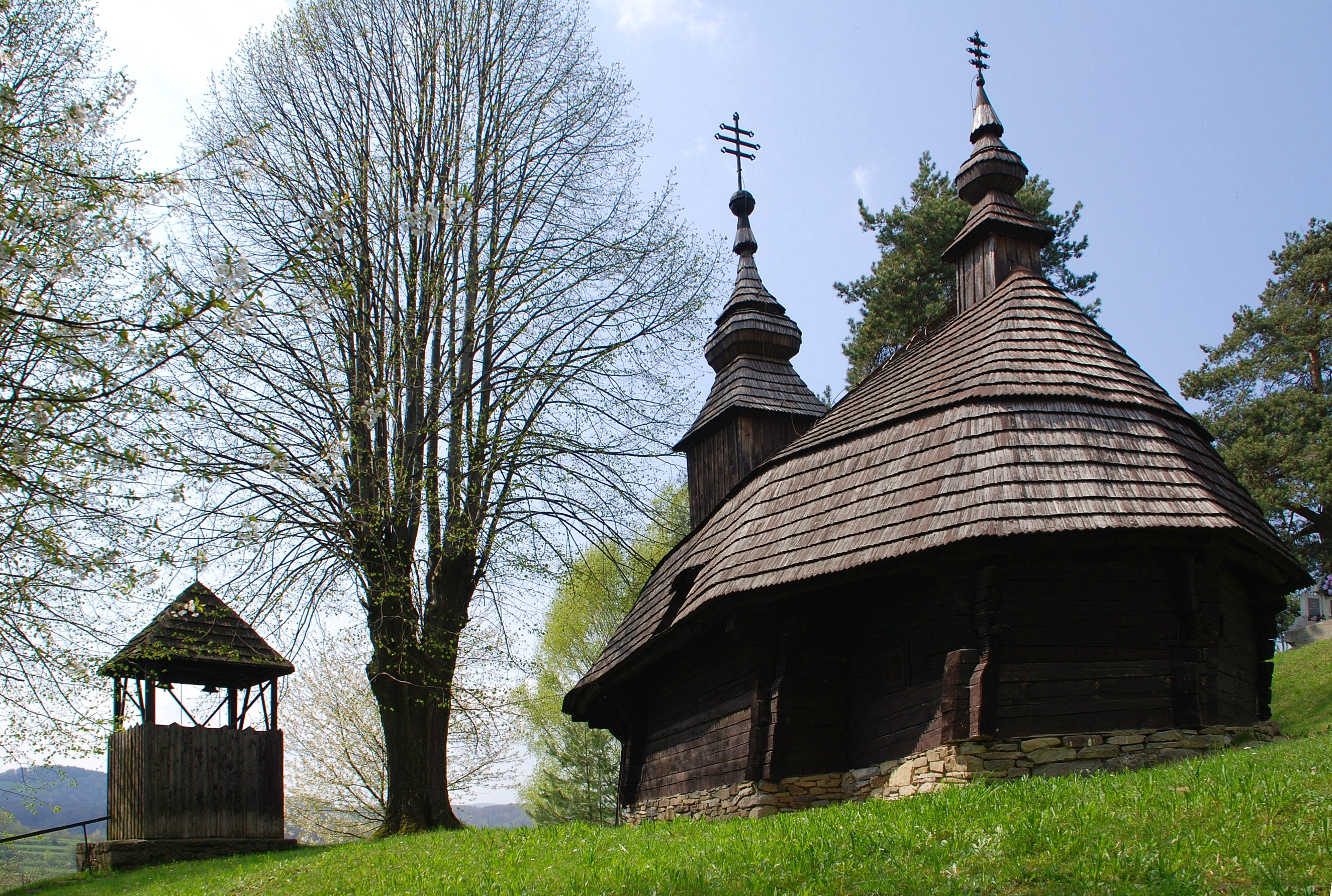
Iglesia católica de Madera de San Miguel Arcángel en Inovce

El héroe eslovaco más conocido, presente en muchas mitologías populares, es Juraj Jánošík (1688-1713) (el equivalente eslovaco de Robin Hood). La leyenda dice que quitaba a los ricos y daba a los pobres. La vida de Jánošík fue representada en una lista de obras literarias y muchas películas a lo largo del siglo XX. Una de las más populares es la película Jánošík, dirigida por Martin Frič en 1935.

### Arquitectura
La mayoría de los edificios en Eslovaquia se construyeron con una variedad de materiales de construcción con una arquitectura distintiva. En las zonas más montañosas de Eslovaquia solía ser madera, que aún hoy abunda. La arquitectura de madera (casas de madera) se construye como una cabaña de madera, mediante la colocación de vigas individuales alrededor del perímetro. Los tejados estaban cubiertos con tejas de madera y frontones decorados. También se utilizaba arcilla sin cocer con paja para construir viviendas más sencillas. Este tipo de edificios eran típicos sobre todo en las zonas del sur de Eslovaquia, Záhorie y Považie. Los edificios de arcilla se construían mediante la tecnología de "carga", en la que la arcilla fresca se apisonaba y se cargaba con estacas entre el encofrado de tablas para formar los muros perimetrales y transversales de la casa.
La arquitectura típica de cada región se conserva en las reservas de arquitectura popular. Las más conocidas son Veľké Leváre, Brhlovce, Sebechleby, Čičmany, Špania Dolina, Vlkolínec, Podbiel y Ždiar. Un ejemplo de la conservación no solo de los monumentos arquitectónicos, sino también de las posibilidades de la economía de sus antepasados, son los museos al aire libre y los museos de la naturaleza. 

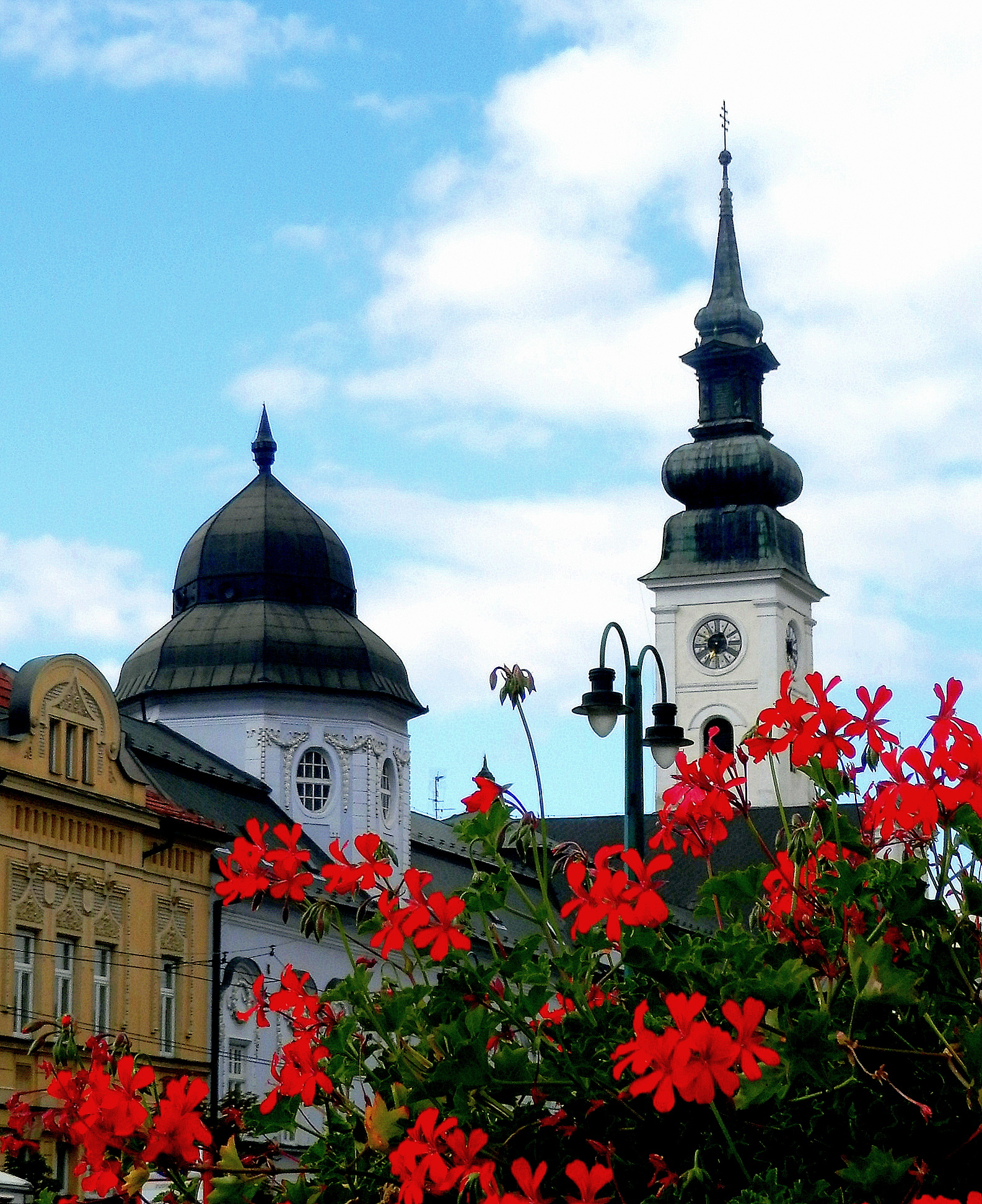
Palacio del Obispo en Prešov.

En la actualidad existen 10 museos al aire libre en Eslovaquia, que presentan los monumentos de la cultura popular de la construcción, la vida del pueblo y, por último, los monumentos técnicos que se utilizaban en el pasado. Están situados en diversas partes del territorio eslovaco: el Museo del Pueblo Eslovaco en Martin en la región de Turiec, Vychylovka en la región de Kysuce, Zuberec en la región de Orava, Pribylina en la región de Liptov, Svidník en la región de Šariš, Humenné en la región de Zemplín, Nitra en la región del Danubio, etc.
También hay muchos castillos, palacios, iglesias, casas señoriales y otros monumentos culturales en Eslovaquia. Según algunas fuentes, el país tiene la mayor concentración de castillos per cápita de la región. En su construcción se utilizó piedra más duradera. También son interesantes las reservas de monumentos urbanos, que se encuentran en la mayoría de nuestras ciudades históricas: Bratislava, Banská Štiavnica, Košice, Bardejov, Levoča, Banská Bystrica, etc. Una parte inseparable de la arquitectura eslovaca son las iglesias de madera, que se construyeron en la zona desde la segunda mitad del siglo XV. Son una imagen de la percepción de la vida religiosa y la práctica de la fe de la gente del pueblo. En la actualidad, hay unas 40 iglesias de madera en Eslovaquia. No todas son accesibles y algunas forman parte de museos al aire libre.

### Música y danza
La música popular comenzó a sustituir la música folclórica a partir de la década de 1950, cuando Eslovaquia era parte de Checoslovaquia; jazz americano, R&B y rock and roll eran populares, además de vals, polcas, y czardas, entre otras formas folclóricas. A finales de los años 1950, las radios eran comunes artículos del hogar, aunque solo las estaciones de Estado eran legales. La música eslovaca popular que comenzó como una mezcla de bossa nova, cool jazz, y rock.

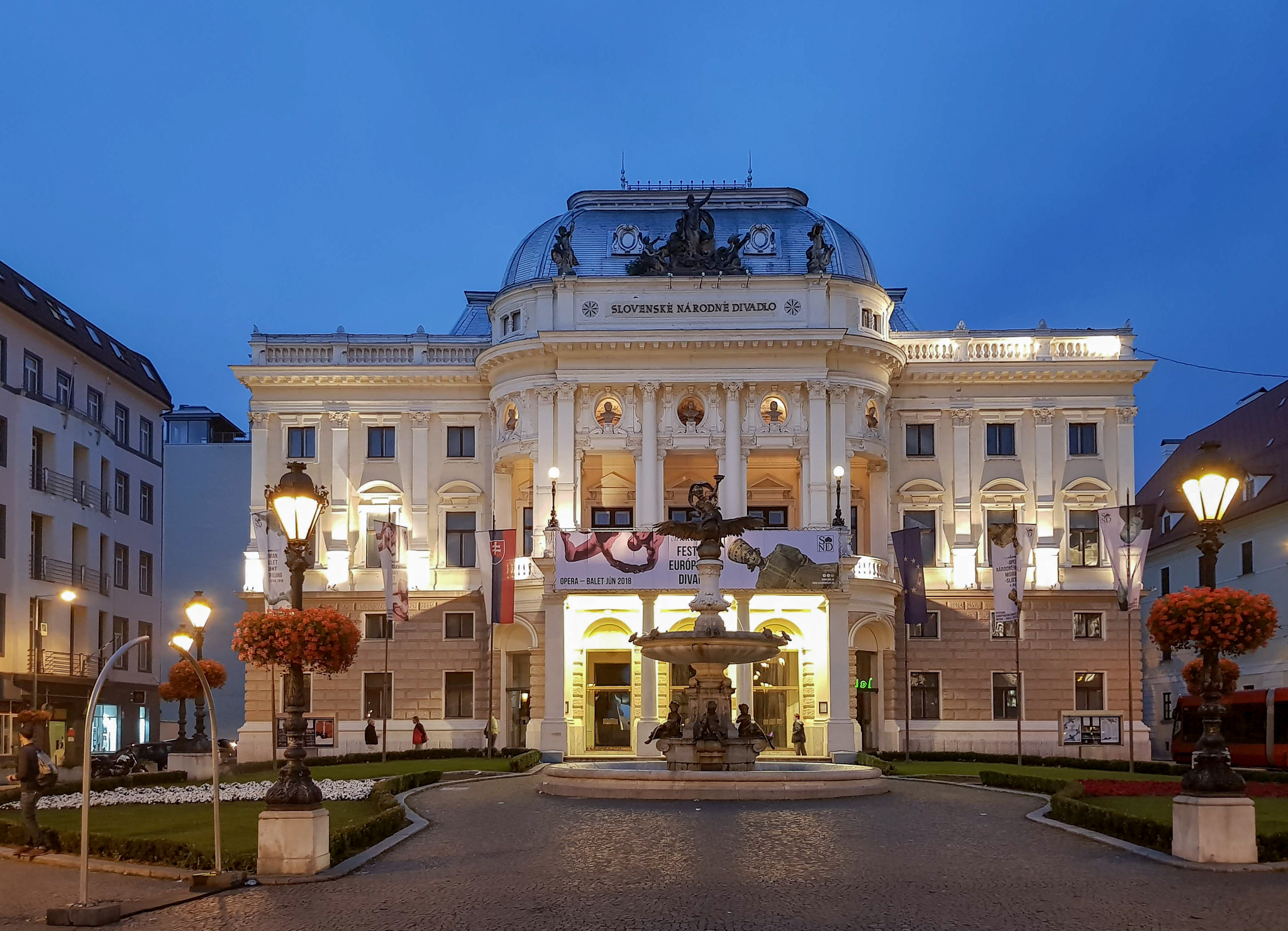
Edificio histórico del Teatro Nacional Eslovaco

Después de la Revolución de Terciopelo y la declaración del Estado eslovaco, en gran medida la música nacional, diversificada como la libertad de empresa, permite una gran expansión en el número de bandas y géneros representados en el mercado eslovaco.
El desarrollo de la música eslovaca es un proceso milenario, directamente relacionado con los acontecimientos históricos de Eslovaquia y su desarrollo cultural y social. Las expresiones artísticas más antiguas son las canciones populares, que forman parte del folclore ceremonial. Se trata de diversas viñetas, villancicos y pascuas, celebraciones de carnaval, conjuros, canciones, etc. Los antepasados eslovacos hacían más agradable su difícil vida cantando y bailando. En el folclore eslovaco se habla de varios estilos de canciones populares. Los cantos de la llamada cultura antigua están muy extendidos, incluidos los cantos rituales (cantos de boda, placas, etc.), los cantos de la cultura campesina y pastoril (por ejemplo, cantos de césped, cantos de cosecha). La nueva cultura de la canción está representada principalmente por canciones de temática amorosa y militar. Un elemento típico de las tradiciones musicales son los cantos masculinos a varias voces, únicos en Eslovaquia. Los instrumentos musicales más interesantes de los eslovacos son el fujara, el ozembuch o el gajdy.
Los orígenes de la música moderna eslovaca se remontan al periodo de posguerra de Checoslovaquia (1918). Los artistas musicales se enfrentaron a una difícil tarea, cuyo objetivo era superar el tradicional atraso del país en materia de arte musical. Para crear una música moderna nacional, los eslovacos se propusieron profesionalizar la vida musical. Se crearon escuelas de música, conservatorios y óperas.

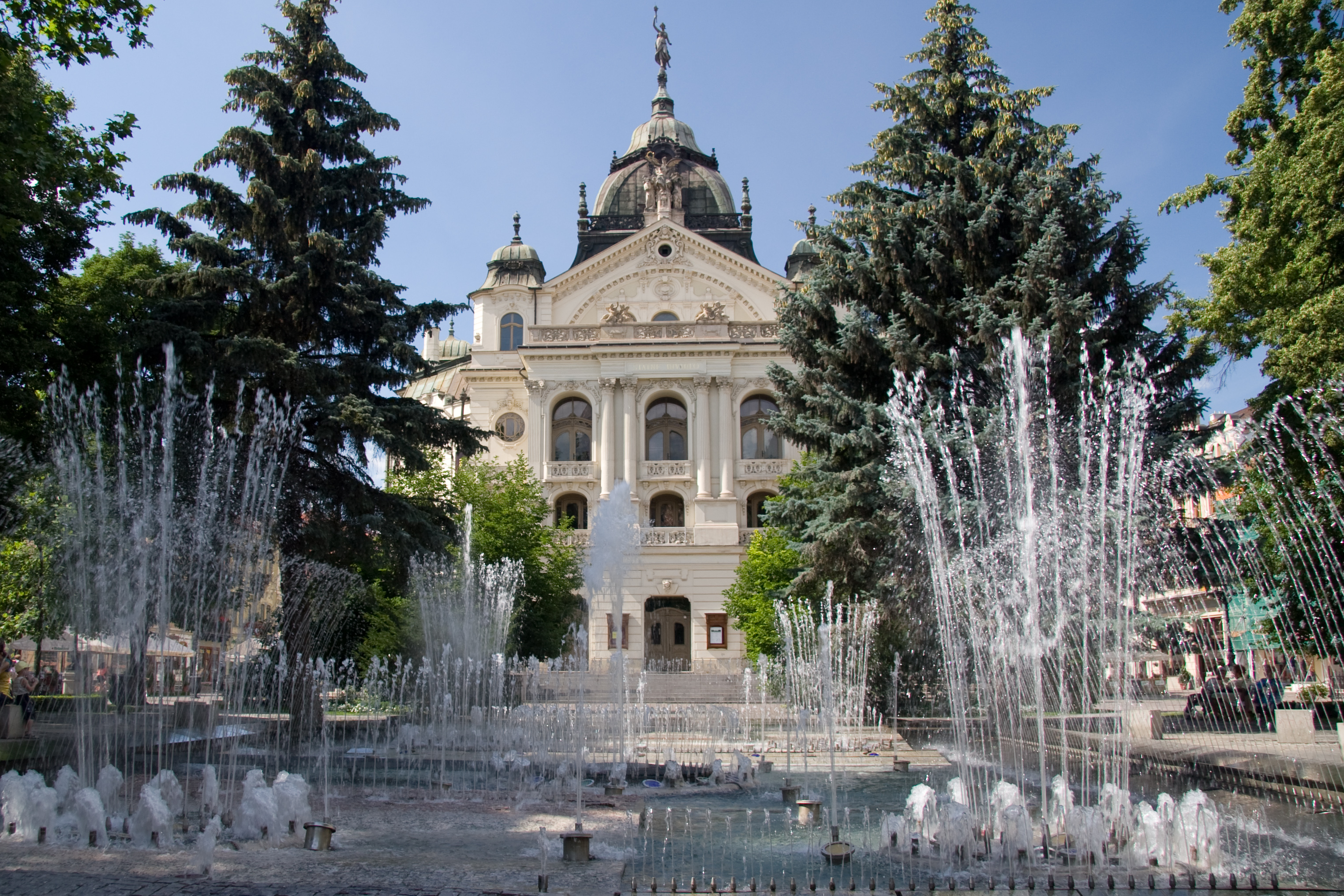
Teatro Estatal de Košice

El compositor eslovaco Mikuláš Schneider-Trnavský contribuyó a la fundación de la Academia de Música y Teatro de Bratislava. Poco a poco, el estilo musical pasó de ser melódico-armónico a sonoro, rico en sonidos. El primer representante del modernismo musical eslovaco fue Alexander Moyzes, cuyos contemporáneos más jóvenes fueron Eugen Suchoň y Ján Cikker. Entre los pioneros de la música popular eslovaca se encuentran Gejza Dusík y František Krištof Veselý. Los cantantes de ópera Edita Gruberová, Lucia Poppová, Gabriela Beňačková y Peter Dvorský también dejaron su huella.
Hana Hegerová se convirtió en la reina de la canción checo-eslovaca. En los años 80, llegó una fuerte oleada de música pop eslovaca: Karol Duchoň, Marika Gombitová, Miroslav Žbirka, Peter Nagy, Richard Müller, Pavol Hammel, los grupos Elán (Vašo Patejdl, Jožo Ráž), Team (Pavol Habera) y Tublatanka. Tras la disolución de la federación, también aparecieron nuevas estrellas, como las cantantes Katarína Knechtová, Kristína, Zuzana Smatanová, Jana Kirschner, Nela Pocisková, Mária Čírová, Sima Martausová, el cantante Peter Cmorík, Marián Čekovský o los grupos IMT Smile, No Name, Hex y Desmod.
La gran variedad de música también está relacionada con la gran variedad de bailes. En el pasado, la danza formaba parte de las ceremonias religiosas, pero también era un medio de entretenimiento. En cada pueblo había aproximadamente dos o tres fiestas de baile durante el año (las llamadas "muzikas"). La danza se caracteriza por la alternancia de tiempos rápidos y lentos. Entre las danzas folclóricas más conocidas se encuentran el verbunk, el odzemok, la danza del palo, la danza del sombrero, las danzas consuetudinarias (por ejemplo, con guadaña, o vienok, grošové, etc.). Las danzas dupava son únicas: las mujeres suelen bailar en círculo, mientras que los hombres se caracterizan por la danza shora en dos filas enfrentadas.

### Gastronomía

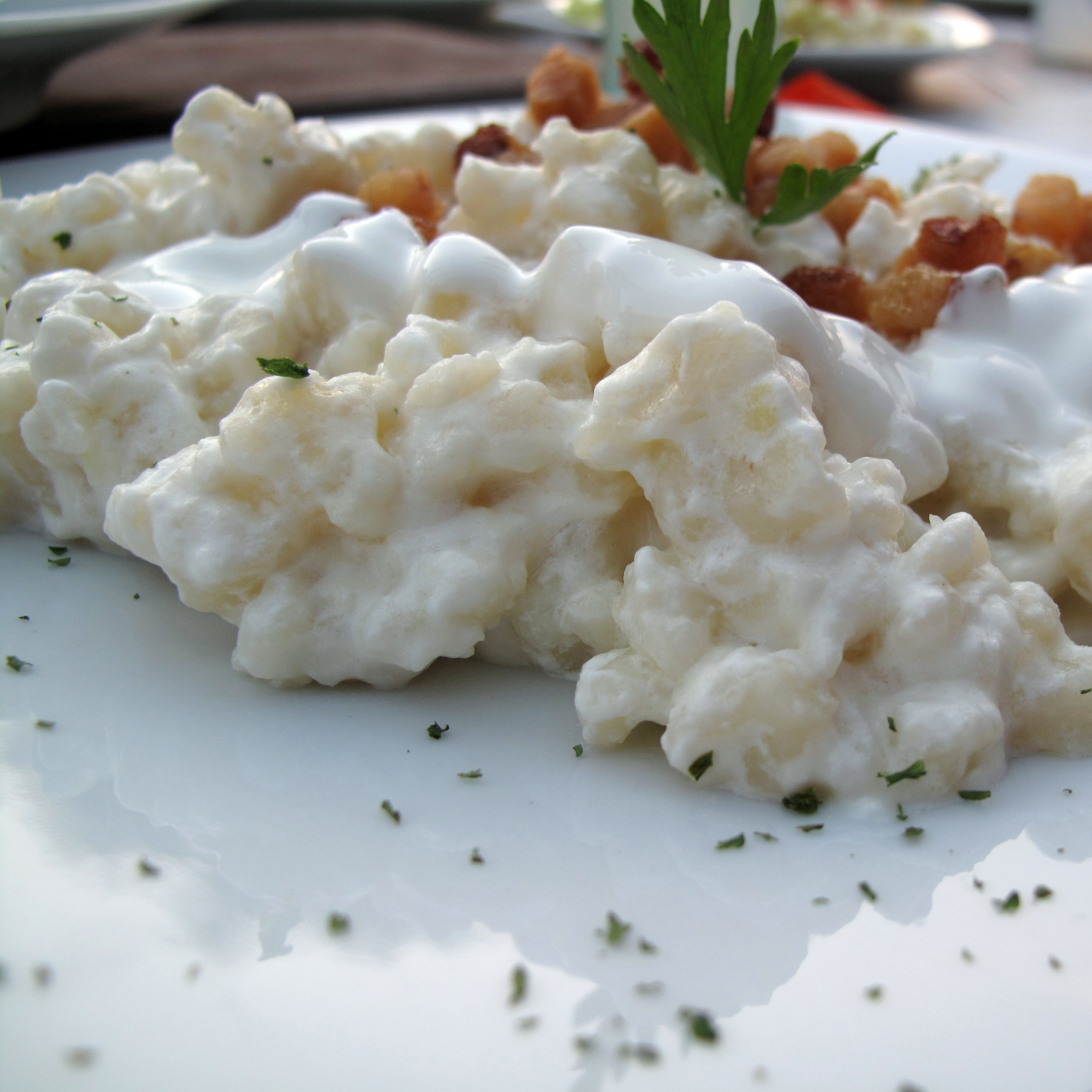
Bryndzové halušky, plato nacional eslovaco.

La gastronomía eslovaca está basada principalmente en carnes, harina, papa, col y productos lácteos.
Las aves, la ternera y, muy por encima de ambas, el cerdo, son las carnes más consumidas. De entre todas las aves, el pollo es la más común, aunque el pato, el ganso y el pavo son también populares. Una salchicha llamada jaternice, hecha con sangre de cerdo y casi cualquier otra parte del animal, es también popular. Las carnes de caza, particularmente el jabalí, el conejo y el venado están también disponibles según la época del año. El consumo de carne de caballo está en general mal visto.
El vino es común por todo el país. Los vinos eslovacos se producen principalmente en las áreas del sur a lo largo del Danubio y sus afluentes; la mitad norte del país es demasiado fría y montañosa para el cultivo de viñas. Tradicionalmente, el vino blanco era más popular que el tinto o rosado (salvo en algunas regiones) y el dulce más que el seco, pero ambas tendencias parecen estar cambiando. La cerveza (en eslovaco Pivo) es también muy popular.
La cocina eslovaca proviene de una región con condiciones climatológicas severas donde por lo menos tres meses del año reina un intenso frío; esta es una de las razones de la preponderancia de la carne ahumada, patatas, col agria (fermentada), productos lácteos y harinas, productos que pueden fácilmente perdurar o producirse todo el año sin importar el frío o las nevadas. De la misma manera, los antiguos eslovacos cosechaban la col durante el otoño, la rebanaban, la mezclaban con especias y hacían col agria, una poderosa fuente de vitamina C. La papa cosechada en octubre servía de alimento básico durante el invierno al igual que la leche de vaca fresca o agria. De pescado se consumía sobre todo la carpa.

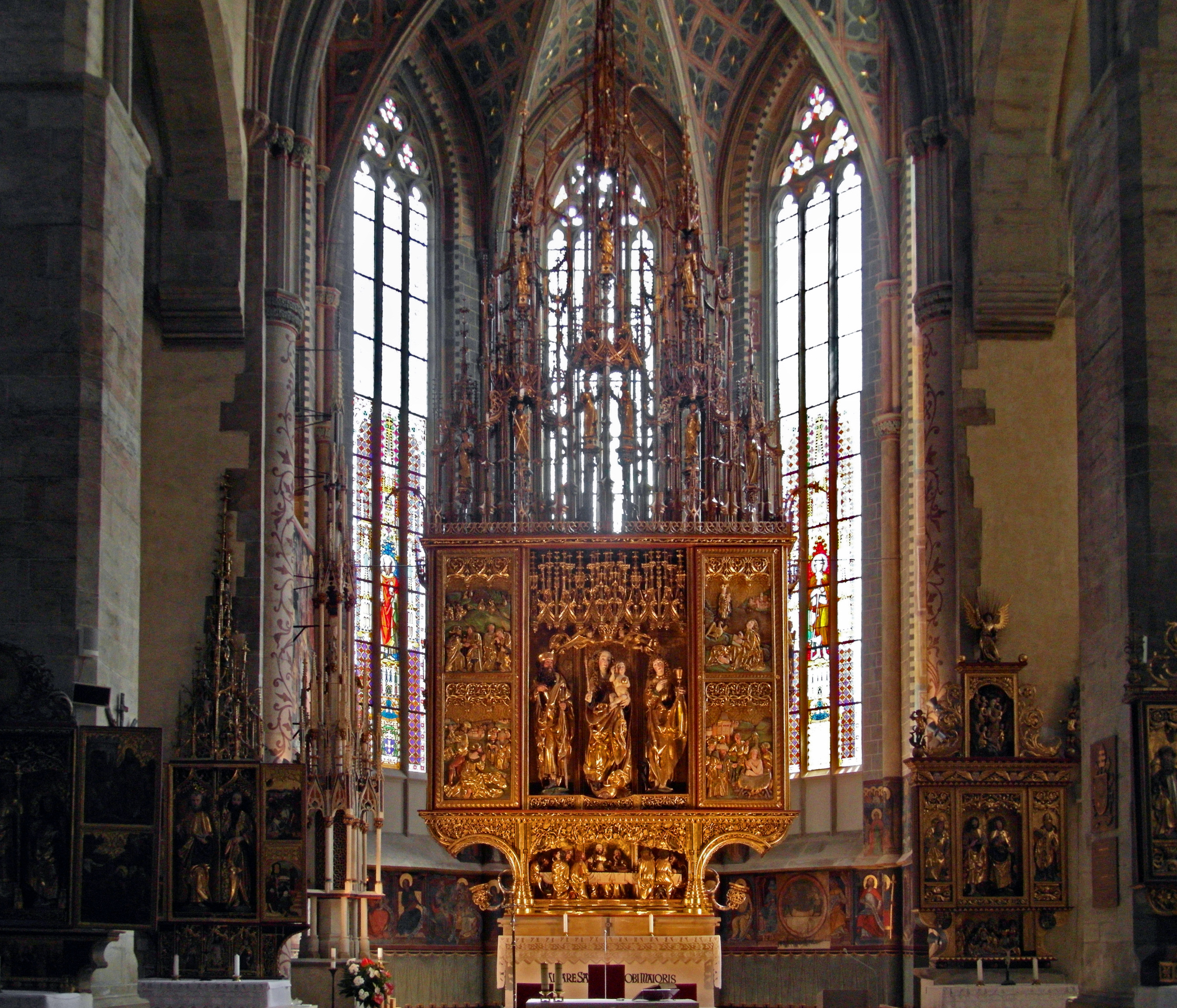
Altar principal de la Basílica de Santiago, realizado por Pablo de Levoča en 1517. Es el altar de madera más alto del mundo.

### Arte
Las artes visuales en Eslovaquia están representadas por la pintura, el dibujo, el grabado, la ilustración, la artesanía, la escultura, la fotografía o el arte conceptual. La Galería Nacional Eslovaca, fundada en 1948, es la mayor red de galerías de Eslovaquia. En Bratislava hay dos exposiciones situadas en el Palacio Esterházy (Esterházyho palác) y en el Cuartel del Agua (Vodné kasárne), adyacentes entre sí. Se encuentran en la ribera del Danubio, en el casco antiguo.
La Galería de la Ciudad de Bratislava, fundada en 1961, es la segunda mayor galería eslovaca de este tipo. Almacena unas 35.000 piezas de arte internacional eslovaco y ofrece exposiciones permanentes en el Palacio Pálffy y el Palacio Mirbach, situados en el casco antiguo. El Museo de Arte Danubiana, uno de los museos de arte más jóvenes de Europa, está situado cerca de la fábrica de agua de Čunovo (parte de la fábrica de agua de Gabčíkovo). Otras galerías importantes son: Museo de Arte Moderno Andy Warhol (los padres de Warhol eran de Miková), Galería de Eslovaquia Oriental, Galería de Arte Ernest Zmeták, Castillo de Zvolen.

### Literatura
Entre los temas cristianos destacan el poema Proglas como prólogo a los cuatro Evangelios, traducciones parciales de la Biblia al eslavo eclesiástico antiguo, Zakon sudnyj ljudem.

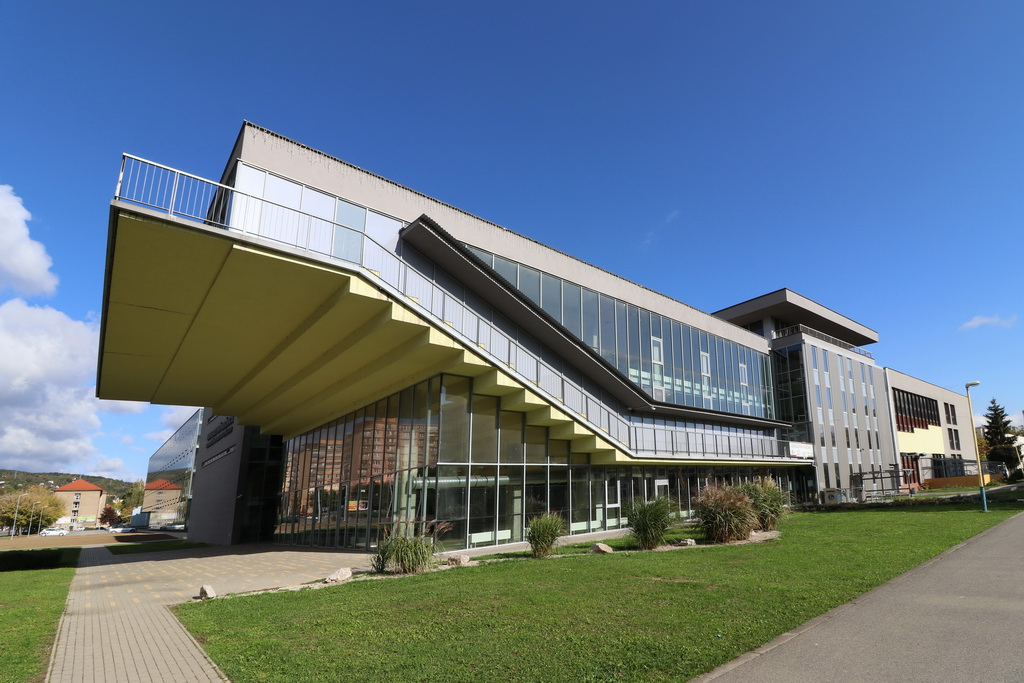
Biblioteca Técnica Universitaria de Košice

La literatura medieval, en el periodo comprendido entre los siglos XI y XV, se escribió en latín, checo y checo eslovaco. La lírica (oraciones, canciones y fórmulas) seguía controlada por la Iglesia, mientras que la épica se concentraba en las leyendas. Entre los autores de esta época se encuentran Johannes de Thurocz, autor de la Chronica Hungarorum, y Maurus, ambos húngaros. También surgió la literatura mundana y se escribieron crónicas en este periodo.
Dos personas importantes codificaron el eslovaco. El primero fue Anton Bernolák, cuya concepción se basó en el dialecto eslovaco occidental en 1787. Fue la codificación de la primera lengua literaria de los eslovacos. El segundo fue Ľudovít Štúr, cuya formación del eslovaco tomó principios del dialecto eslovaco central en 1843.
Eslovaquia también es conocida por sus polifacéticos, entre los que se encuentran Pavol Jozef Šafárik, Matej Bel, Ján Kollár, y sus revolucionarios y reformistas políticos, como Milan Rastislav Štefánik y Alexander Dubček.

## Deporte
El triple campeón del mundo de ciclismo Peter Sagan, es eslovaco.

### Fútbol

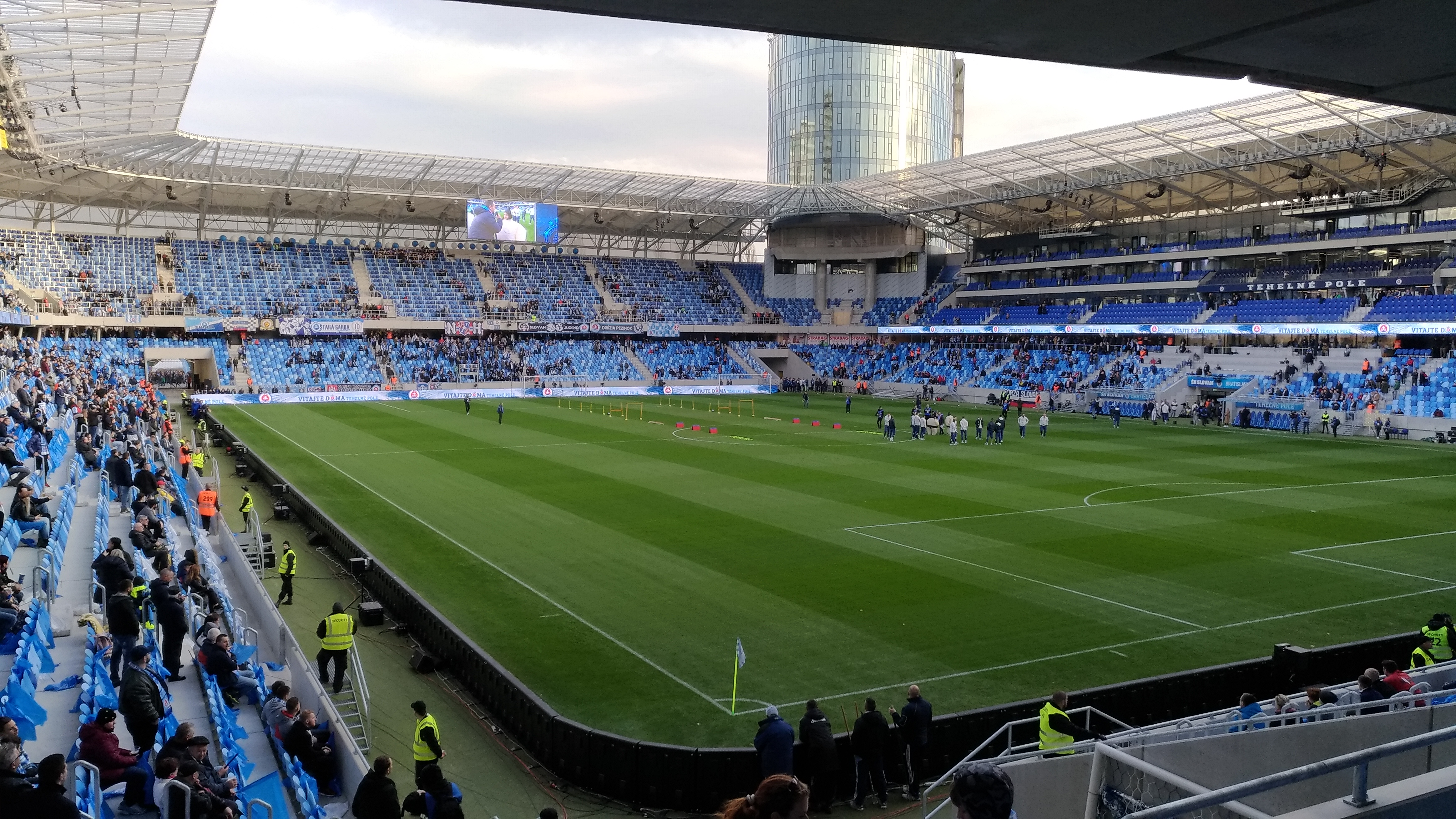
Estadio Tehelne pole, una de las sedes de la Selección de fútbol de Eslovaquia

El fútbol es el deporte más popular en Eslovaquia, con más de 400.000 jugadores registrados. La Selección de fútbol de Eslovaquia es controlada por la Asociación Eslovaca de Fútbol y adscrita a la UEFA y a la FIFA. Esta selección se clasificó para su primer y hasta el momento, único mundial: El Mundial 2010. Y por si eso fuera poco, Eslovaquia consiguió un histórico pase a los octavos de final, tras ganarle 3-2 a Italia, que en ese momento era el campeón vigente del Mundial. Sin embargo, en esa instancia, perdió 2-1 ante Países Bajos, cerrando así un buen debut en la Copa del Mundo.
Dentro del país, existe la Superliga de Eslovaquia, que fue fundada en 1993 tras la independencia, y el equipo más laureado es el Slovan Bratislava con 11 títulos, seguido del Žilina con 7 conquistas. En 2016, la selección nacional de fútbol de Eslovaquia se clasificó para la Eurocopa 2016, bajo la dirección de Ján Kozák. Esto ayudó al equipo a alcanzar su mejor posición de la historia, el puesto 14 en la clasificación mundial de la FIFA.
En las competiciones de clubes, solo tres equipos se han clasificado para la fase de grupos de la Liga de Campeones de la UEFA, a saber, el MFK Košice en 1997-98, el FC Artmedia Bratislava en la temporada 2005-06 y el MŠK Žilina en 2010-11. El FC Artmedia Bratislava ha sido el equipo más exitoso, al terminar tercero en la fase de grupos de la Copa de la UEFA, clasificándose así para la fase eliminatoria. Sigue siendo el único club eslovaco que ha ganado un partido en la fase de grupos.

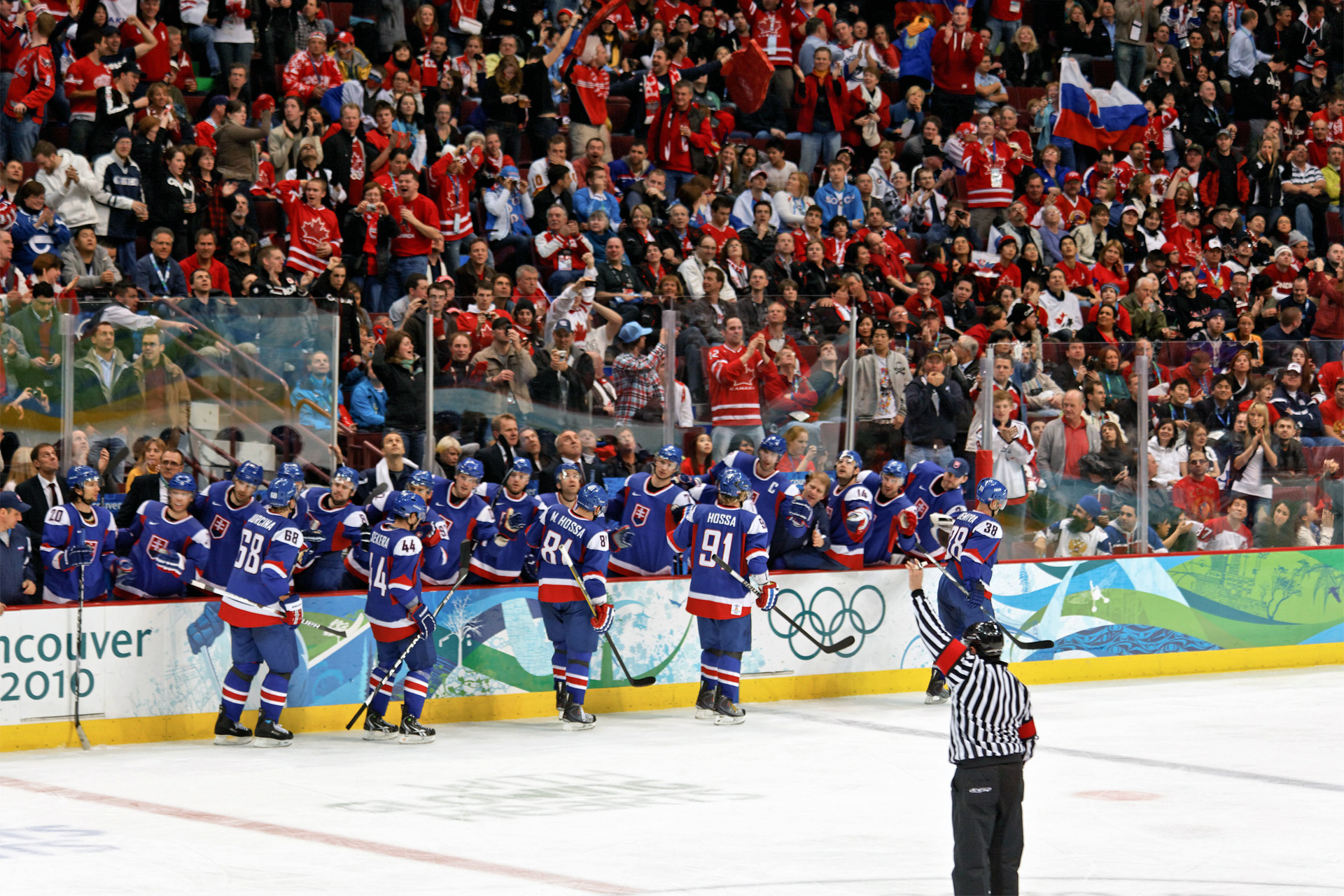
La selección de hockey sobre hielo de Eslovaquia celebrando su victoria en la final sobre Suecia en los Juegos Olímpicos de Invierno de 2010

### Hockey sobre hielo
Uno de los deportes de equipo más populares en Eslovaquia es el hockey sobre hielo. Eslovaquia se convirtió en miembro de la IIHF el 2 de febrero de 1993 y desde entonces ha ganado 4 medallas en Campeonatos del Mundo de Hockey sobre Hielo, consistentes en 1 oro, 2 platas y 1 bronce. El éxito más reciente fue una medalla de plata en el Campeonato Mundial de la IIHF de 2012 en Helsinki. El equipo nacional de hockey eslovaco ha participado en ocho ocasiones en los Juegos Olímpicos, quedando cuarto en los Juegos Olímpicos de Invierno de 2010 en Vancouver y tercero con medalla de bronce en los Juegos Olímpicos de Invierno de 2022 en Pekín. El país cuenta con 8.280 jugadores inscritos y ocupa el séptimo lugar en la clasificación mundial de la IIHF en la actualidad. Los equipos de hockey eslovacos HC Slovan Bratislava y HC Lev Poprad participaron en la Liga Kontinental de Hockey.
Eslovaquia acogió el Campeonato Mundial de la IIHF de 2011, en el que Finlandia ganó la medalla de oro, y el Campeonato Mundial de la IIHF de 2019, en el que Finlandia también ganó la medalla de oro. Ambas competiciones tuvieron lugar en Bratislava y Košice.